# Stanisław Wyspiański
Stanisław Mateusz Ignacy Wyspiański (ur. 15 stycznia 1869 w Krakowie, zm. 28 listopada 1907 tamże) – polski literat i artysta wizualny: dramaturg, poeta, malarz, grafik, architekt, projektant mebli. Jako pisarz związany z dramatem symbolicznym. Tworzył w epoce Młodej Polski.
Był uczniem Jana Matejki w Szkole Sztuk Pięknych w Krakowie. Jego twórczość była wszechstronna: jako malarz wyspecjalizował się w tworzeniu secesyjnych obrazów techniką pastelu (Autoportret z żoną, 1904; Macierzyństwo, 1905); jako architekt zasłynął też stworzeniem między innymi polichromii do kościoła Franciszkanów w Krakowie (1897). Sławę zdobył także jako twórca dramatów o historii i perspektywach społeczeństwa polskiego pod zaborami (Wesele, 1901; Wyzwolenie, 1903; Noc listopadowa, 1904). Dorobek Wyspiańskiego jako dramaturga przyczynił się do tego, że bywa on nazywany czwartym wieszczem polskim. Utwory literackie Wyspiańskiego ekranizowali tacy artyści, jak Konrad Swinarski i Andrzej Wajda; wielokrotnie upamiętniano też jego dorobek.

## Życiorys

### Młodość i wykształcenie
Wyspiański przyszedł na świat 15 stycznia 1869 jako syn Franciszka (1836–1901), rzeźbiarza i fotografika, oraz Marii z Rogowskich, którzy zawarli związek małżeński rok wcześniej. Maria Rogowska pochodziła z zamożnej rodziny, jednak po śmierci jej ojca Mateusza Rogowskiego straciła stabilność finansową gdy wdowa po nim sprzedała kamienicę przy Krupniczej 14, gdzie dotychczas zamieszkiwało małżeństwo Wyspiańskich. Oboje przeprowadzili się do kamienicy na Kanoniczej 25, lecz ich żywot nadal był ciężki. Młodszy brat Stanisława, Tadeusz (1871–1875), zmarł na zapalenie opon mózgowych, ojciec popadł w alkoholizm, a w 1876 na gruźlicę zmarła matka. Przed śmiercią poprosiła swoją siostrę Joannę, żeby przejęła opiekę nad Stanisławem. W 1880 Joanna Rogowska wyszła za mąż za Kazimierza Stankiewicza, wspólnie z którym opiekowała się Wyspiańskim. Stankiewicz stosunkowo wcześnie wpoił przyszłemu artyście pasję do czytania. Wyspiański już w 1881/1882 czytał dramaty Williama Shakespeare’a, które miały posłużyć za inspirację przy późniejszych sztukach teatralnych.
Wyspiański kształcił się w gimnazjum św. Anny w Krakowie, gdzie wykłady odbywały się w języku polskim, a dużą uwagę przywiązywano do nauki historii Polski i historii literatury polskiej. Podczas nauki w gimnazjum św. Anny opanował też grekę i łacinę. Nie wyróżniał się pod względem ocen, lecz egzaminy maturalne zdał wzorowo. W czasie pobytu w szkole nawiązał koleżeńskie stosunki z Józefem Mehofferem, Lucjanem Rydlem, Stanisławem Estreicherem, Henrykiem Opieńskim i Jerzym Żuławskim.
W 1887, po złożeniu egzaminów maturalnych, zapisał się na wydział filozoficzny Uniwersytetu Jagiellońskiego, gdzie w latach 1887–1890 i 1896–1897 uczęszczał na wykłady z historii, historii sztuki i literatury, i rozpoczął studia malarskie w Szkole Sztuk Pięknych w Krakowie, której dyrektorem był w tym czasie Jan Matejko. Jako wyróżniającemu się uczniowi powierzył mu współudział w wykonaniu zaprojektowanej przez siebie polichromii w odnawianym kościele Mariackim.
Często bywał w Żabnie, w miejscowym kościele znajdują się witraże według jego projektu. W 1889 roku Wyspiański odwiedził Tarnów. Podczas pobytu w nim zwiedzał tarnowską katedrę. Uwiecznił miasto na papierze, między innymi szkicując fragment starego miasta.

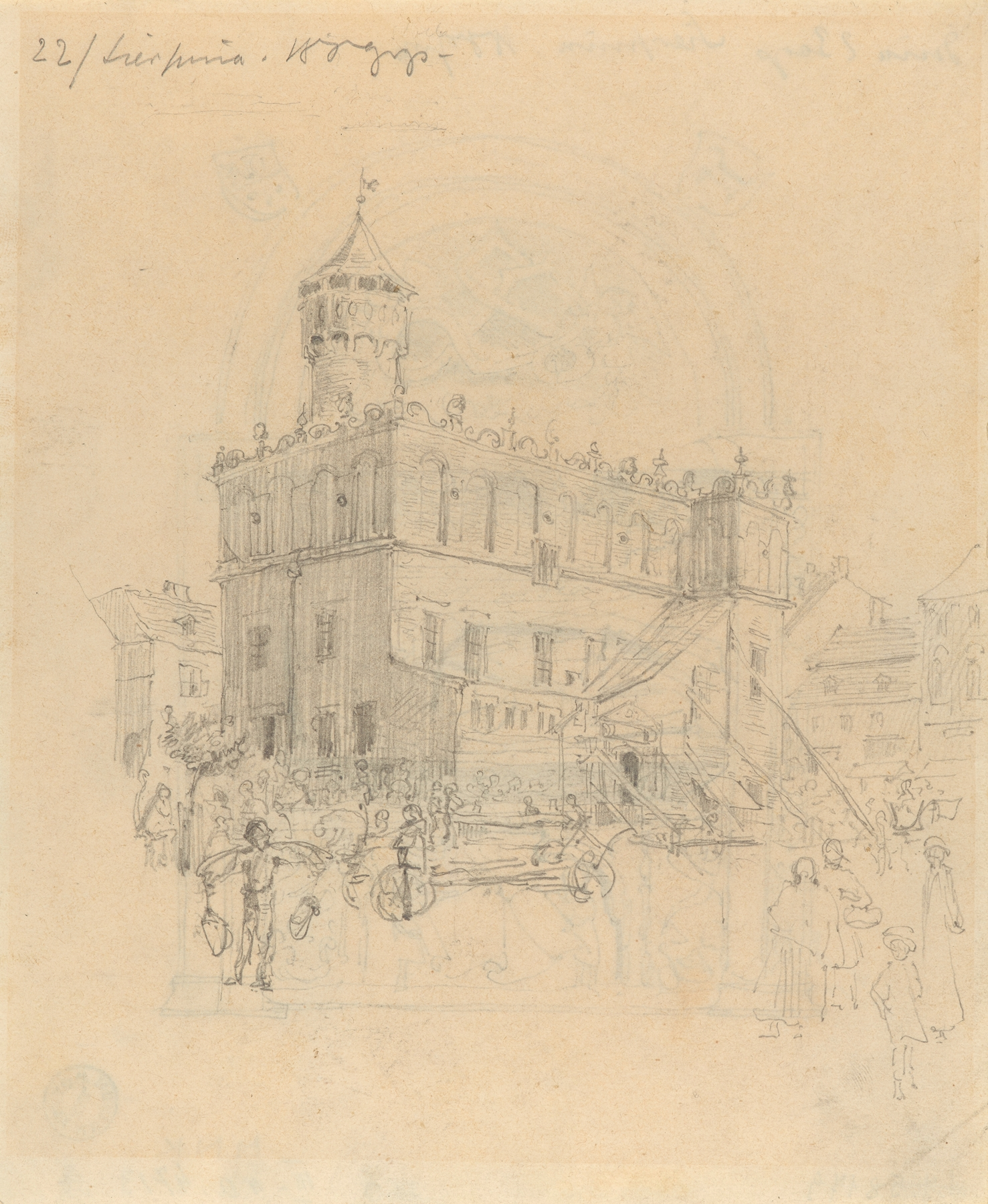
Ratusz w Tarnowie, autorstwa Stanisława Wyspiańskiego

### Podróże zagraniczne
W 1890 artysta udał się w podróż po Europie, zorganizowaną przez Tadeusza Stryjeńskiego. Jej trasa wiodła przez Włochy i Szwajcarię do Francji (gdzie zgłębiał sztukę średniowieczną, głównie katedr gotyckich), a dalej do Niemiec i Pragi. Do Krakowa wrócił 20 września 1890, a później na zlecenie Matejki zajął się malowaniem herbów i godeł w kościele Mariackim. Już w 1891, wzorem Mehoffera, wyjechał w kolejną podróż do Paryża; rok później poróżnił się jednak z Mehofferem i wyprowadził się z jego mieszkania. W latach 1891–1894 uczył się w prywatnej Académie Colarossi, natomiast bez powodzenia próbował studiów w École des Beaux-Arts. Żył wówczas w trudnych warunkach materialnych, co skłoniło go do powrotu do Krakowa. W międzyczasie zetknął się z Władysławem Ślewińskim, z Gauguinem i nabistami; silne wrażenie wywarło na nim malarstwo Pierre’a Puvisa de Chavannes, a zwłaszcza freski w Panteonie. Jednocześnie jego uwagę coraz bardziej przyciągał teatr. Uczęszczał na spektakle operowe, oglądał przedstawienia klasyków francuskich.

### Architektura
W 1895 Wyspiańskiemu zmarł jego wuj Kazimierz. Artysta otrzymał w tym samym roku zlecenie wykonania polichromii do kościoła Franciszkanów w Krakowie, złożonej z motywów kwiatowych, heraldycznych i geometrycznych. Po udanej współpracy z franciszkanami otrzymał kolejne zlecenie: sporządzenie witraży do ośmiu okien świątynnych. Wyspiański wykonał w 1897 między innymi słynne witraże Stań się! (Bóg Ojciec) oraz Stygmatyzacja św. Franciszka, utrzymane w stylu secesyjnym. Opracował też dekorację Błogosławione Salomea, Kunegunda i Jolenta, której projekty zostały jednak stanowczo odrzucone przez zleceniodawcę o. Samuela Leona Rajssa; ten nie wypłacił Wyspiańskiemu ostatniej raty honorarium. Dodatkowo niepowodzeniem zakończyła się współpraca z architektem Sławomirem Odrzywolskim nad polichromią do kościoła farnego w Bieczu; Wyspiański zrezygnował też z kierowania pracami wykonawczymi nad renowacją renesansowych fresków w kościele św. Krzyża, gdy okazało się, że zleceniodawca Tadeusz Stryjeński nie mógł sobie pozwolić na odpowiednie honorarium dla artysty.

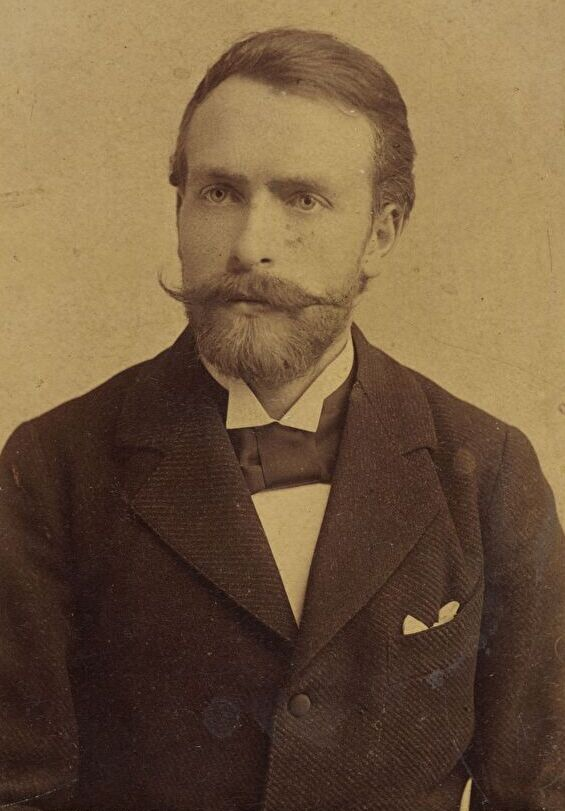
Stanisław Wyspiański (1897)

Niezrealizowane zostały planowane przez Wyspiańskiego witraże do katedry na Wawelu (tzw. witraże wawelskie). Zachowały się trzy projekty emanujących grozą kartonów do witraży Henryk Pobożny, Kazimierz Wielki, Stanisław Szczepanowski (wszystkie wykonane około 1900); projekty te jednak budziły podziw wśród pisarzy młodopolskich, którzy utożsamili portrety dawnych postaci średniowiecznych z rozkładem dawnej potęgi kraju. Po stuleciu od śmierci Wyspiańskiego zachowane witraże zostały wystawione w Pawilonie Wyspiańskiego na rogu ulicy Grodzkiej i placu Wszystkich Świętych w Krakowie.

### Malarstwo
W Krakowie Wyspiański był jednym z założycieli Towarzystwa Artystów Polskich „Sztuka” w 1897, a w połowie 1898 objął stanowisko kierownika artystycznego tygodnika literacko-artystycznego „Życie”, którego redaktorem naczelnym był wówczas Stanisław Przybyszewski.
Na przełomie wieków Wyspiański realizował także portrety na zamówienie, używając do tego celu techniki pastelowej. Najczęściej pracował dla państwa Stanisława i Elizy Pareńskich, z którymi był w bliskich relacjach. Eliza Pareńska została matką chrzestną najmłodszego syna artysty, Stasia. Jeden z ważniejszych portretów tworzonych dla Pareńskich przedstawiał córkę Elizy, noszącą imię po matce (Portret Elizy Pareńskiej, 1904). Wyspiański uwiecznił też m.in. doktora Jana Raczyńskiego, który zajmował się leczeniem jego dzieci (Portret dr Jana Raczyńskiego, 1904) oraz rodzinę filologa klasycznego Leona Sternbacha. Często wykonywał również portrety małżonki, Teodory Pytko (Autoportret z żoną, 1904) i swoich dzieci, czego przykładem są obrazy Helenka z wazonem (1902), Śpiący Staś (1904), Śpiący Mietek (1904); dzieci Wyspiańskiego zostały uchwycone bez sztucznej pozy. Za najsłynniejszy obraz Wyspiańskiego uchodzi Macierzyństwo (1905), gdzie oprócz żony Teodory dwukrotnie została uwieczniona jego córka Helenka.
W 1900 Henryk Sienkiewicz z Polskiej Akademii Umiejętności przyznał artyście stypendium w wysokości 1000 rubli w ramach zapomogi. Stypendium zostało przedłużone do 1902, kiedy poprawiła się sytuacja materialna Wyspiańskiego.

Autoportrety
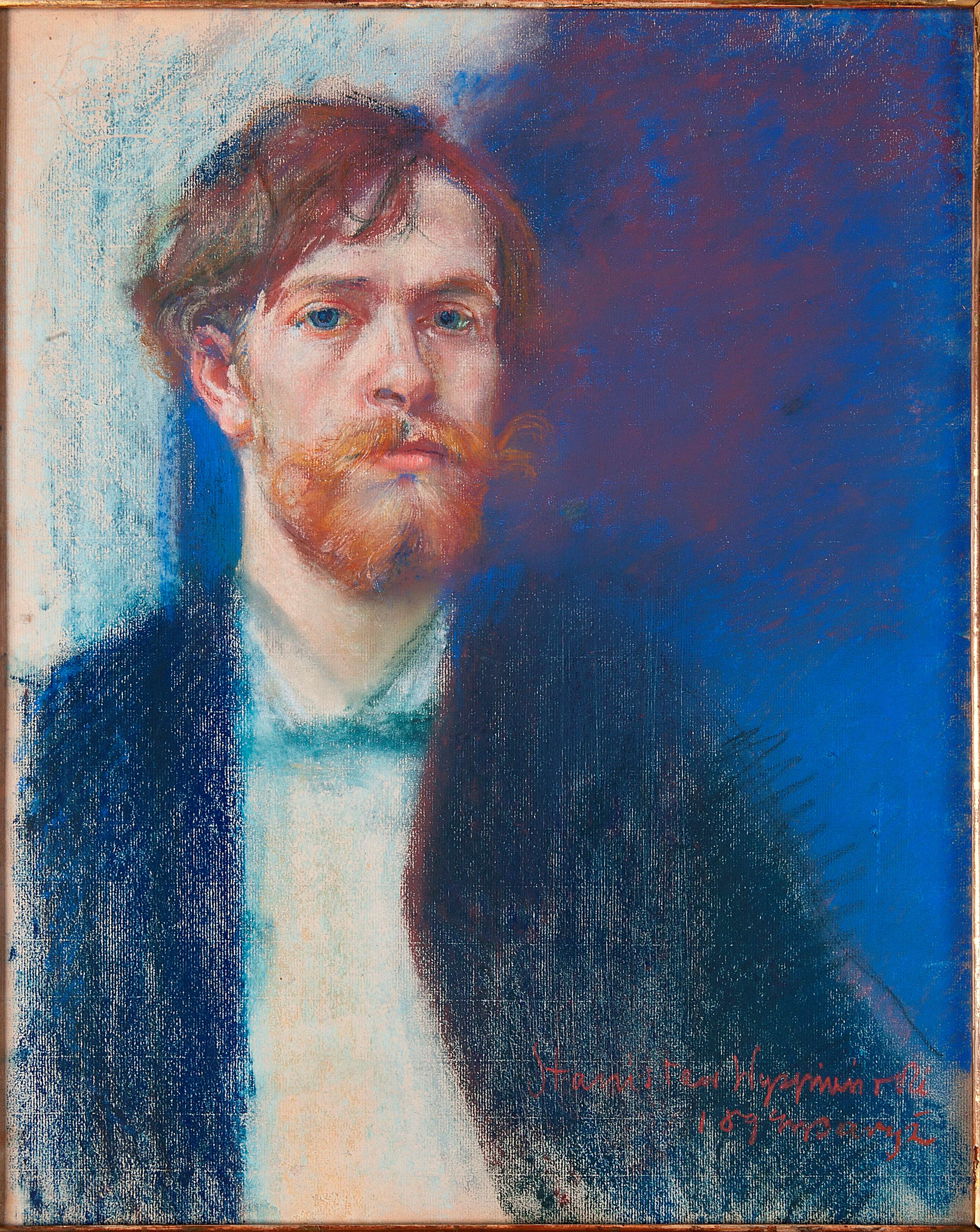
Autoportret (1894)
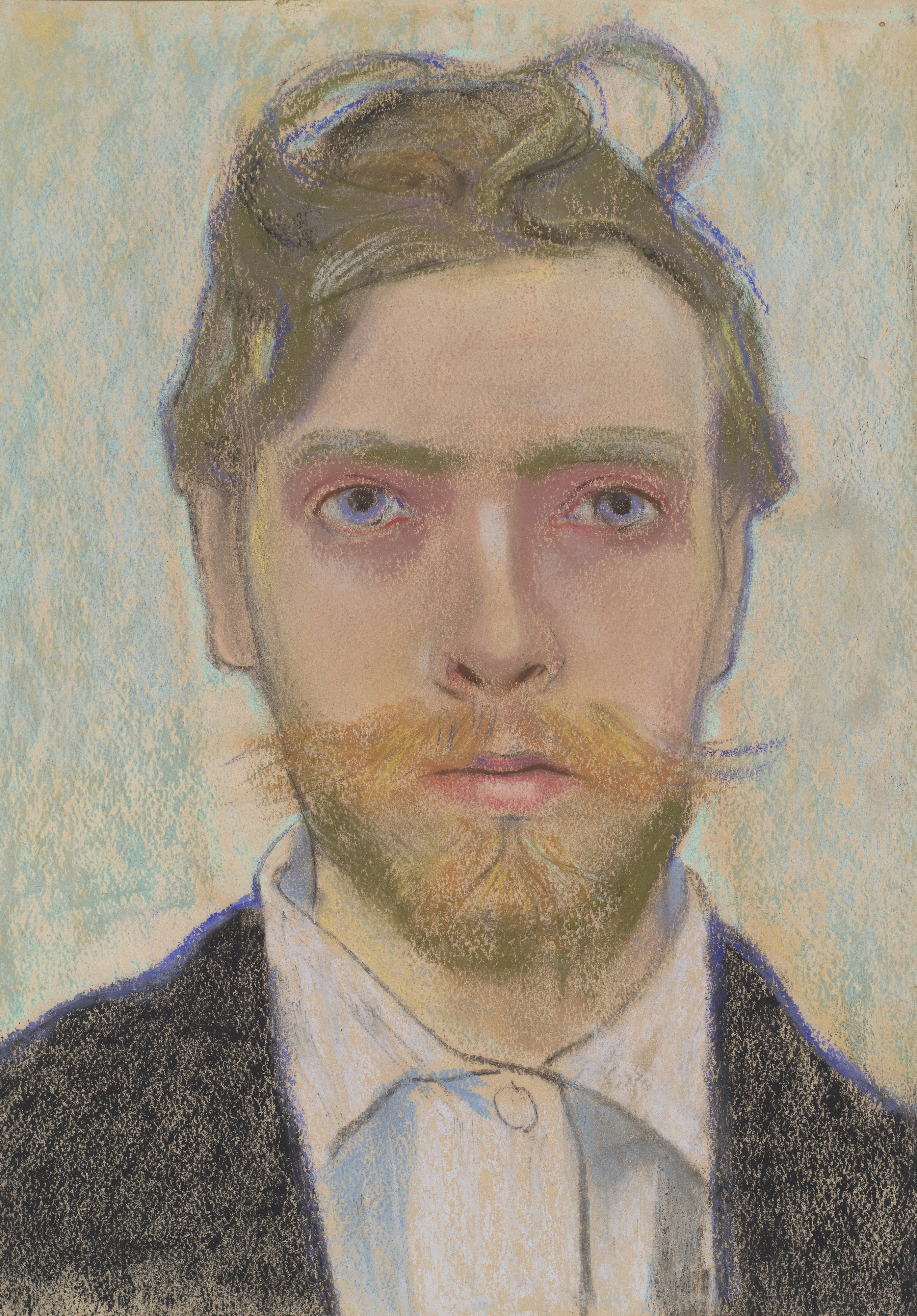
Autoportret (1896)
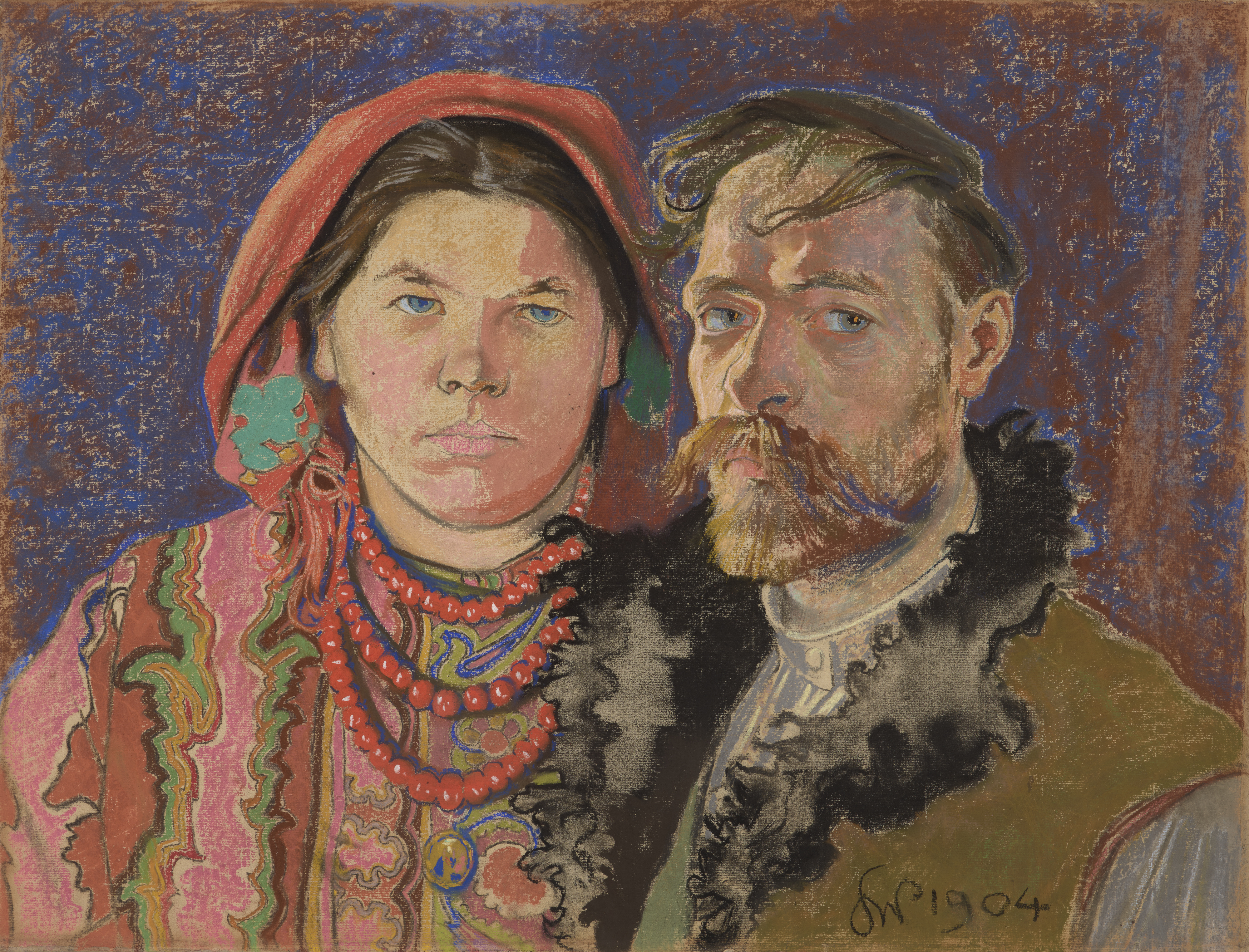
Autoportret z żoną (1904)
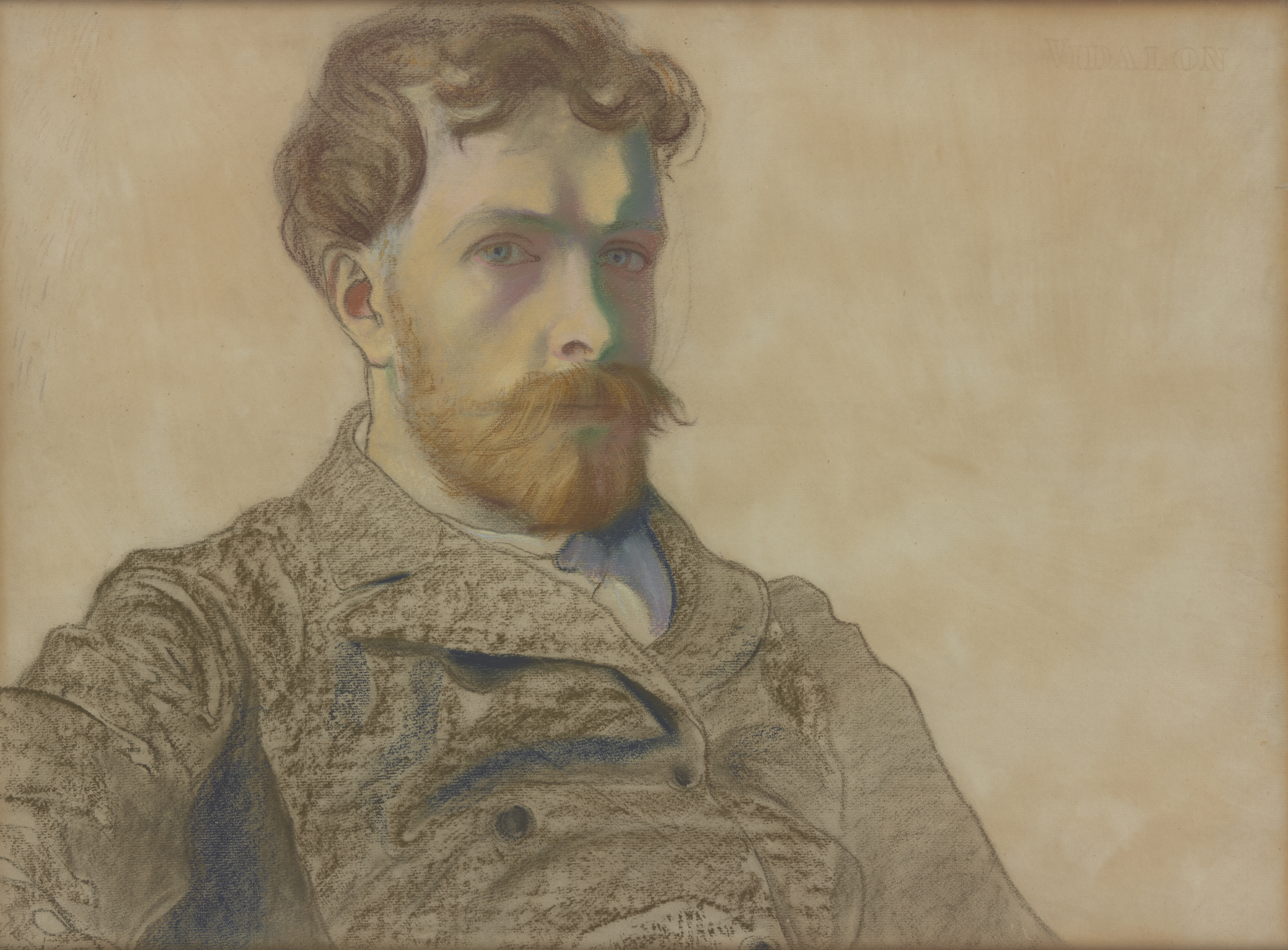
Autoportret Stanisława Wyspiańskiego (1905)
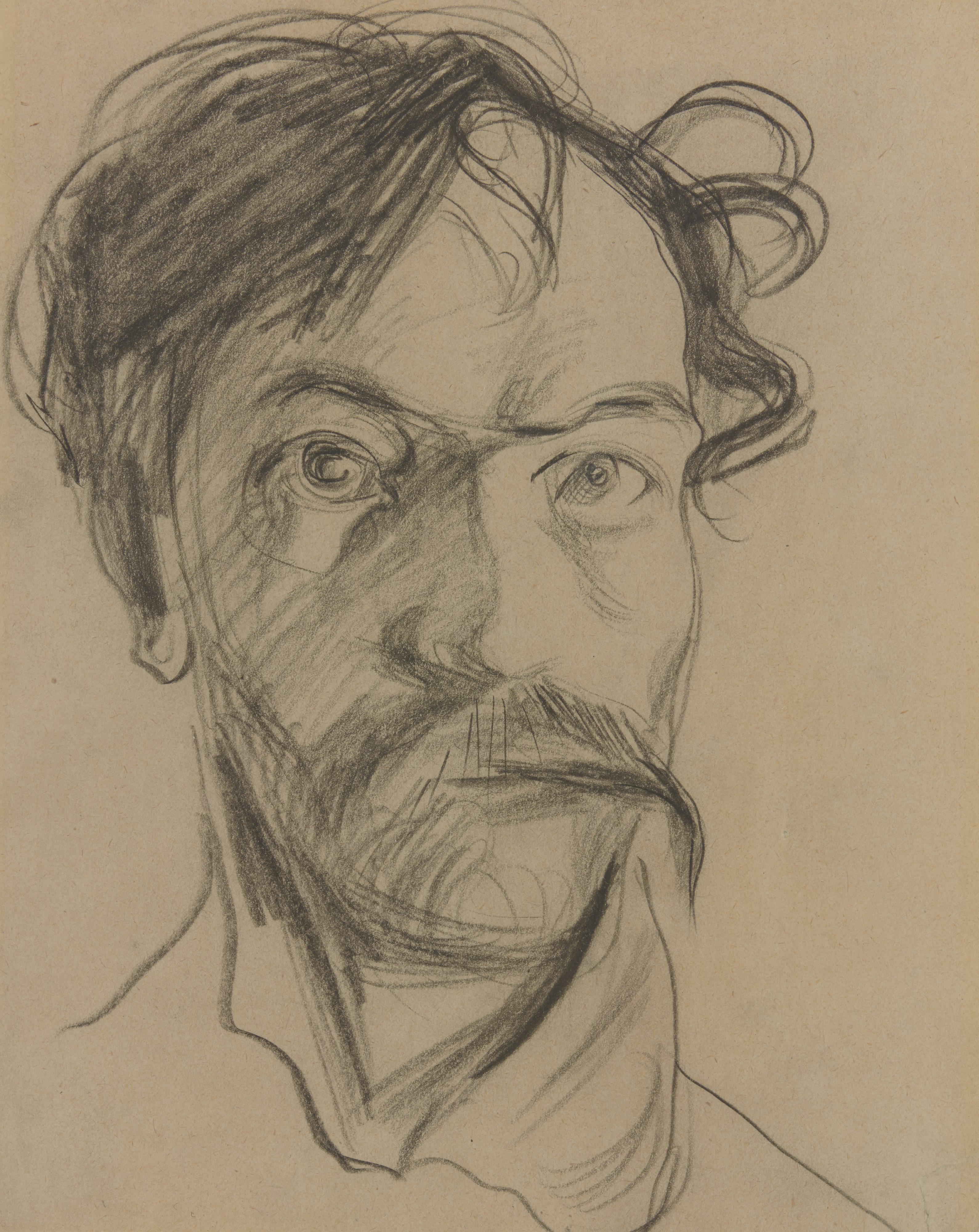
Autoportret na miesiąc przed śmiercią (1907)

### Teatr
Jako malarz i dekorator nawiązał współpracę z Teatrem Miejskim w Krakowie pod dyrekcją Tadeusza Pawlikowskiego. Wkrótce na jego scenie rozwinął swoją twórczość dramatyczną.

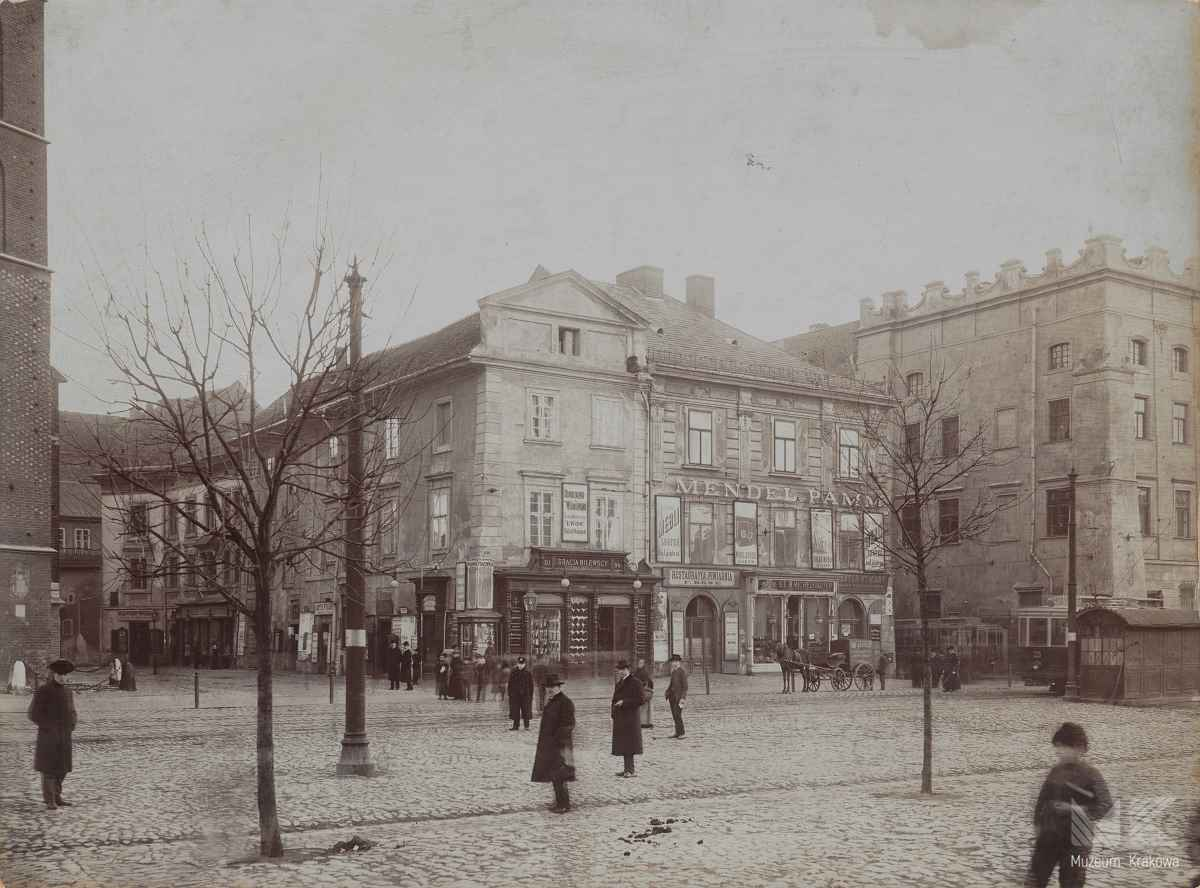
Pl. Mariacki 9, kamienica Na Barszczowym (widok z 1906).
Tutaj Wyspiański mieszkał, pisząc m.in. Wesele

Jego debiutami dramatycznymi były sztuki Legenda (1898) i Warszawianka (1898), przy czym ta druga została opublikowana w tygodniku „Życie” 16 listopada 1898. W 1899 Warszawiankę na deskach Teatru Miejskiego wyreżyserował Ludwik Solski. W 1899, nakładem własnym autora, drukiem ukazały się dramaty Klątwa, Meleager, Lelewel, Protesilas i Laodamia; w 1900 – Legion. W 1900 ukończył też wstępną wersję Sędziów. Ten ostatni dramat został wystawiony dopiero w 1907, po śmierci artysty (Ludwik Solski nie zgadzał się na wystawienie sztuki za życia Wyspiańskiego). Kanwą Sędziów było głośne morderstwo ciężarnej służącej żydowskiego karczmarza Heinzla, Jewdochy Abramczuk, przez jej kochanka Nutę Marmarosza. W Sędziach odpowiednikiem mordercy jest Natan, syn lichwiarza Samuela, razem ze swoim ojcem mordujący Jewdochę w obawie o to, że ofiara dokona aborcji. Wyspiański nadał przedstawionej historii wymiaru uniwersalnego, zachowując znaną z tragedii antycznej jedność miejsca, czasu i akcji, ale też odwołując się do etyki judaistycznej (odpowiedzialności za swoje czyny jeszcze za życia).

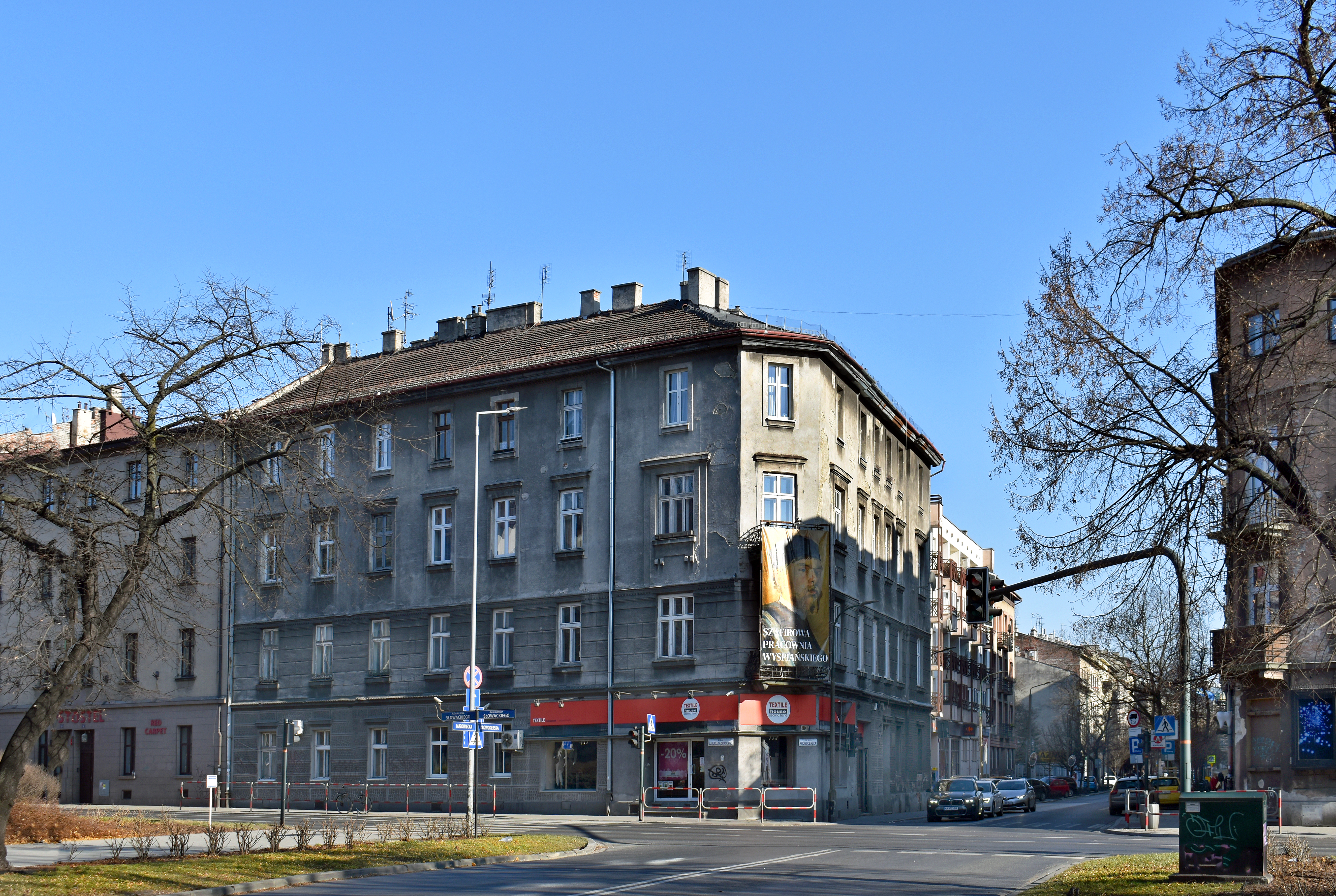
Kamienica ul. Krowoderska 79. Tutaj na II piętrze znajdowało się mieszkanie Wyspiańskiego i „szafirowa pracownia”, tutaj powstał cykl widoków na Kopiec Kościuszki

20 listopada 1900 wziął udział w weselu swego przyjaciela Lucjana Rydla w Bronowicach Małych. Na kanwie tego wydarzenia powstało wydane w 1901 Wesele, które przyniosło Wyspiańskiemu sławę i uznanie. Artysta przedstawił „przez pół serio, przez pół drwiąco” środowisko swoich znajomych, zestawiając ze sobą różne warstwy społeczne – inteligencję, ziemiaństwo, chłopstwo, Żydów – których przedstawiciele spotykają podczas Rydlowskiego wesela szereg zjaw. Wesele, którego powodzenia Wyspiański się nie spodziewał, odniosło wielki sukces. Powszechnie odczytywano dramat jako niezwykle krytyczny portret społeczeństwa polskiego (przede wszystkim starszego pokolenia spod znaku Stańczyków). Dzięki aluzjom do Mickiewiczowskich Dziadów i elementom baśniowo-ludowym utwór szybko został oswojony przez publiczność zarówno ówczesną, jak i późniejszą.
W 1903 artysta wydał trzy nowe dzieła: Wyzwolenie, Achileis i Bolesława Śmiałego. Wyzwolenie również nawiązywało do Dziadów poprzez analogiczną postać Konrada, który obmyśla przedstawienie teatralne krytykujące współczesnych mu Polaków. Wyspiański, inspirowany teatrem monumentalnym Wagnera i myślą nietzscheańską, stworzył sztukę o przesłaniu pokrywającym się z programem realizmu historycznego Narodowej Demokracji. Achilleis natomiast opierał się na Iliadzie Homera, z elementami Eneidy Wergiliusza oraz sztuki Troilus i Kresyda Shakespeare’a. Przedstawienie wydarzeń z wojny trojańskiej zostało jednak zagęszczone do jednego dnia akcji; „w dramacie Achilles ginie śmiercią samobójczą, Laokoon już dawno utracił swoich synów, nie ma scen bitewnych, a bogowie nie odgrywają zasadniczej roli w przebiegu zdarzeń”. Natomiast Bolesław Śmiały był sztuką opartą na konflikcie pomiędzy królem Bolesławem II Śmiałym a biskupem Stanisławem ze Szczepanowa, zamordowanym za niesubordynację wobec panującego monarchy. Bolesława Śmiałego w chwili wydania powszechnie krytykowano za niezgodność treści dramatu z ówczesną wiedzą historyczną, choć nowsze analizy wykazały, że Wyspiański przed napisaniem dramatu z pewnością czytał m.in. kroniki Galla Anonima i Wincentego Kadłubka oraz prace Joachima Lelewela.
W 1904 ukazały się nowe opracowanie Legendy (tzw. Legenda II), Noc listopadowa oraz Akropolis. Noc listopadowa nawiązywała do wydarzeń z początku powstania listopadowego, kiedy Szkoła Podchorążych w Warszawie pod przewodnictwem Piotra Wysockiego spontanicznie wystąpiła przeciwko władzy carskiej na terenie Królestwa Polskiego. Dramat inspirowany dziełami Adama Mickiewicza miesza ze sobą postaci historyczne i mitologiczne. Akropolis z kolei toczy się w katedrze na Wawelu podczas świąt Wielkiej Nocy, gdzie przeplatają się wątki mityczne i związane z polską tożsamością narodową.
W latach następnych Wyspiański zajmował się dokończeniem utworów dawniej rozpoczętych i pracą nad nowymi. Pracował nad Skałką (wyd. 1907), niedokończonym dramatem powiązanym tematycznie z Bolesławem Śmiałym, do którego poprawki wprowadzał aż do własnej śmierci; w Powrocie Odysa (1907) o tytułowej podróży powrotnej Odyseusza do Itaki perypetie bohatera „są kanwą dla przedstawienia beznadziejnej, ale bohaterskiej walki jednostki z przeznaczeniem”.

### Schyłek życia i śmierć
W 1902 Wyspiański rozpoczął pracę w krakowskiej Akademii Sztuk Pięknych, w 1905 został także członkiem krakowskiej Rady Miejskiej. Jednakże coraz częściej mierzył się z pogarszającym się stanem zdrowia – w 1898 roku zachorował na kiłę; choroba ta w jego przypadku miała szczególnie ciężki przebieg i stała się powodem jego śmierci. W ostatnim okresie życia niedomagający fizycznie artysta leczył się w Rymanowie (1903) i Bad Hall (1904), a potem przeniósł się do domu kupionego we wsi Węgrzce (1906). Artysta zmarł w krakowskiej klinice przy ul. Siemiradzkiego 1, w Domu Zdrowia dra Jana Gwiazdomorskiego. Pogrzeb Wyspiańskiego w Krakowie 2 grudnia 1907 stał się manifestacją narodową. Wyspiański został pochowany w Krypcie Zasłużonych na Skałce.

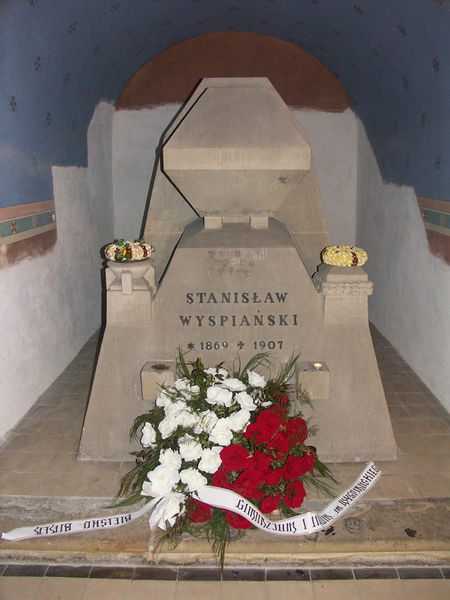
Grób Stanisława Wyspiańskiego

Niech nikt nad grobem mi nie płacze, krom jednej mojej żony.

## Życie prywatne
Wyspiański 18 września 1900 poślubił pochodzącą z Konar pod Tarnowem chłopkę Teodorę Teofilę Pytko (1868–1957), mającą już nieślubnego syna Teodora, przysposobionego przez artystę. Przed ślubem urodziły się ich starsze dzieci: córka Helena (30 lub 31 maja 1896 – 28 listopada 1971, po mężu Adamie /1890-1962/ Chmurska, zmarła w 64. rocznicę śmierci ojca) i syn Mieczysław (7 września 1899–umowna data śmierci: 31 grudnia 1924), natomiast po ślubie urodził się syn Stanisław (2 grudnia 1901 – 4 stycznia 1968).

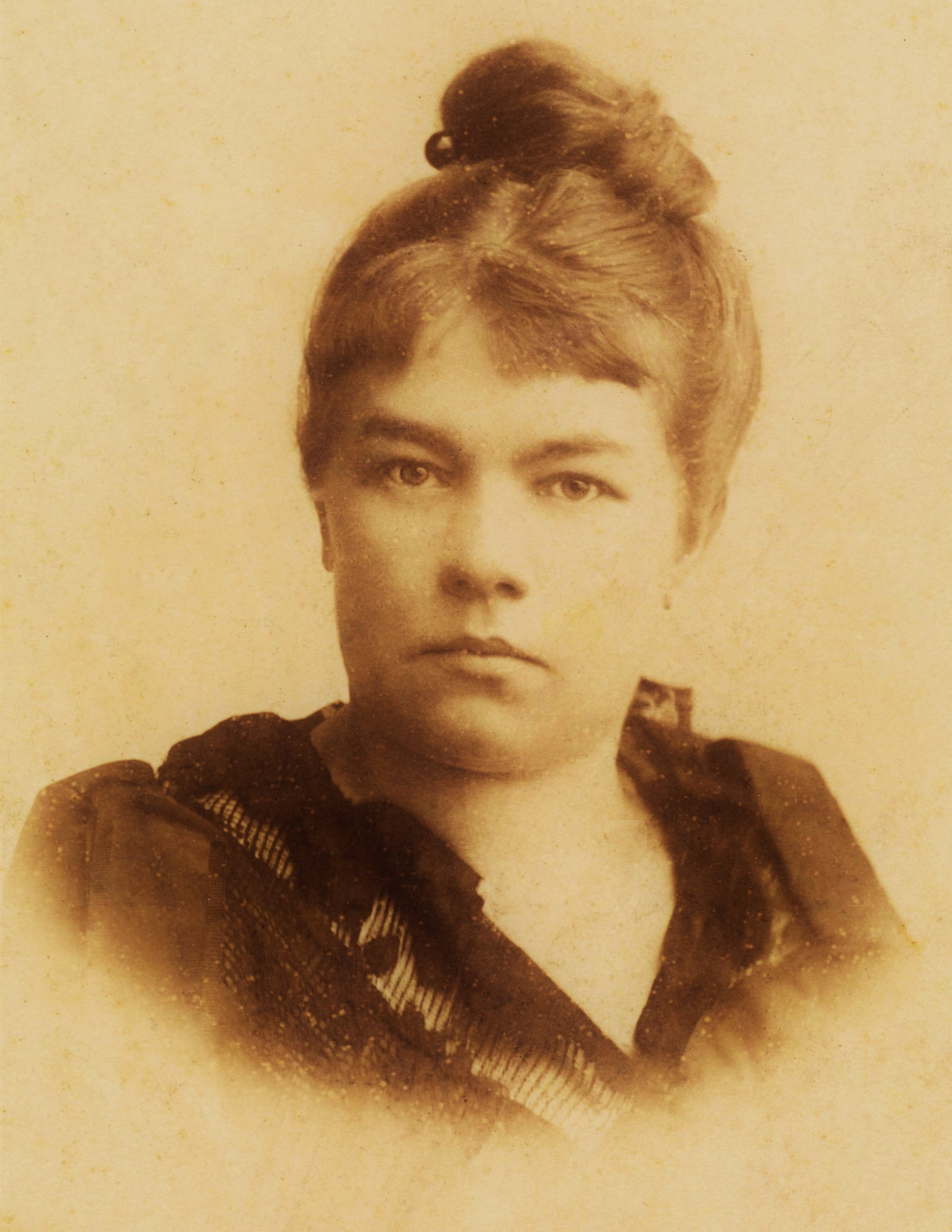
Teodora Teofila Pytko – fotografia żony Stanisława Wyspiańskiego

Po śmierci Stanisława Wyspiańskiego Teodora Wyspiańska w listopadzie 1908 wyszła za mąż za Wincentego Waśkę, gospodarza z Węgrzec. Cała rodzina pisarza spoczywa na Cmentarzu Rakowickim w Krakowie. Żona (jako Teofila Waśko, po drugim mężu), córka Helena Chmurska i syn Stanisław w grobowcu Chmurskich w kwaterze FA. Przybrany syn Teodor spoczął w grobowcu w pasie 54.

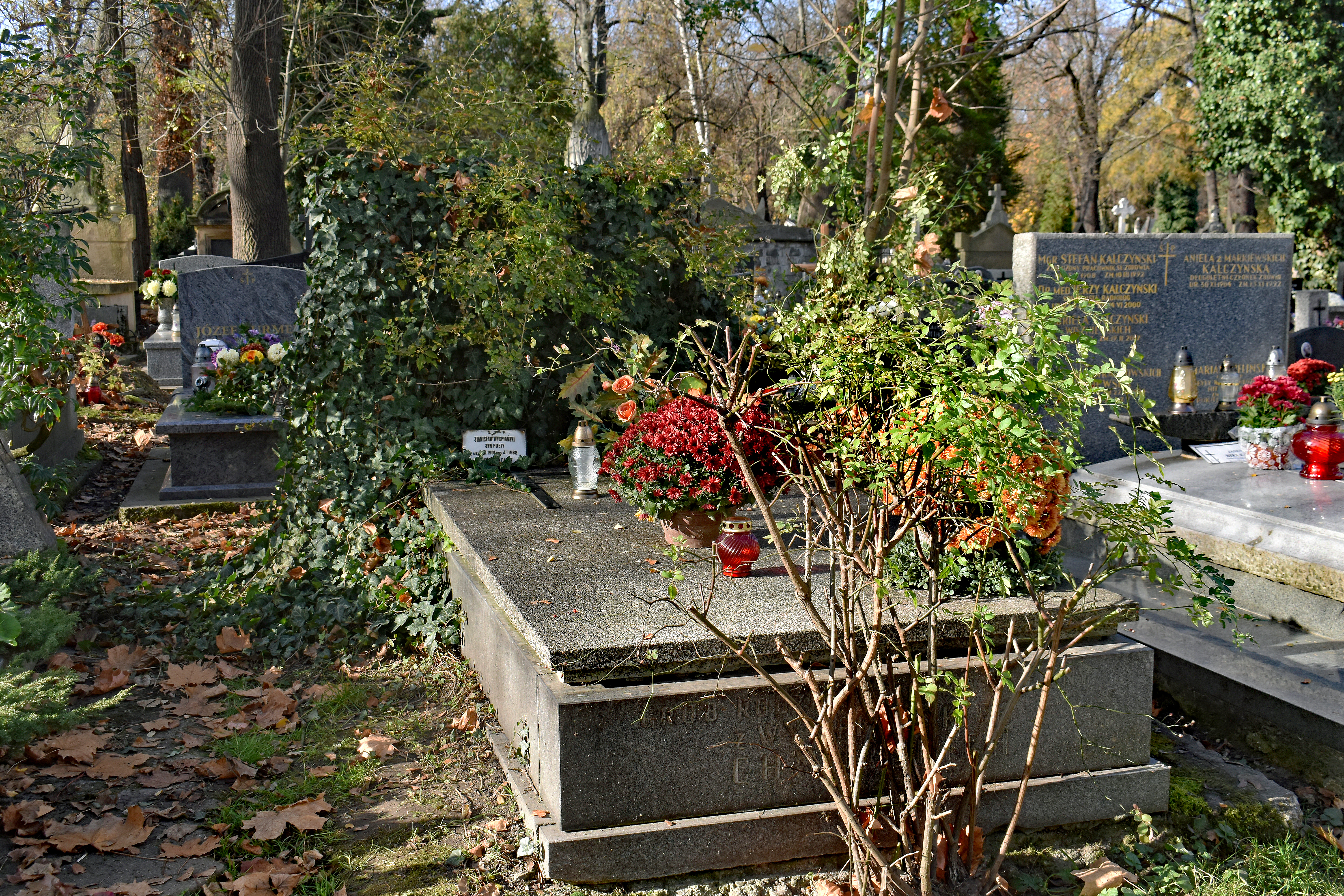
Cmentarz Rakowicki. Grobowiec Chmurskich. Pochowano w nim żonę Wyspiańskiego, córkę i syna (Stanisława)

## Twórczość

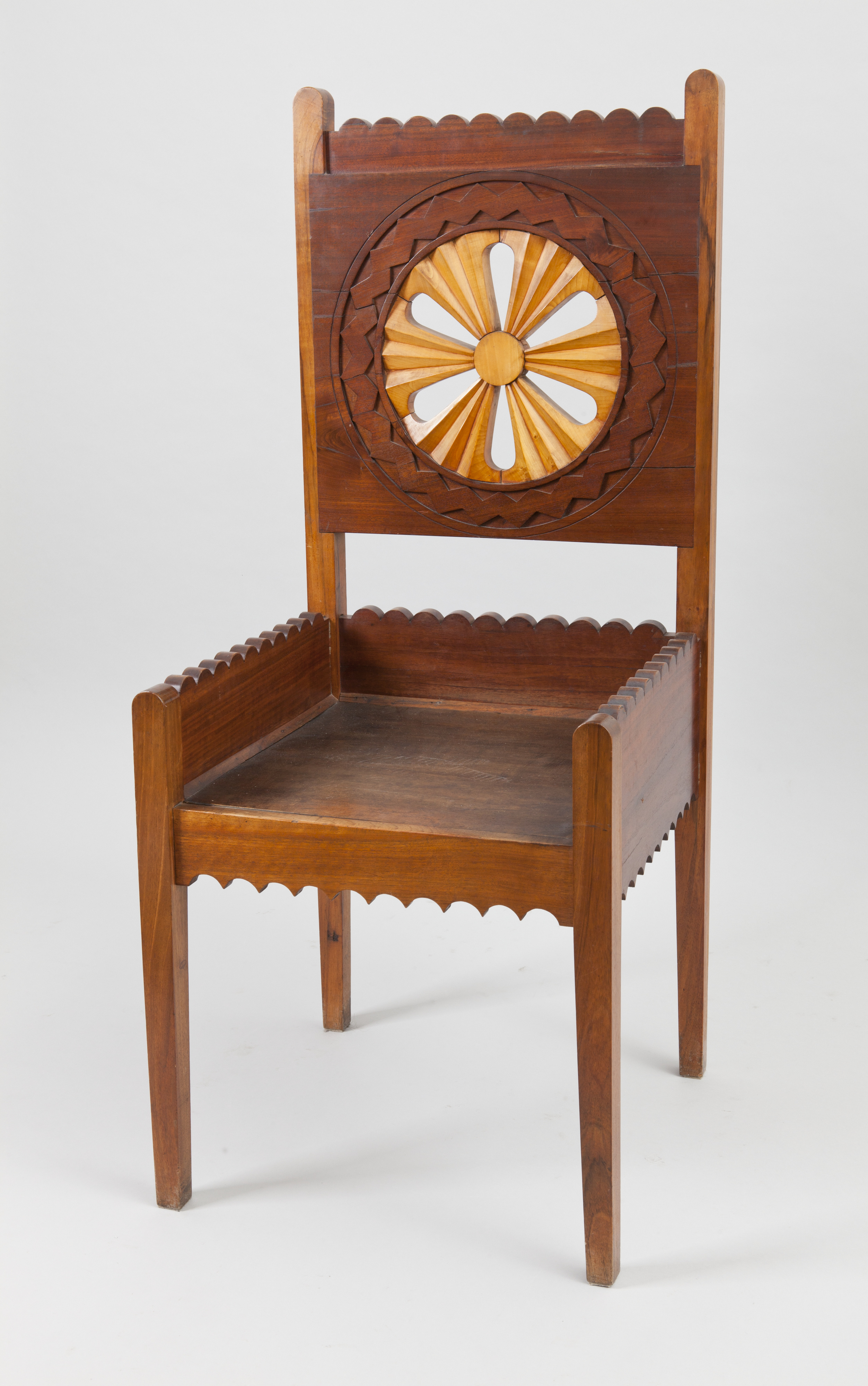
Krzesło zaprojektowane przez Stanisława Wyspiańskiego w latach 1904-1905

Dorobek artystyczny Wyspiańskiego jest bardzo szeroki i obejmuje dzieła różnego typu: malarstwo (rysunki, szkicowniki, obrazy olejne, pastele) przedstawiające widoki Krakowa, portrety i autoportrety, rośliny, projekty witraży i malowideł, ilustracje; grafikę; projekty mebli i wnętrz; architektoniczny projekt zabudowy Wawelu; dramaty, wiersze.

### Sztuki piękne
Dzieła Wyspiańskiego są umieszczane w kontekście dwóch nurtów estetycznych: secesji i symbolizmu. Artysta specjalizował się w sztuce pastelowej, tworząc dekoracyjne, ornamentowe, silnie konturowe wizerunki osób i roślin. Portretował swoich modeli w swobodnych, możliwie naturalnych pozach. Wyspiański często kontrastował świat miasta i wysokiej sztuki oraz świat wsi i sztuki ludowej. Pod koniec swego życia zainteresował się również sztuką japońską, co wpłynęło na przykład na uwieczniane krajobrazy Kopca Kościuszki, inscenizowanego niczym przedstawienia Góry Fudżi autorstwa Katsushikiego Hokusaia.
Wyspiański kształtował swój styl architektoniczny we współpracy z Józefem Mehofferem, przede wszystkim za sprawą witraży do kościoła Mariackiego w Krakowie. O ile wówczas obaj twórcy znajdowali się pod silnym wpływem historyzmu, o tyle już w późniejszych projektach uwidoczniło się „odejście od historyzującego, statycznego schematu kompozycyjnego poddanego rygorowi podziałów okna; zauważalny jest również [...] zwrot ku narracyjności [...], jak i ku zintensyfikowanemu przekazowi symbolicznemu oraz ekspresji w operowaniu plamą barwną” (Tomasz Szybisty). Za przykład dalszej ewolucji architektonicznego stylu Wyspiańskiego mogą posłużyć witraże w kościele Franciszkanów w Krakowie, podporządkowane symetrii, rytmice, kontrastom barwnym i przeciwieństwom w ruchu postaci.

Witraże
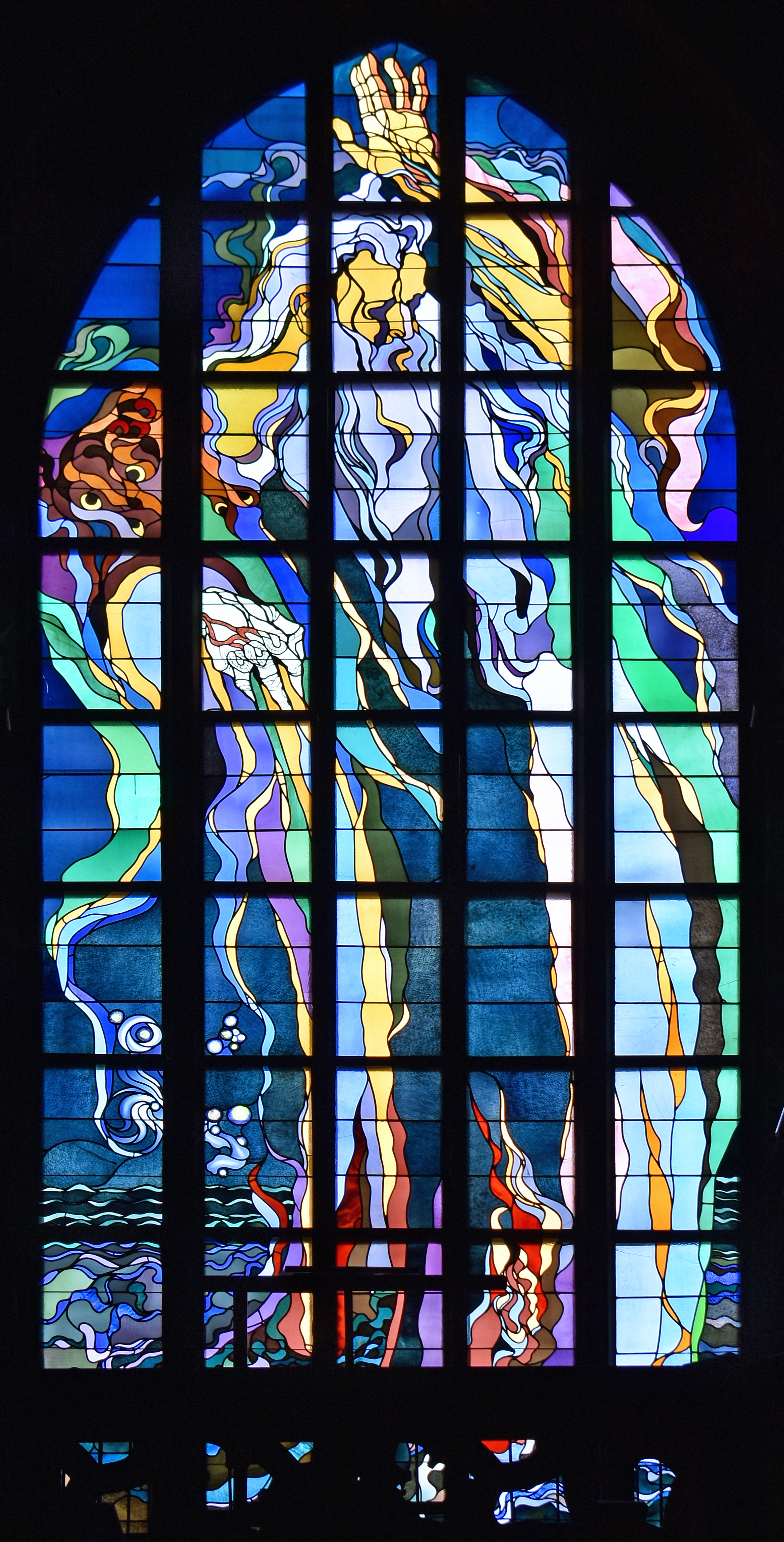
Bóg Ojciec – Stań się!, 1897–1904, Bazylika św. Franciszka z Asyżu w Krakowie
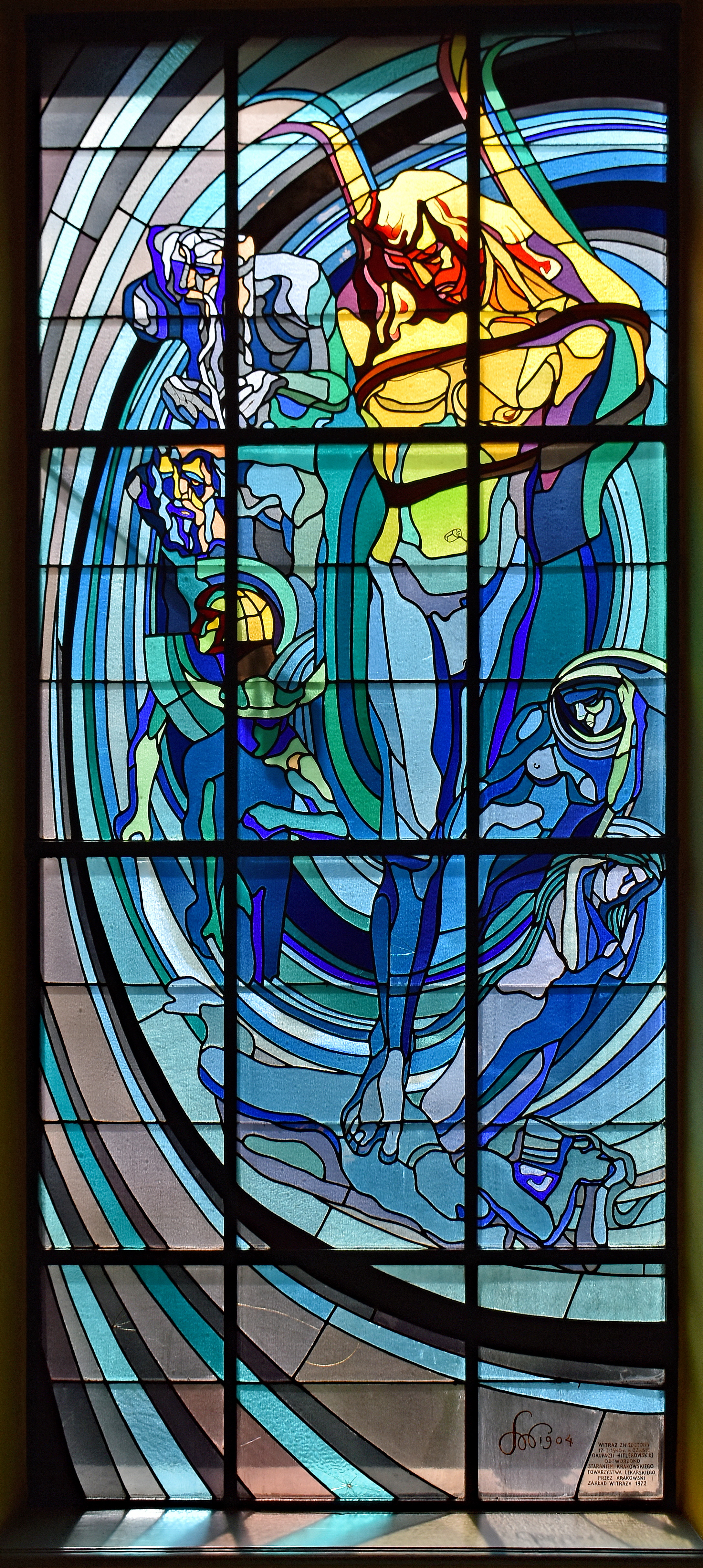
Apollo spętany, 1904, witraż w Domu Lekarskim w Krakowie
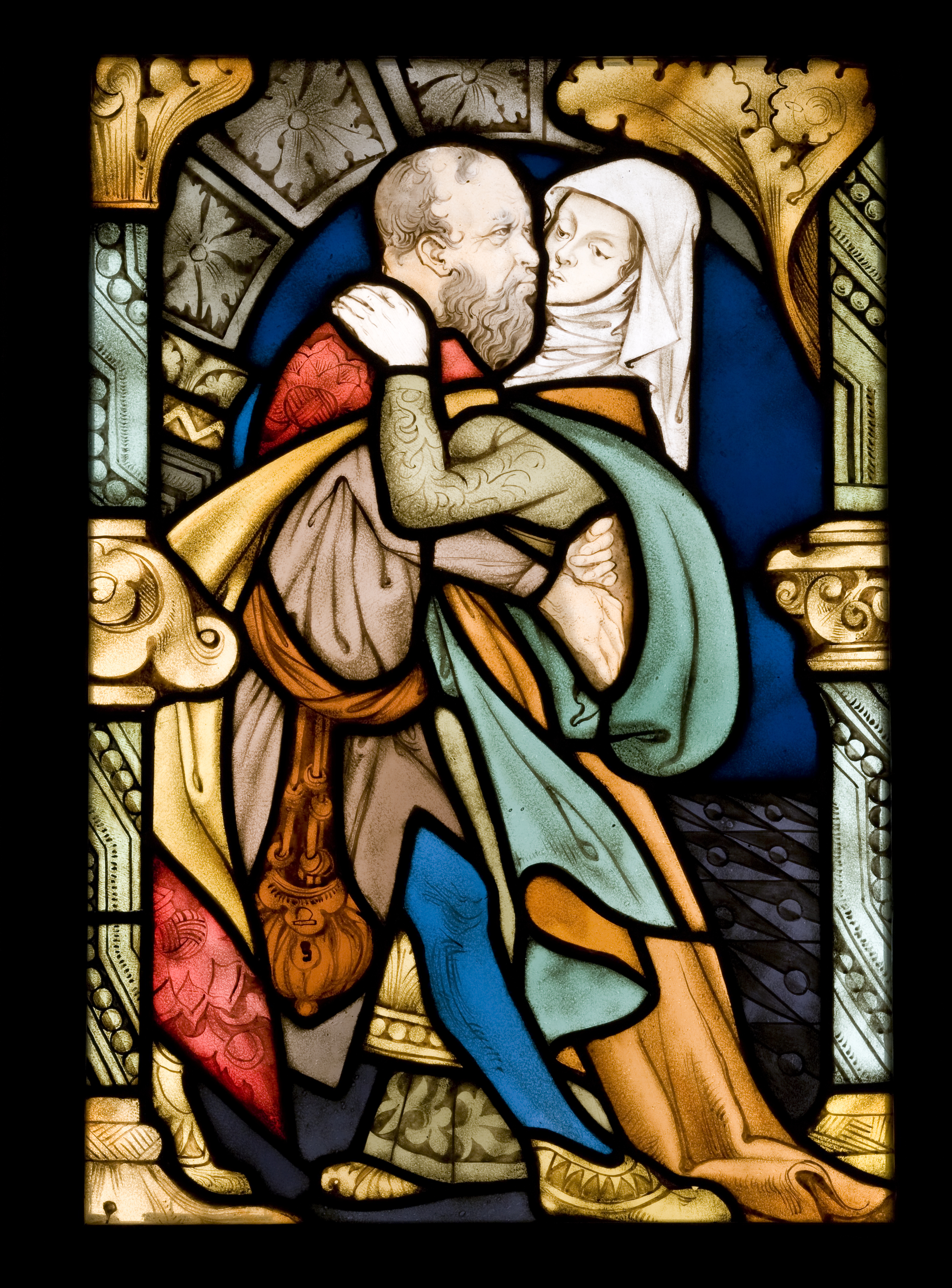
Witraż: Spotkanie w Złotej Bramie, 1902–1906, Muzeum Narodowe w Krakowie
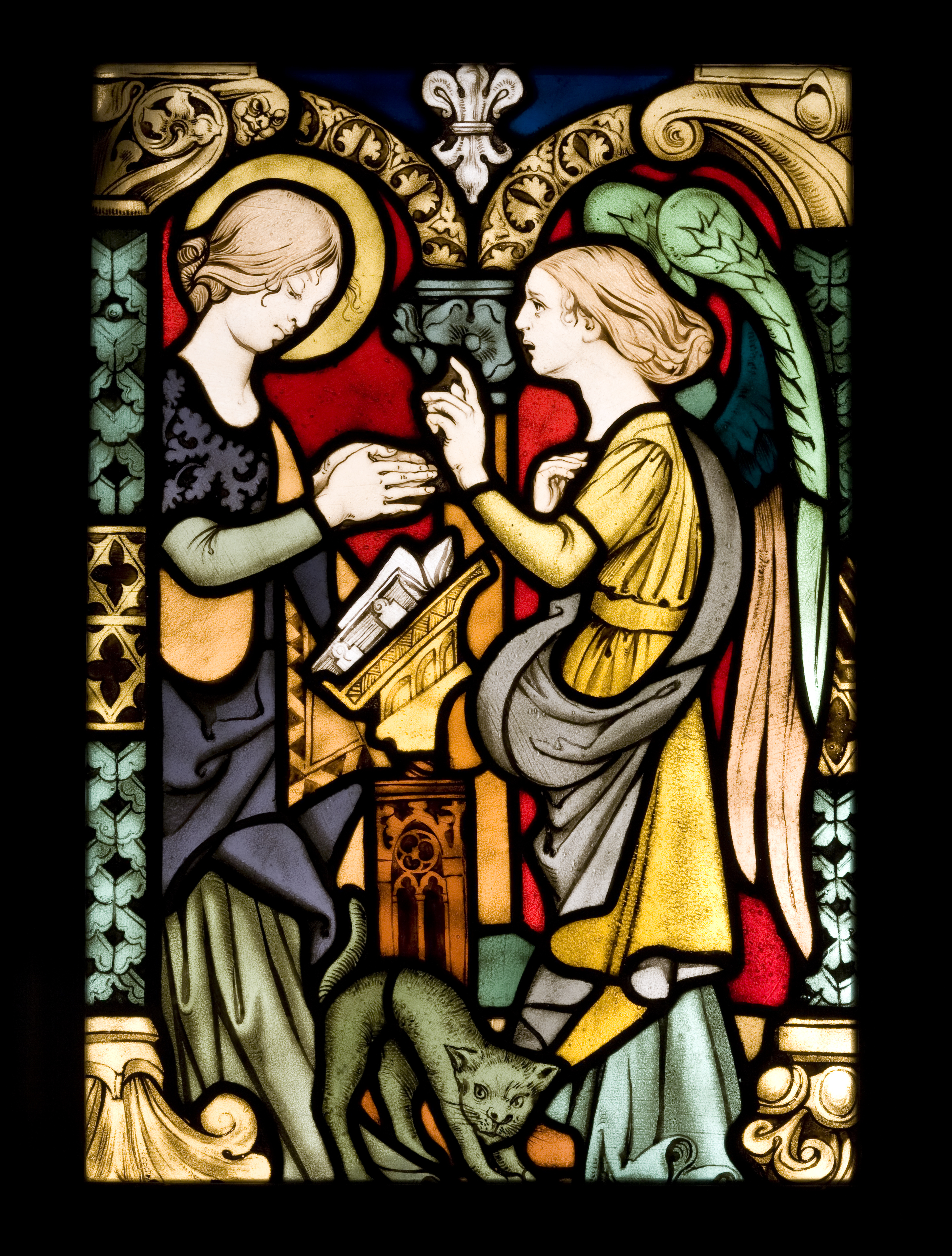
Witraż: Zwiastowanie, 1902–1906, Muzeum Narodowe w Krakowie
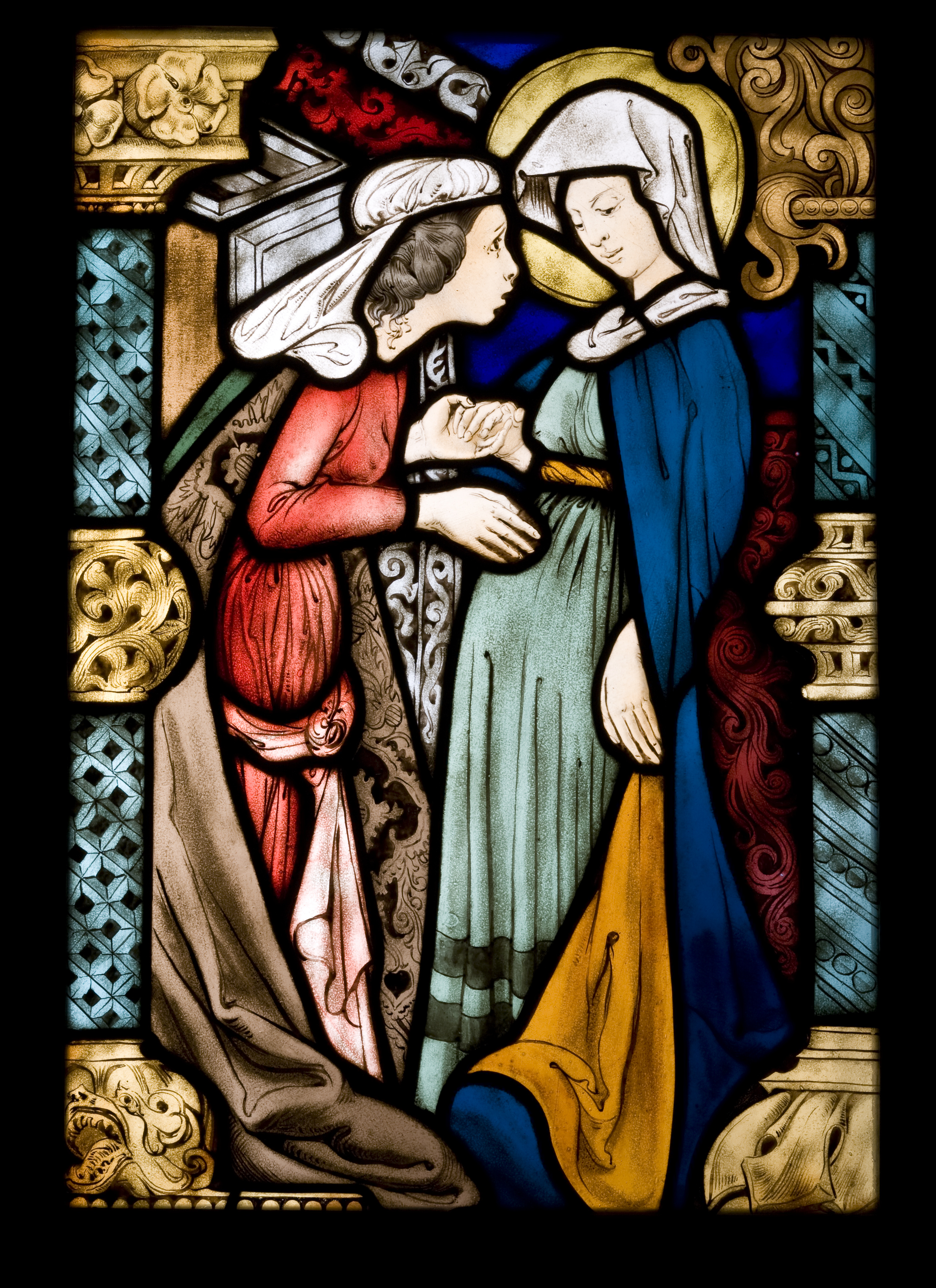
Witraż: Nawiedzenie, 1902–1906, Muzeum Narodowe w Krakowie
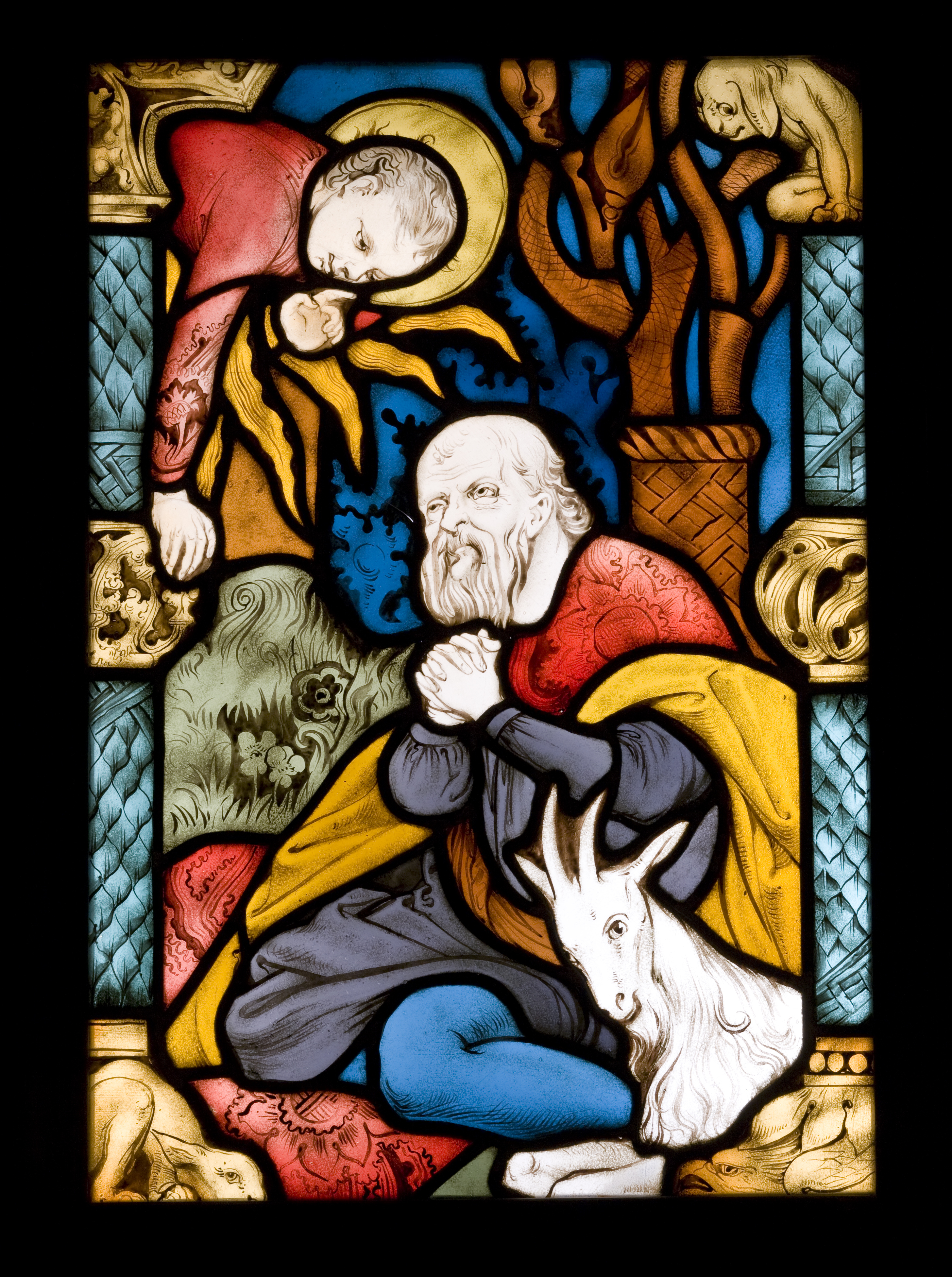
Witraż: Zwiastowanie Joachimowi, 1902–1906, Muzeum Narodowe w Krakowie
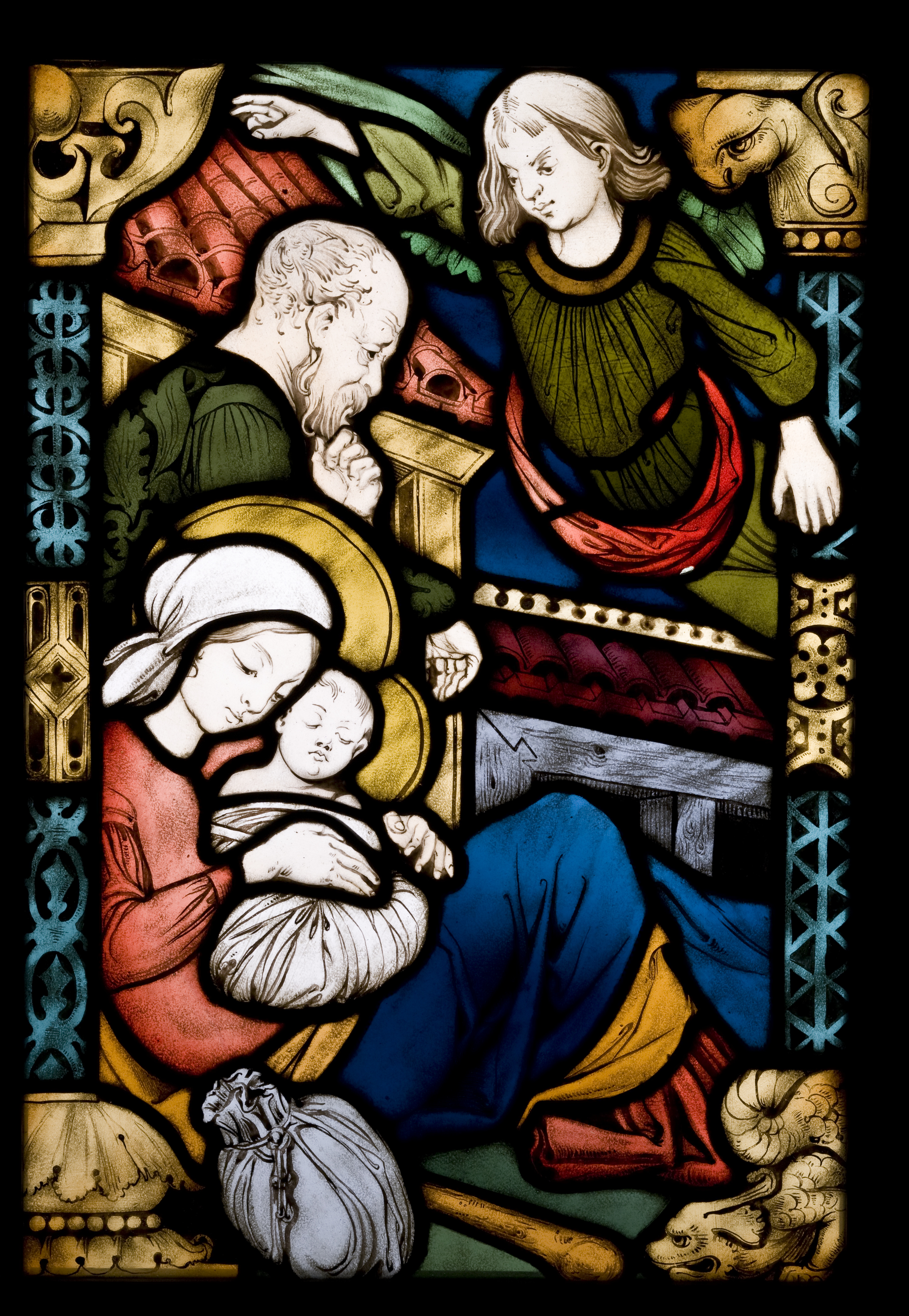
Witraż: Anioł nakazujący św. Rodzinie ucieczkę, 1902–1906, Muzeum Narodowe w Krakowie
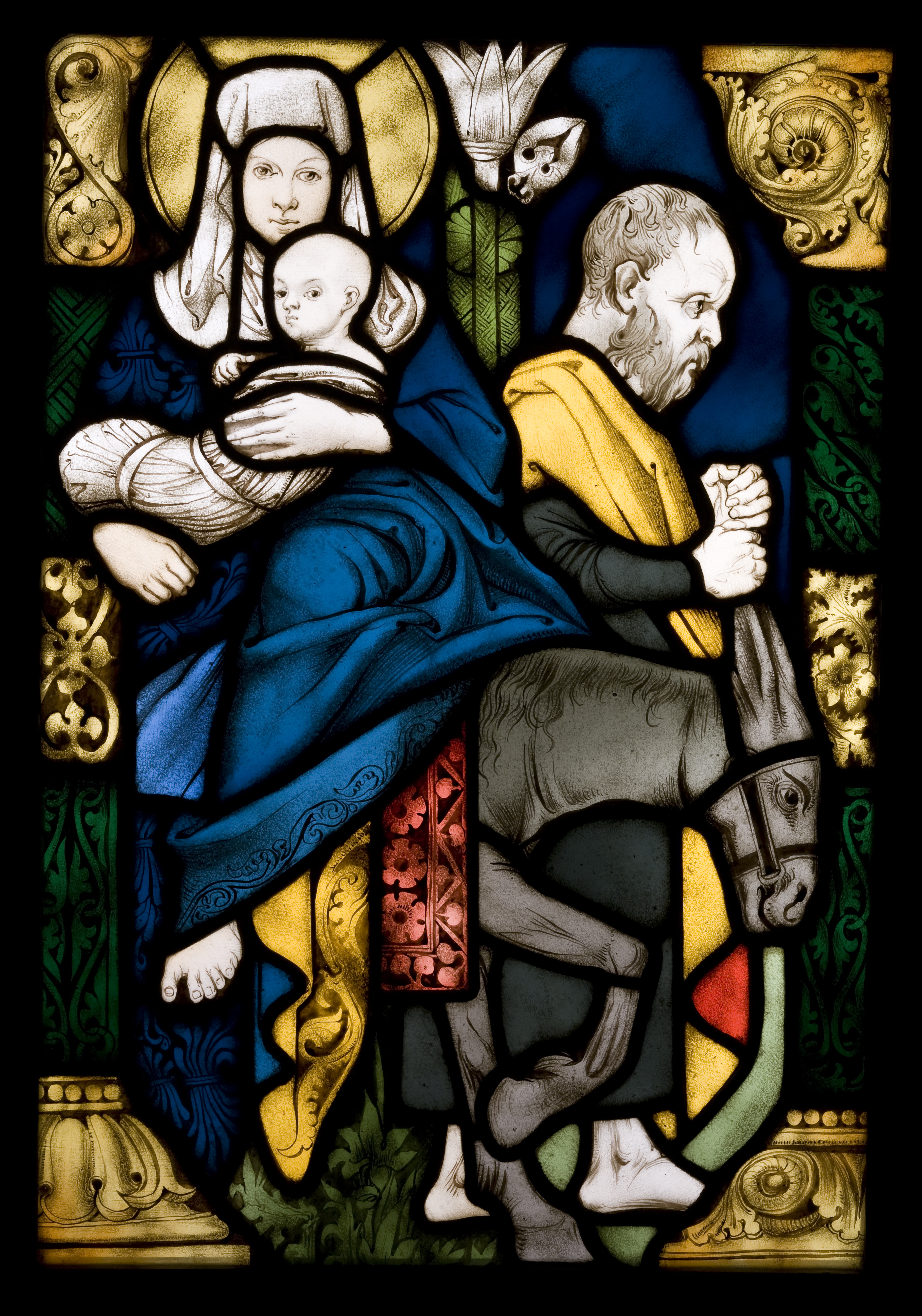
Witraż: Ucieczka z Egiptu, 1902–1906, Muzeum Narodowe w Krakowie
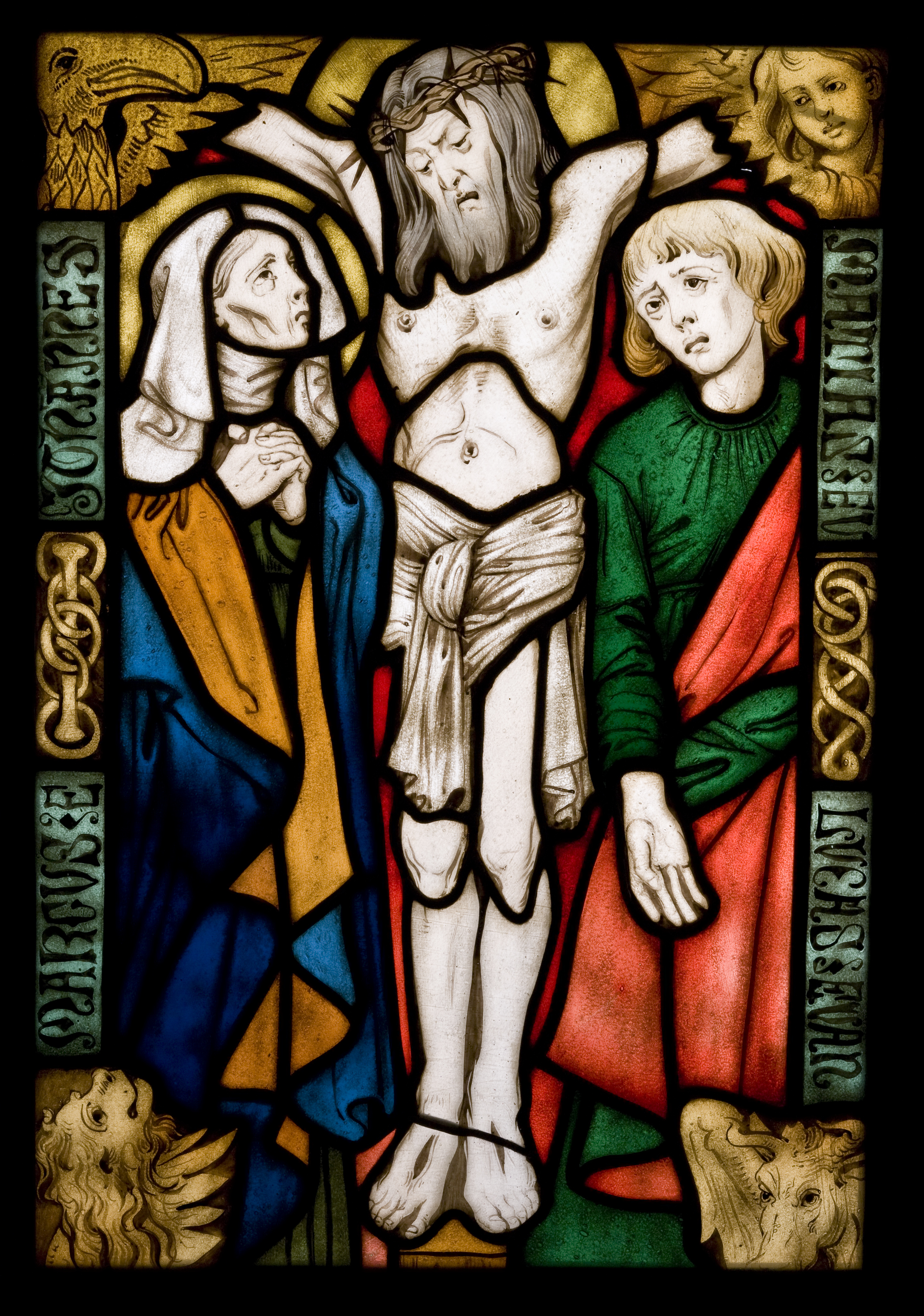
Witraż: Ukrzyżowanie, 1902–1906, Muzeum Narodowe w Krakowie
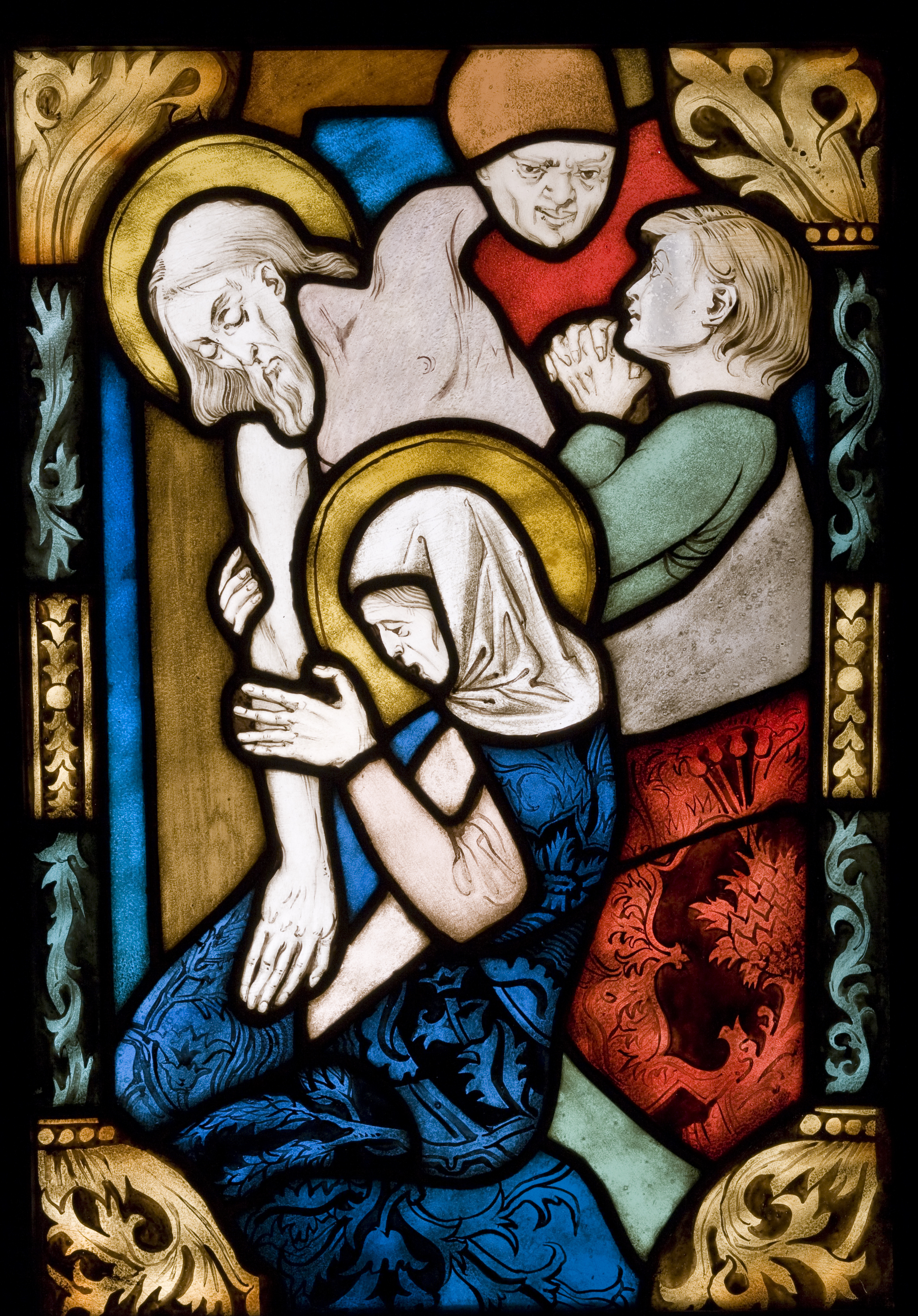
Witraż: Zdjęcie z krzyża, 1902–1906, Muzeum Narodowe w Krakowie

Cykl pejzaży z okna szafirowej pracowni na Kopiec Kościuszki
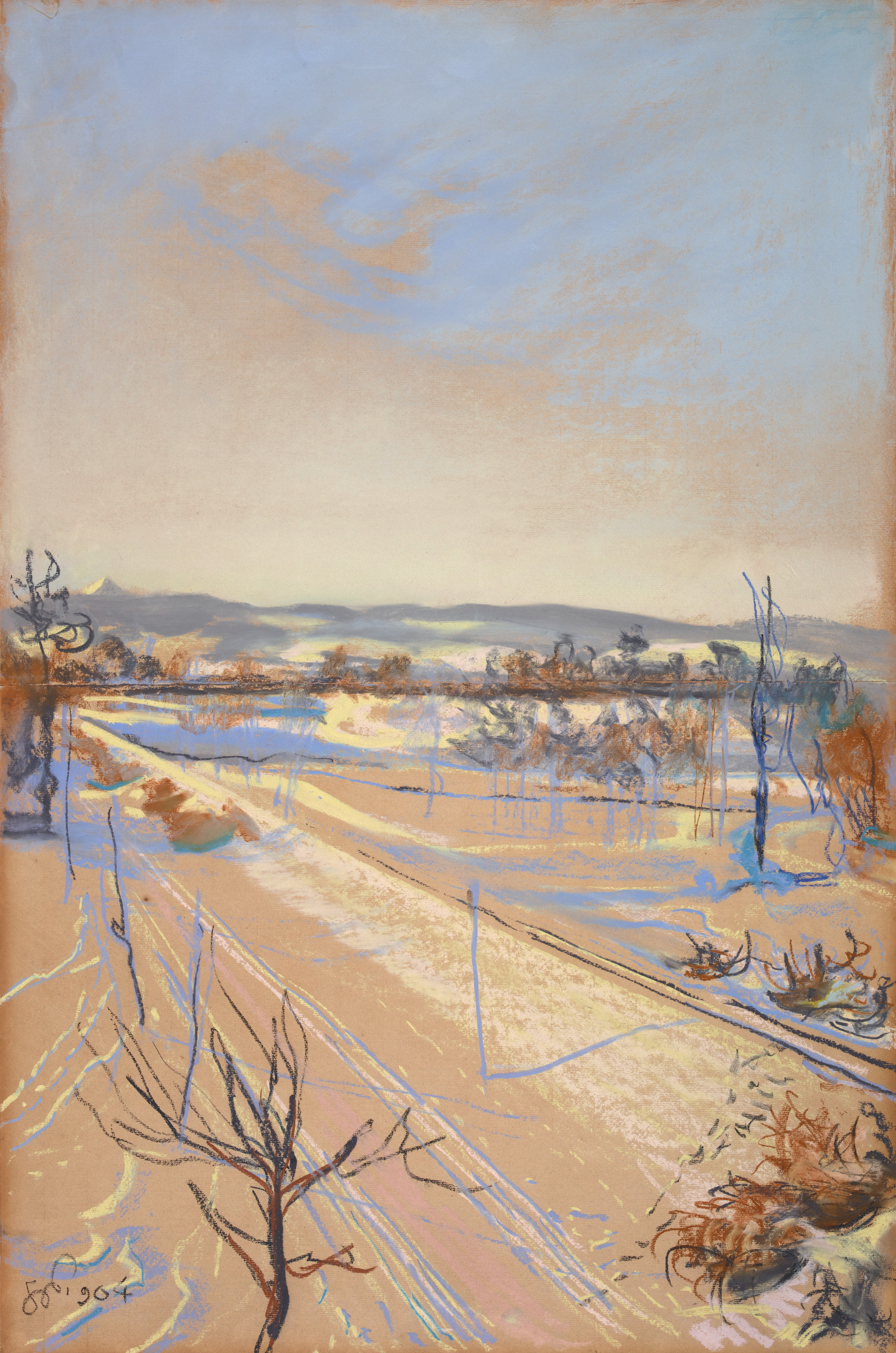
Widok z okna pracowni na Kopiec Kościuszki, 1904, Muzeum Narodowe w Krakowie
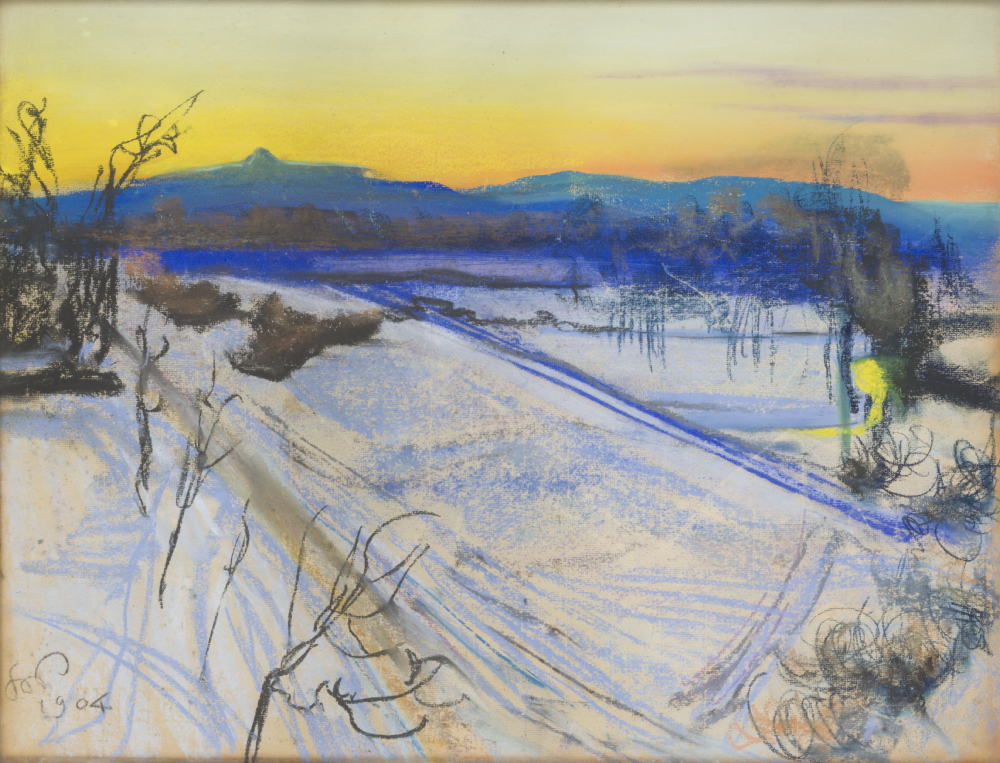
Widok z okna pracowni na Kopiec Kościuszki, 1904, Własność prywatna
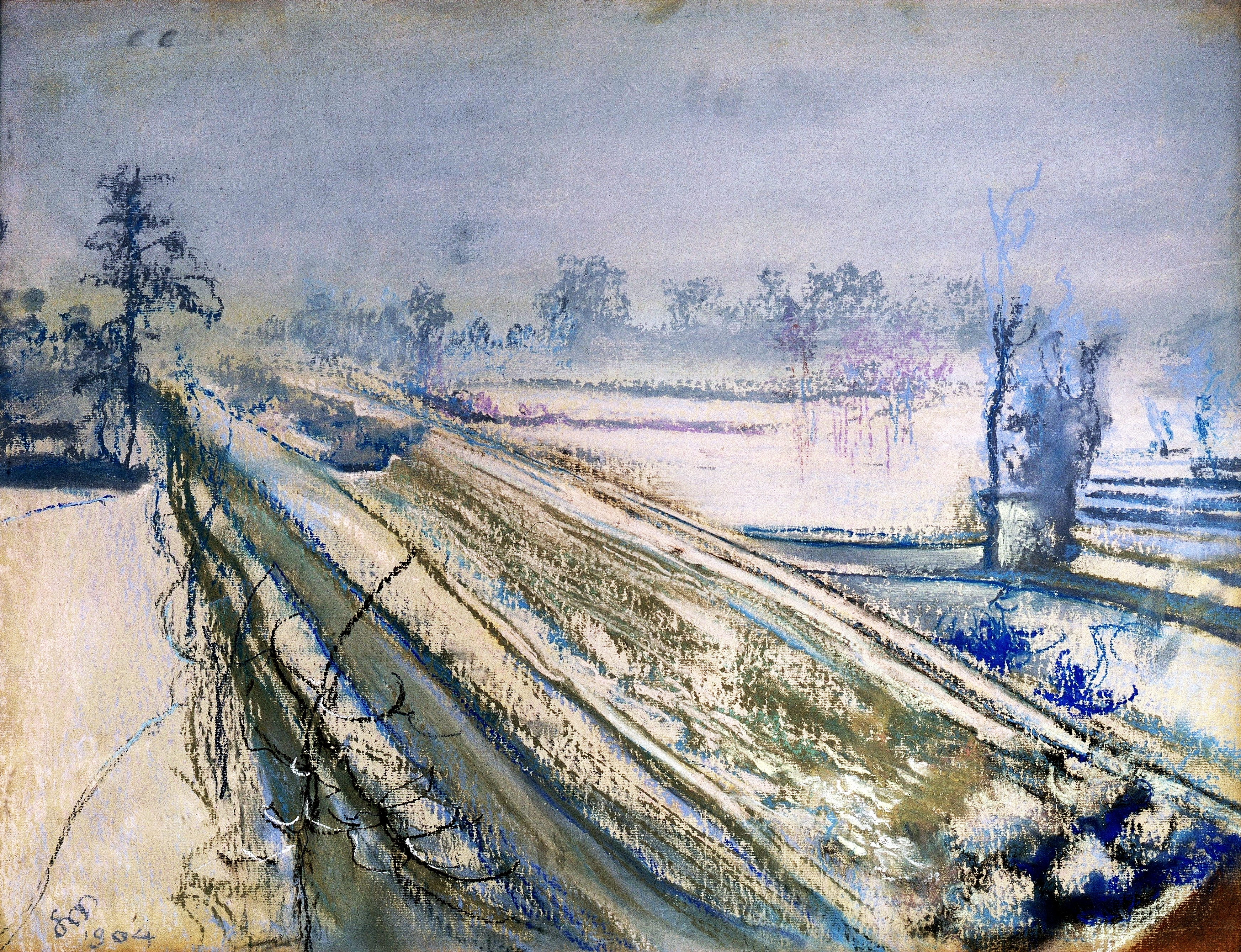
Widok z okna pracowni na Kopiec Kościuszki, 1904, Muzeum Narodowe w Warszawie
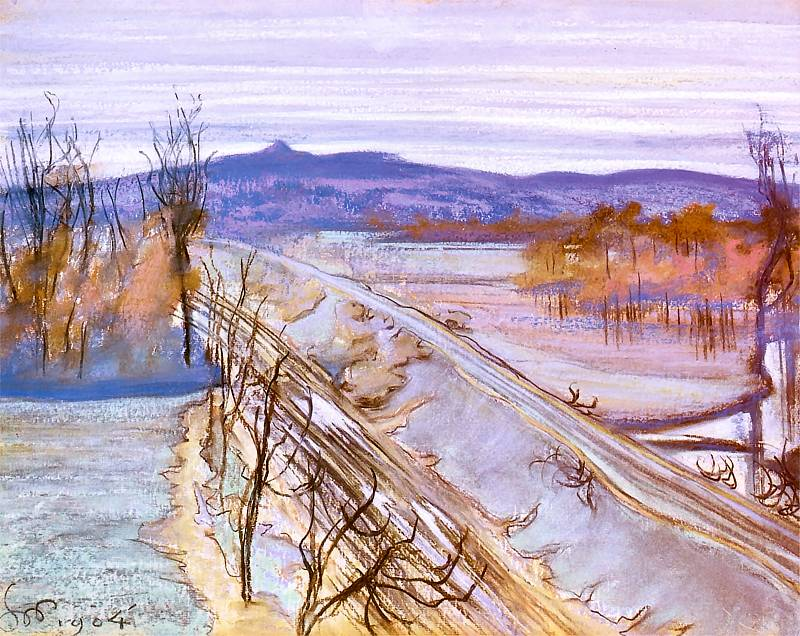
Widok na Kopiec Kościuszki w Krakowie, 1904, Muzeum Śląskie w Katowicach
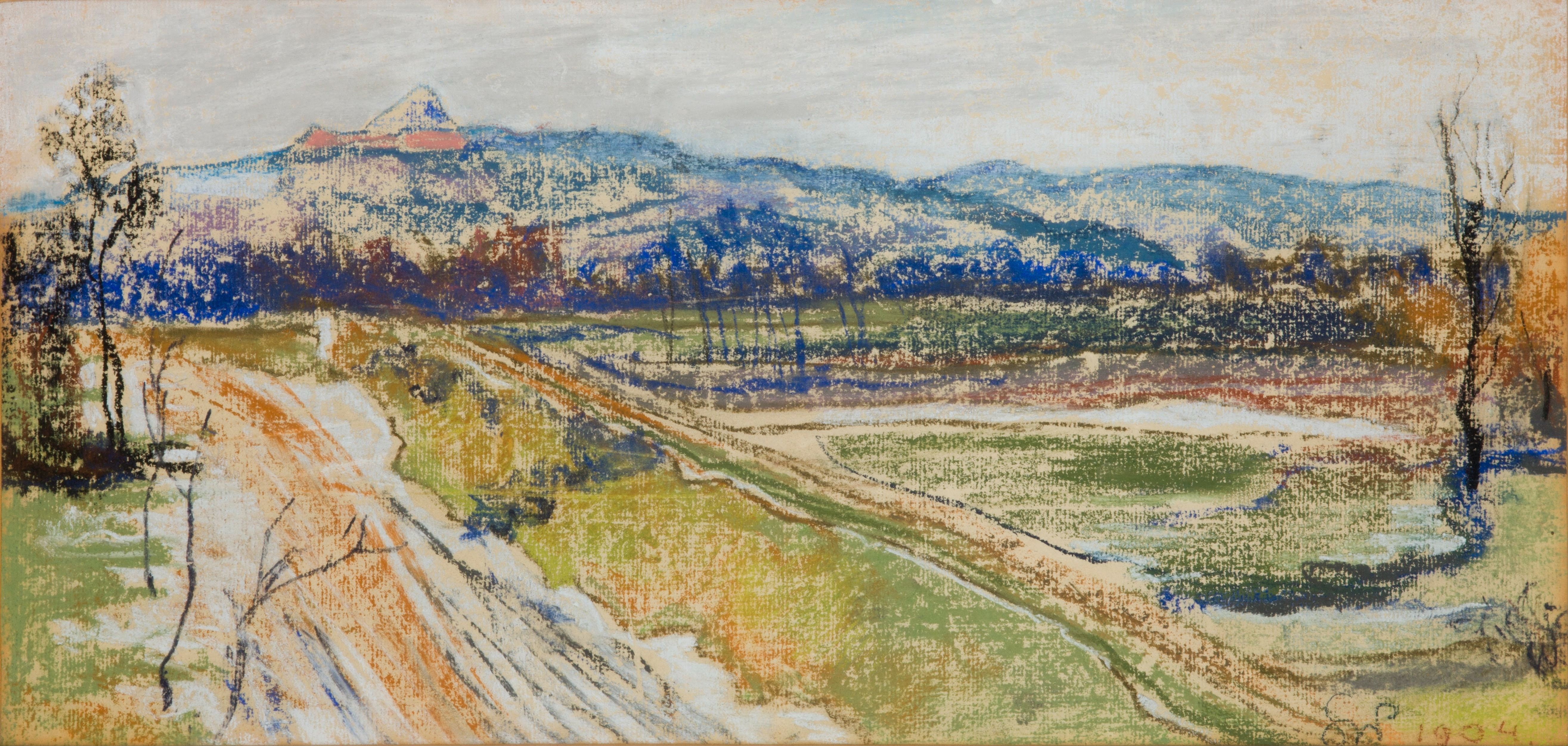
Widok z okna pracowni na Kopiec Kościuszki, 1904, Muzeum Narodowe w Krakowie
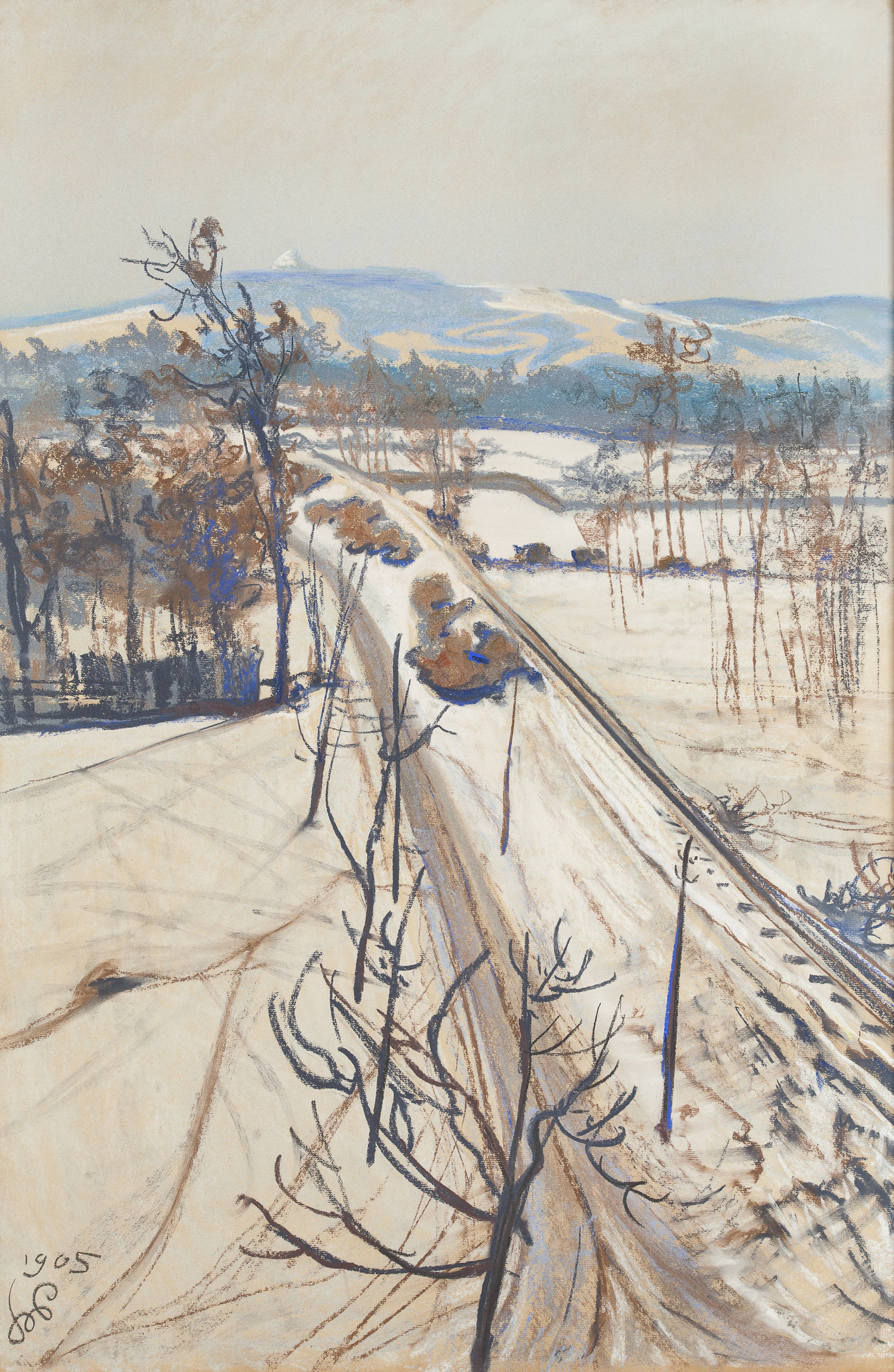
Widok z okna pracowni artysty na Kopiec Kościuszki w zimowy pogodny dzień, 1904, Muzeum Narodowe w Krakowie
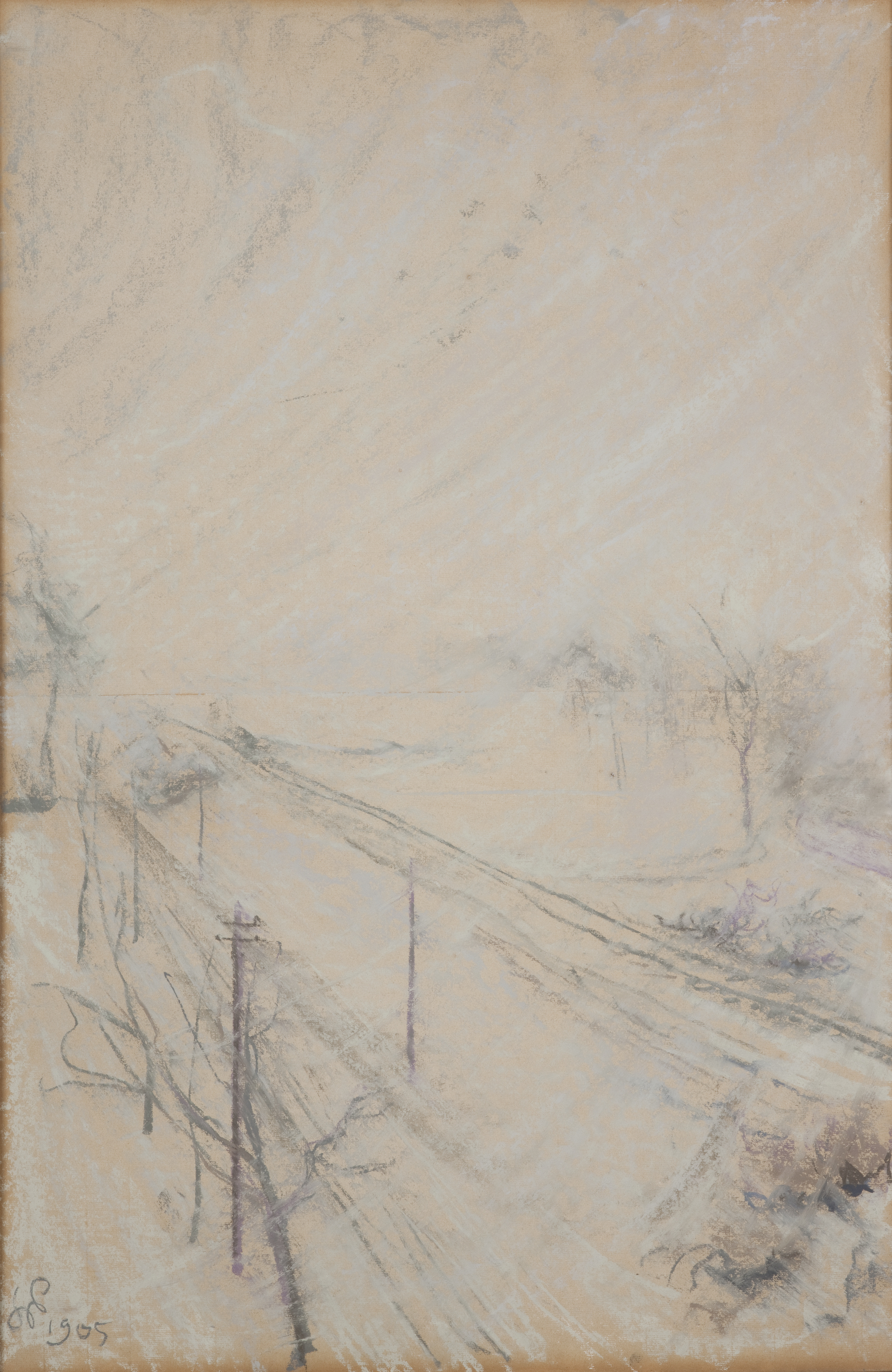
Widok z okna pracowni artysty na Kopiec Kościuszki. Zadymka, 1905, Muzeum Narodowe w Krakowie
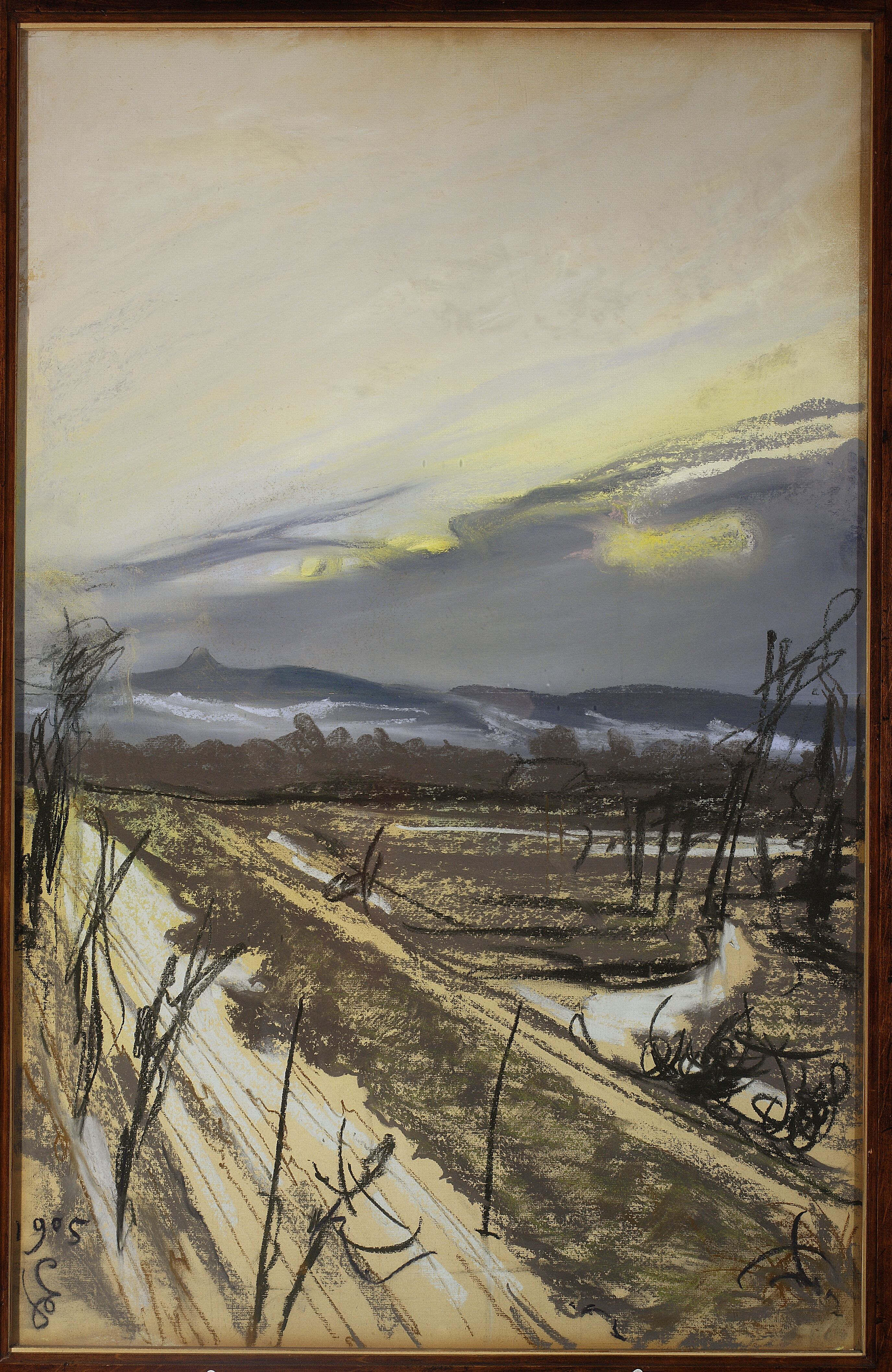
Widok z okna pracowni artysty na Kopiec Kościuszki w okresie roztopów, 1905, Muzeum Narodowe w Warszawie

Detale polichromii w kościele franciszkanów
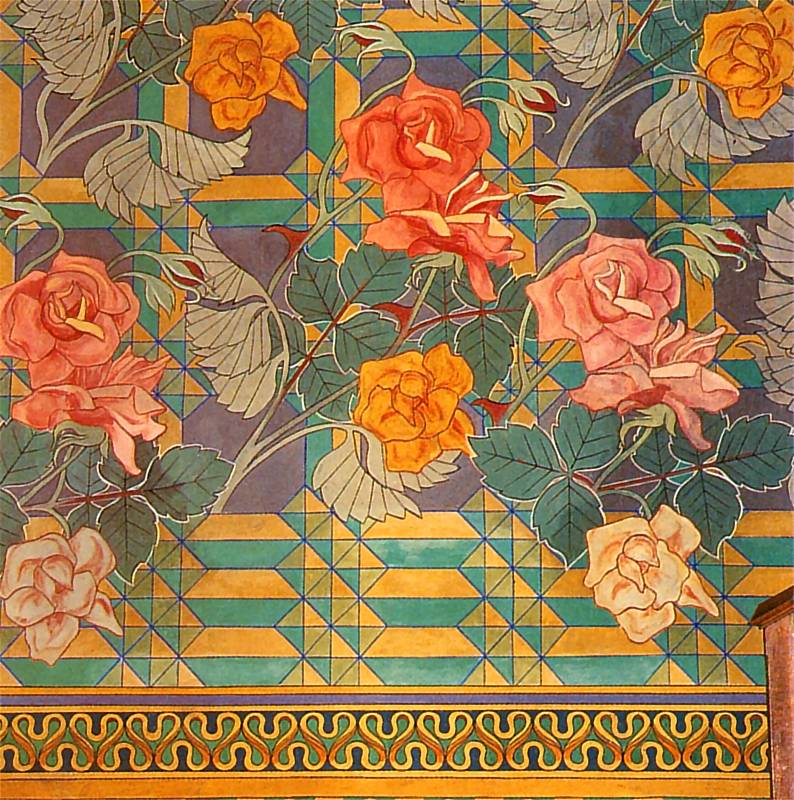
Róże – karton do polichromii w kościele Franciszkanów w Krakowie, 1895
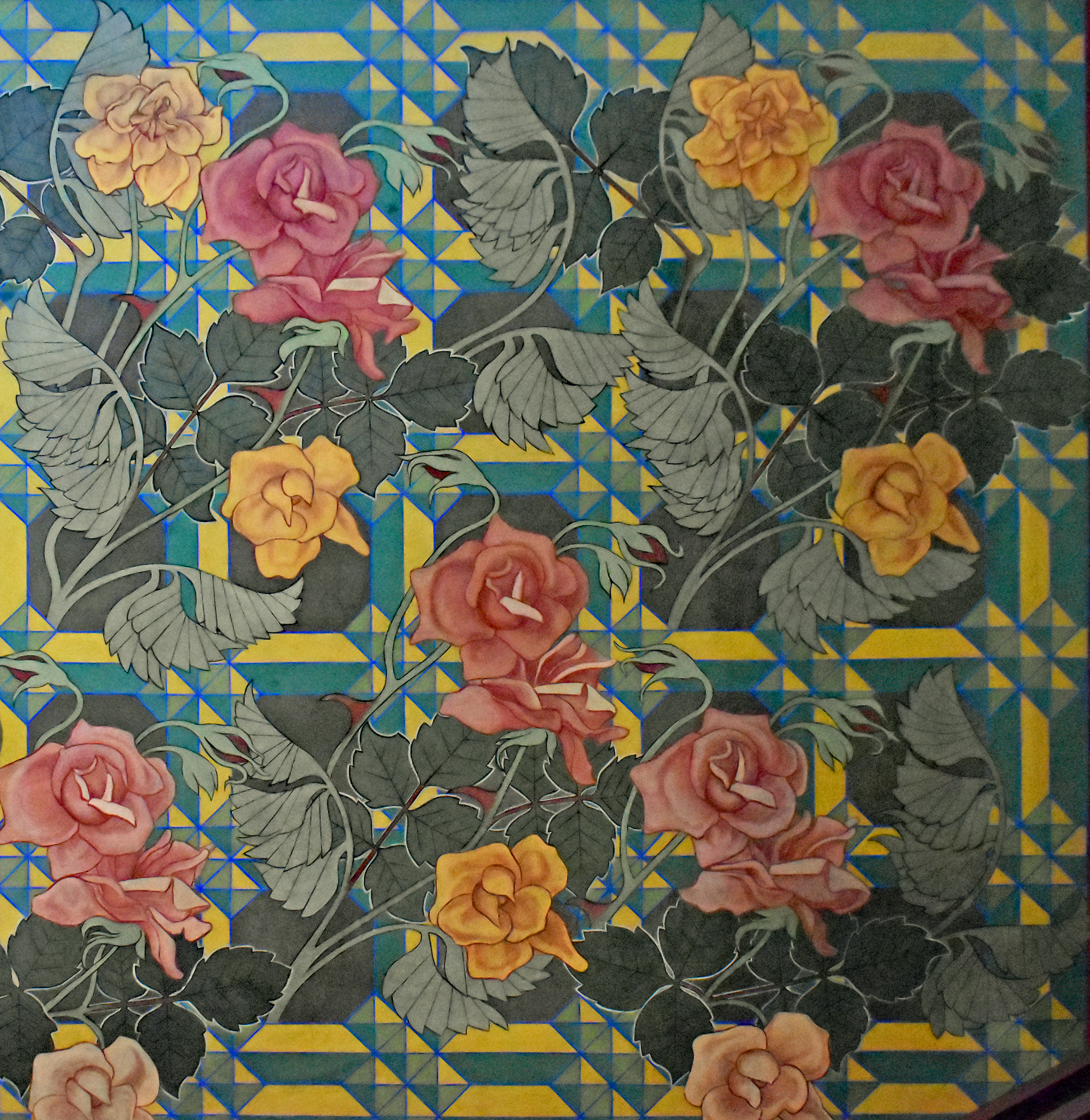
i oryginalna polichromia „Róże”
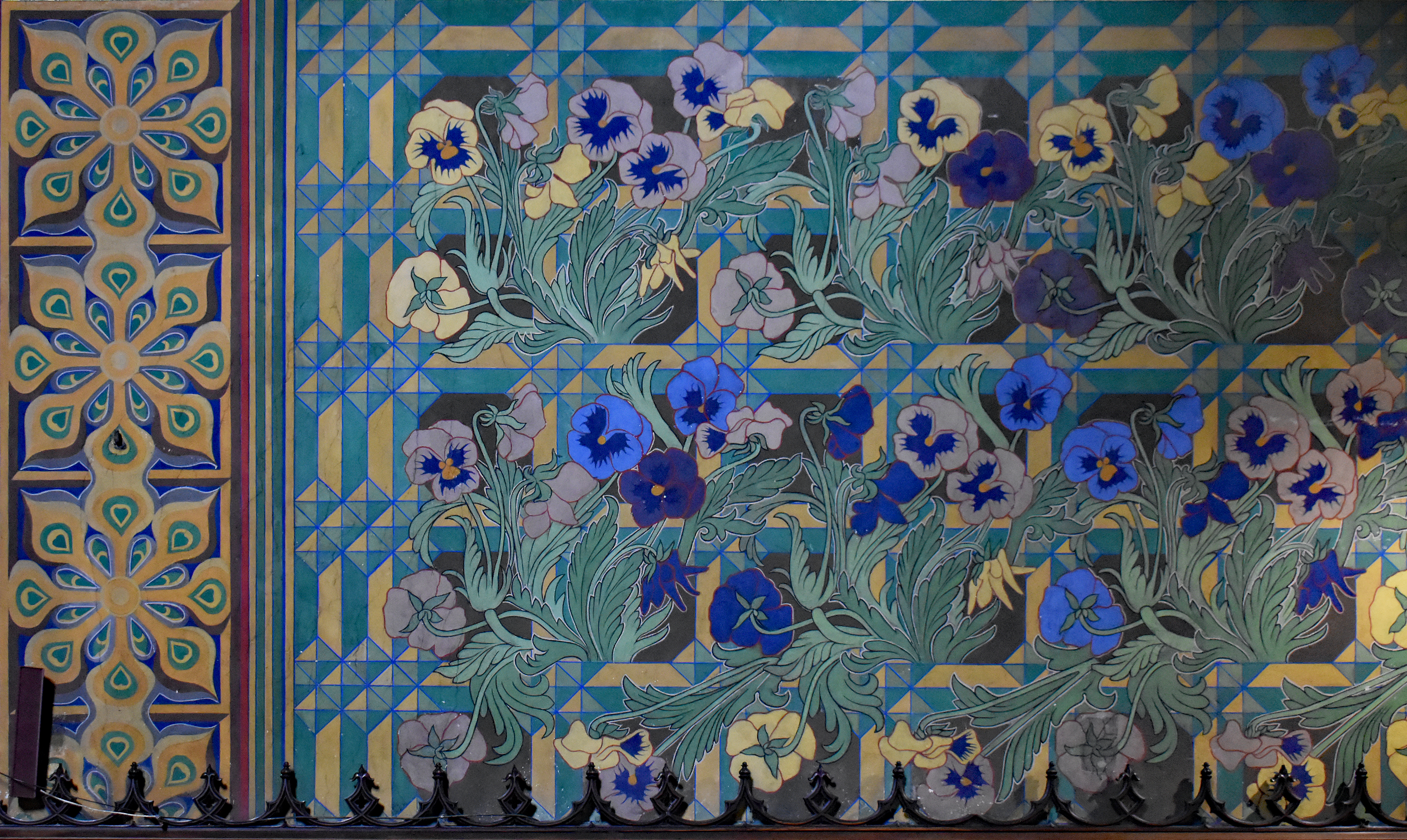
„Bratki”
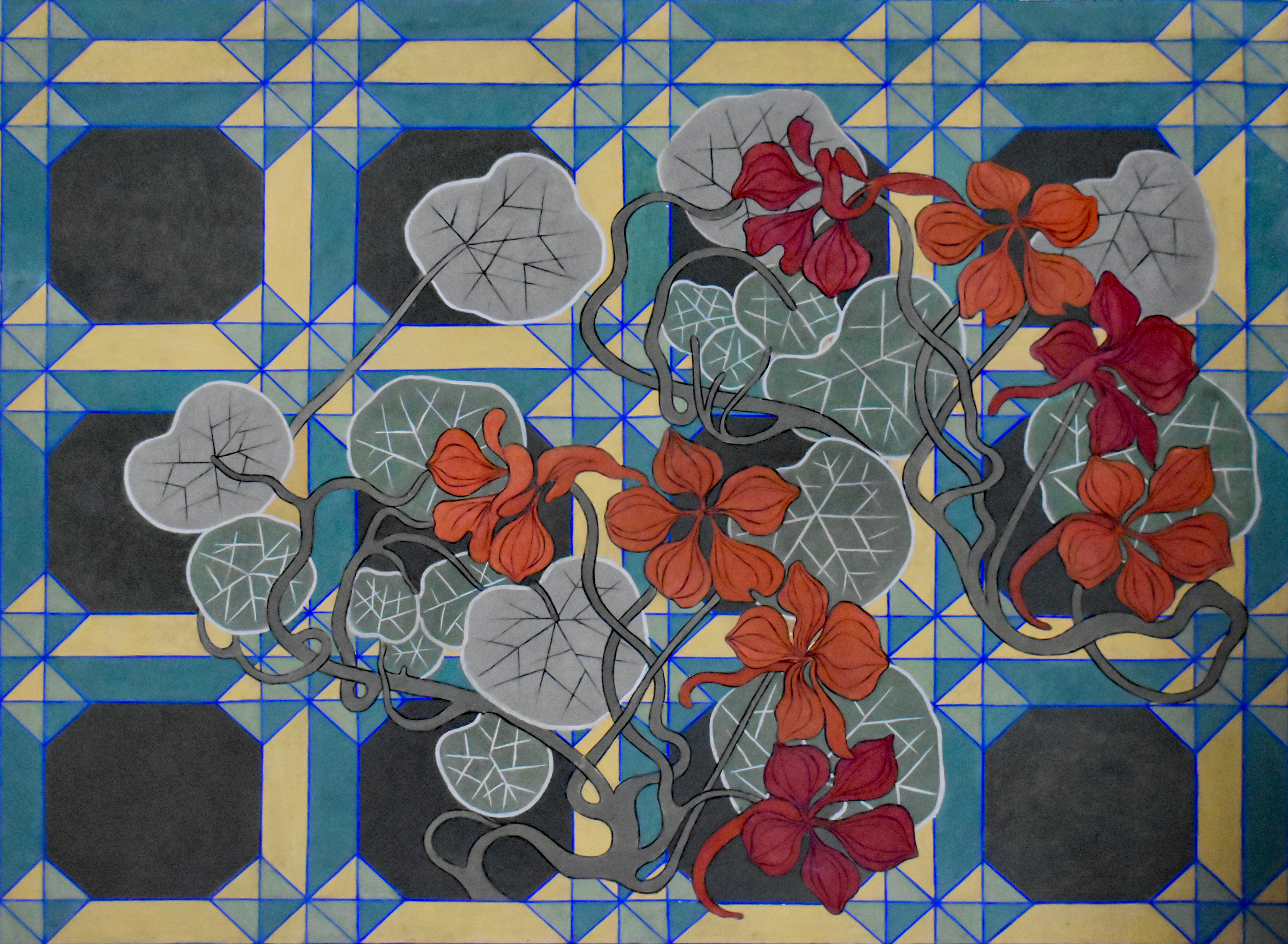
„Nasturcje”
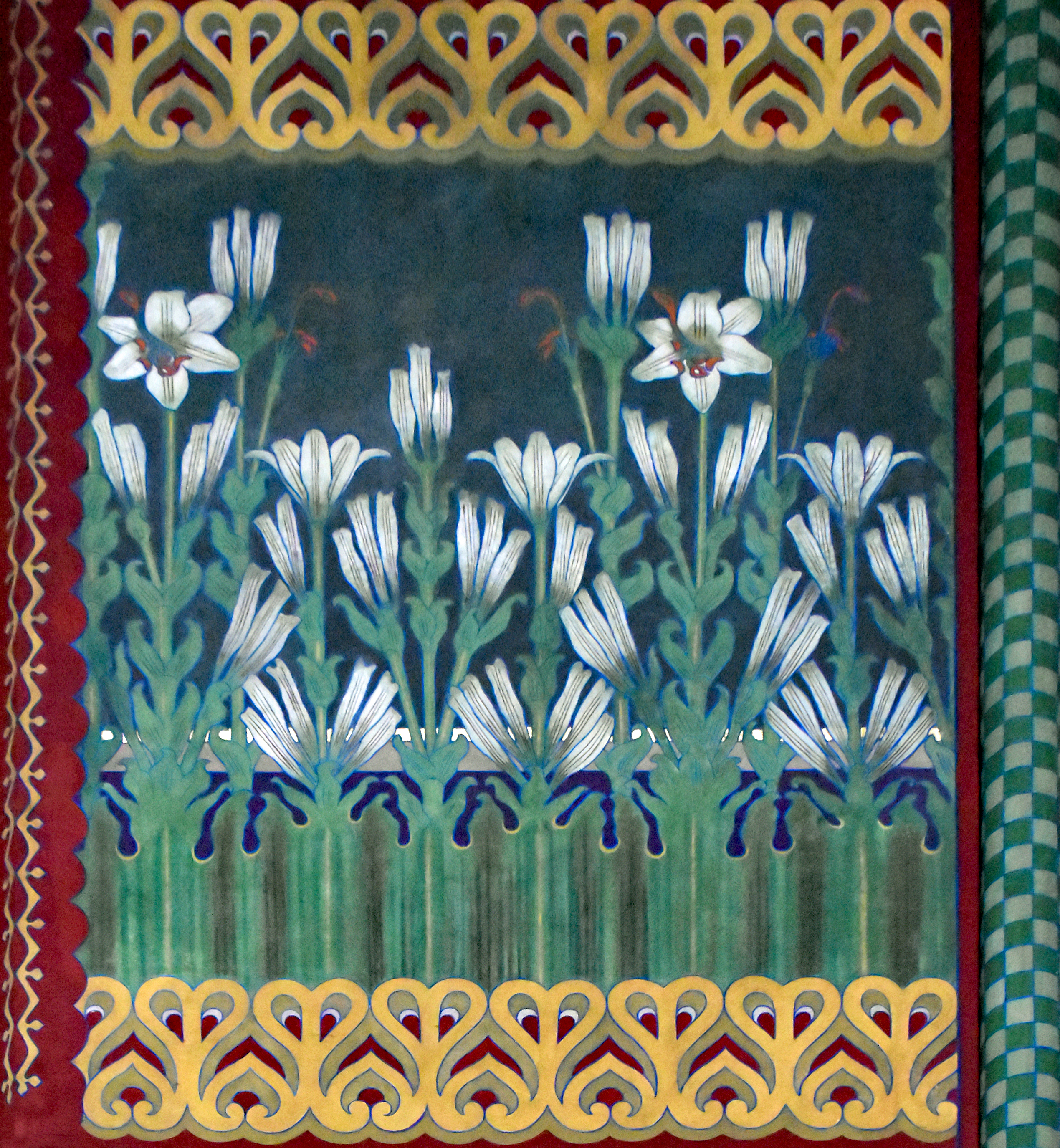
„Lilie”
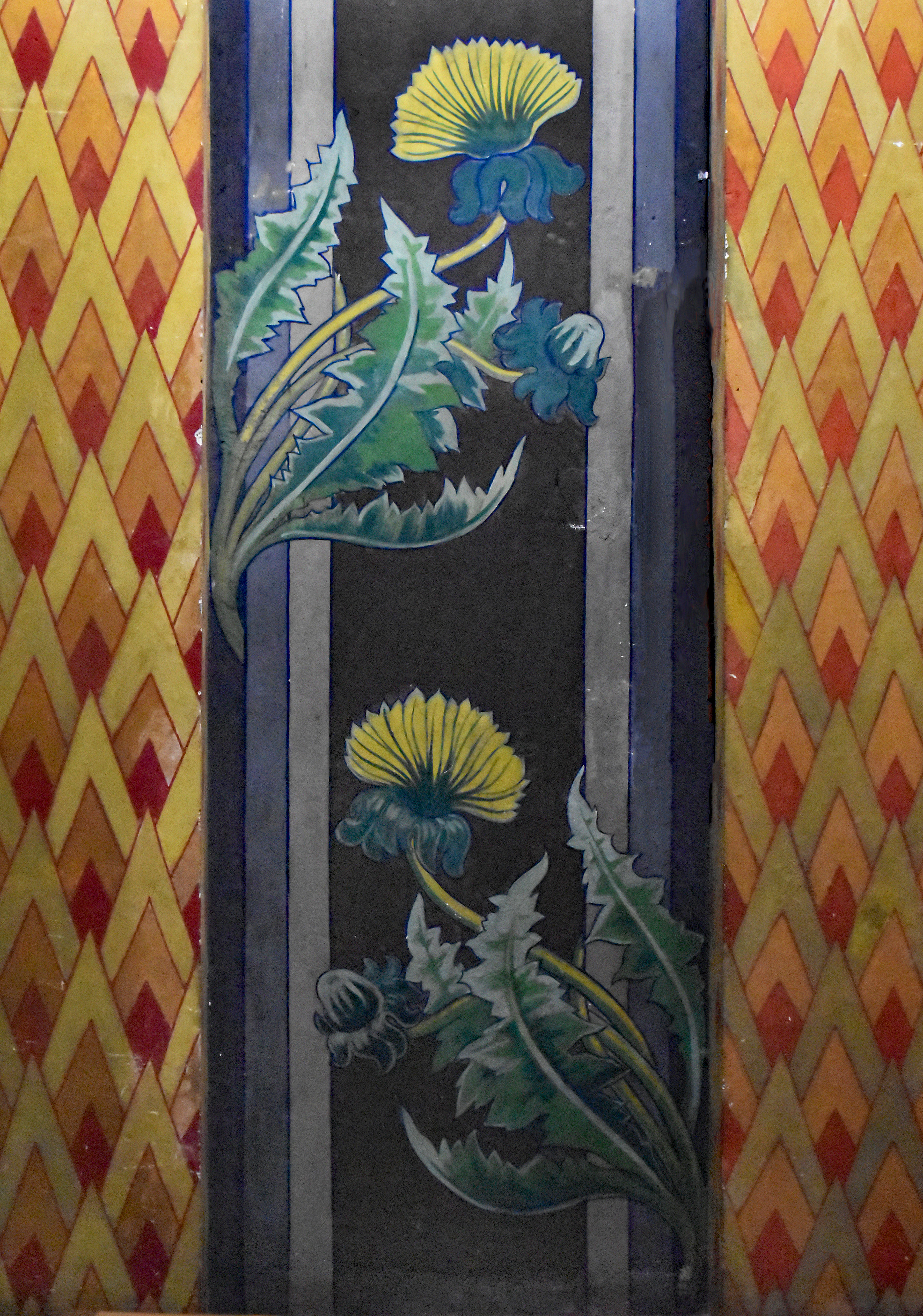
„Mlecze”
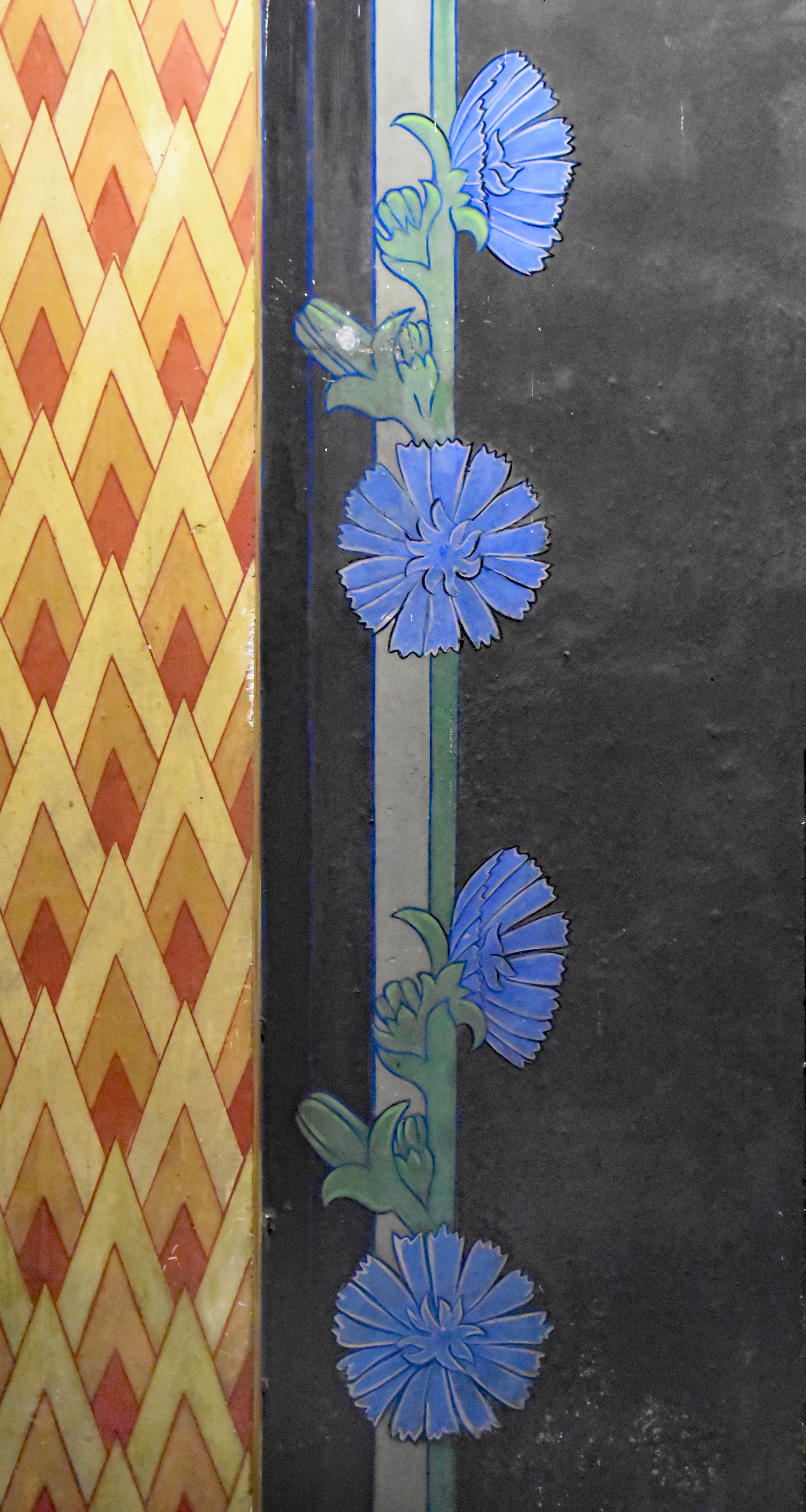
„Cykoria”
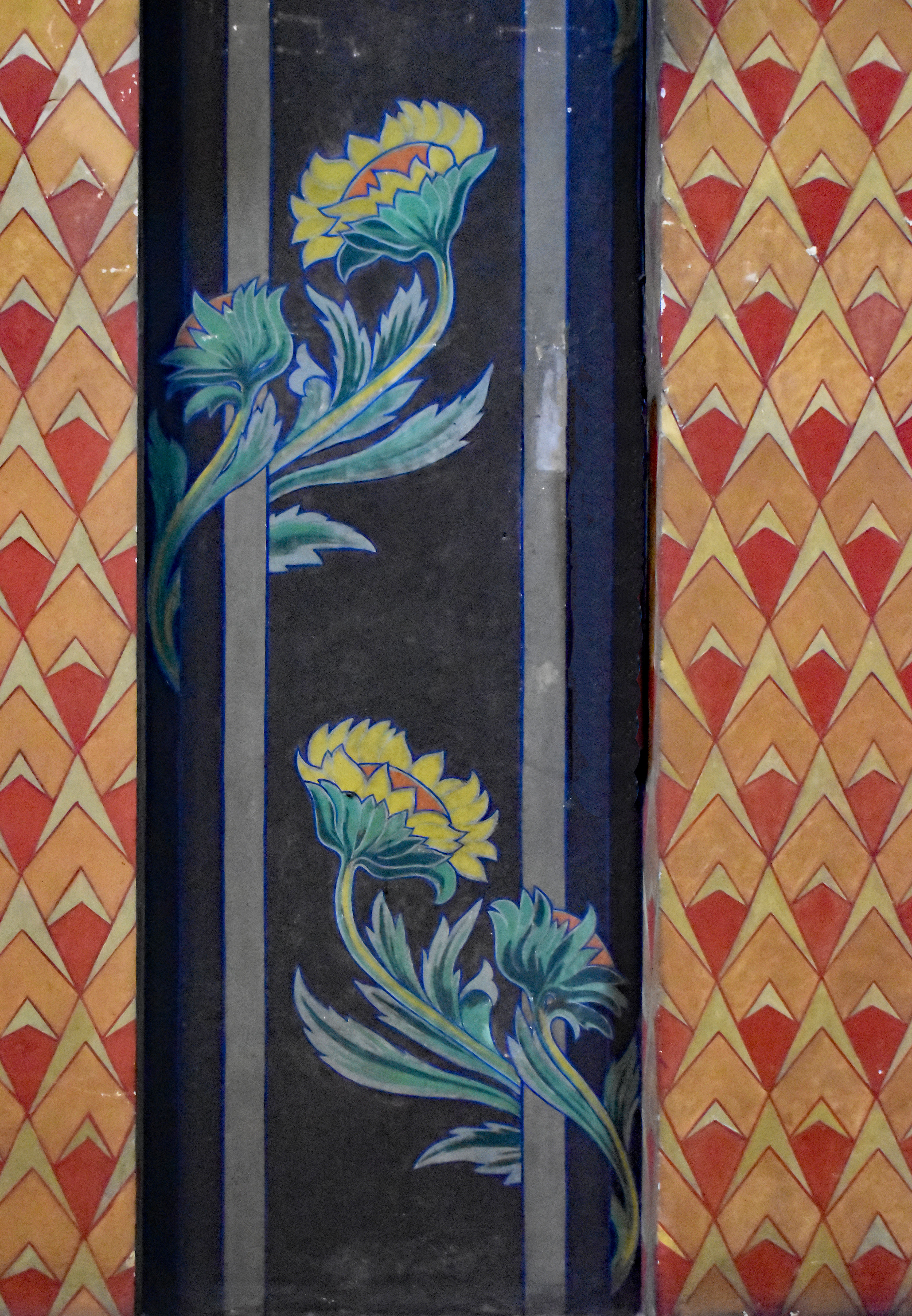
„Słoneczniki”
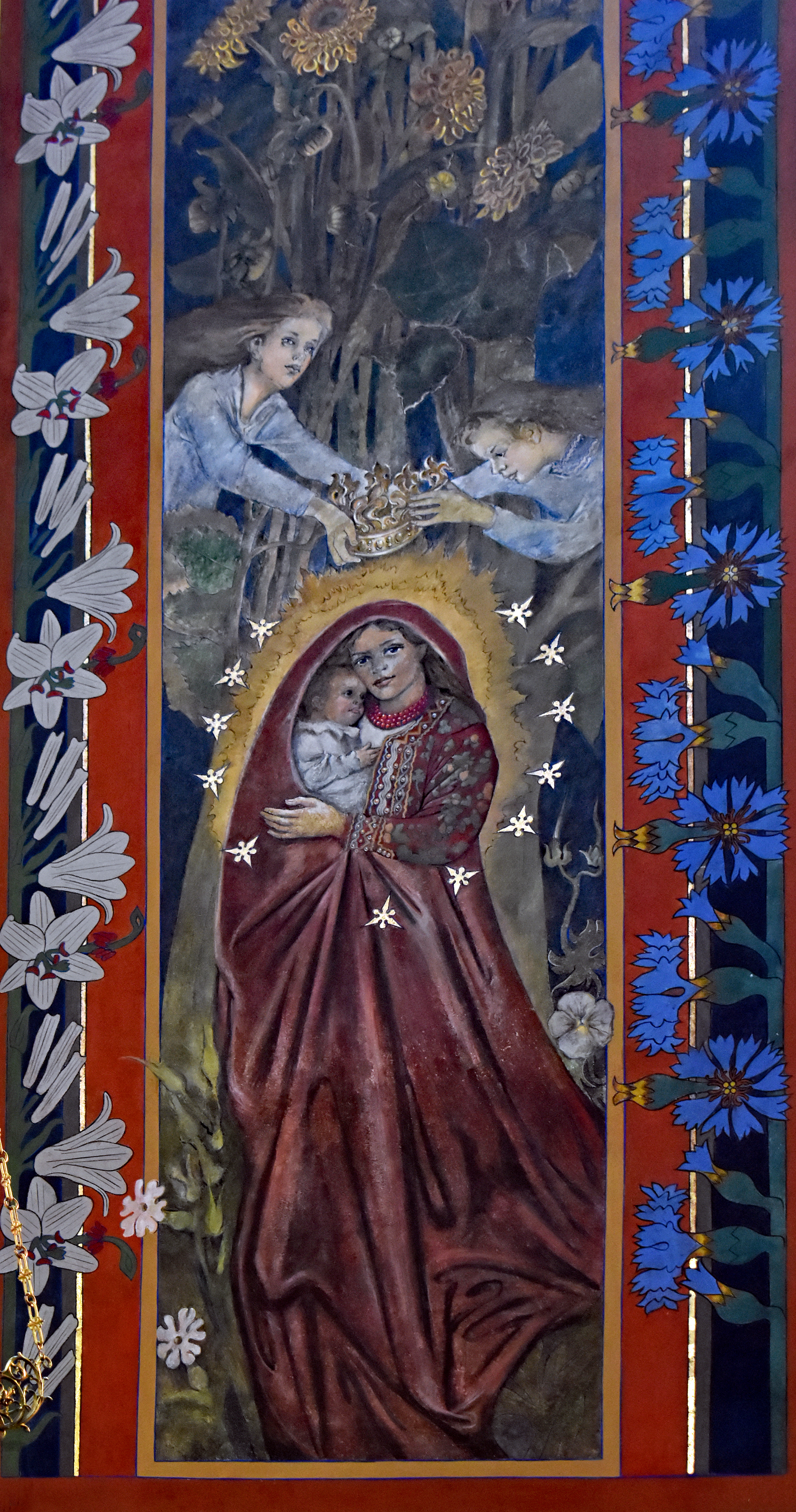
„Madonna z Dzieciątkiem”

Malarstwo i rysunek
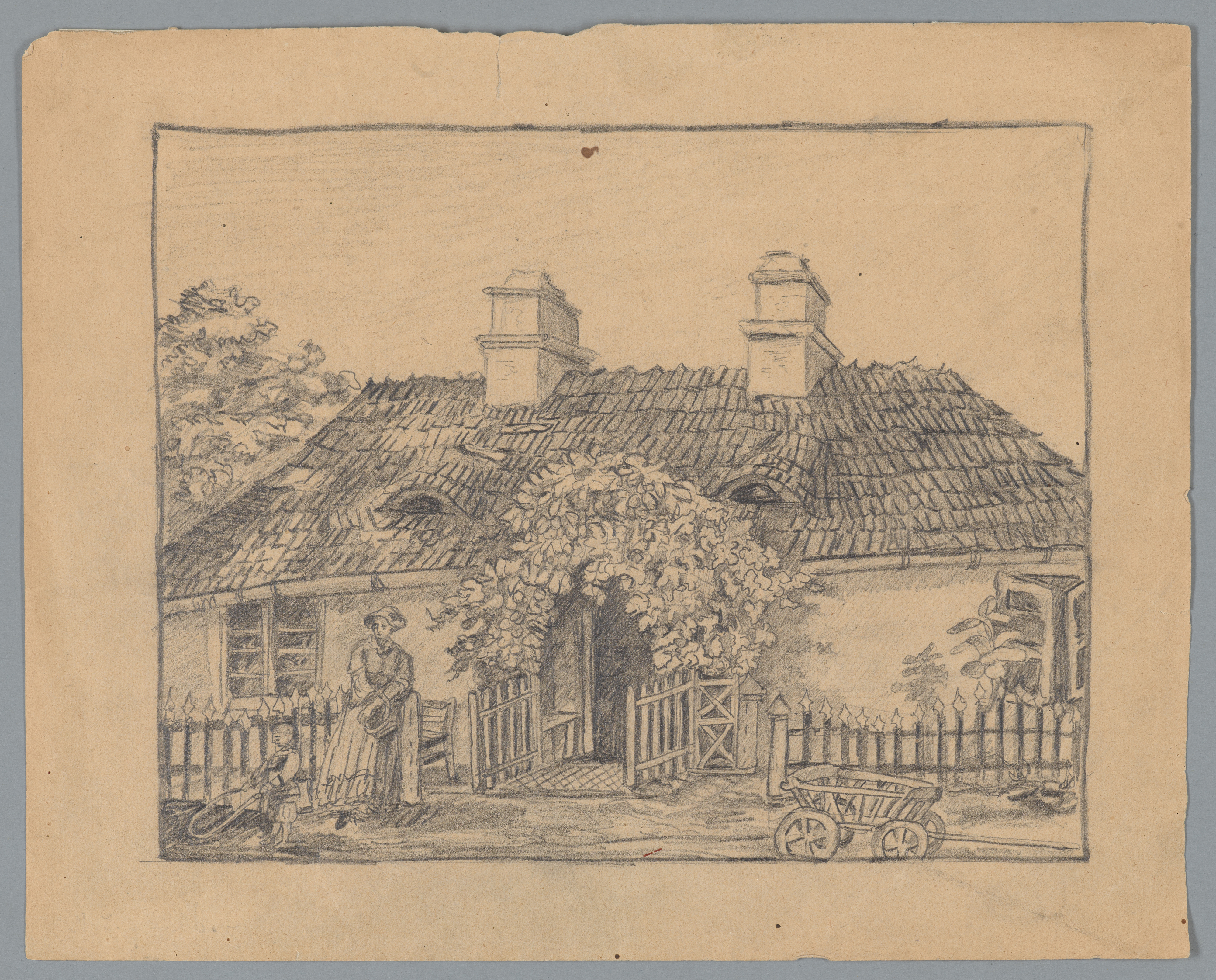
Kobieta z dzieckiem na tle domu na wsi, 1880, Muzeum Narodowe w Krakowie
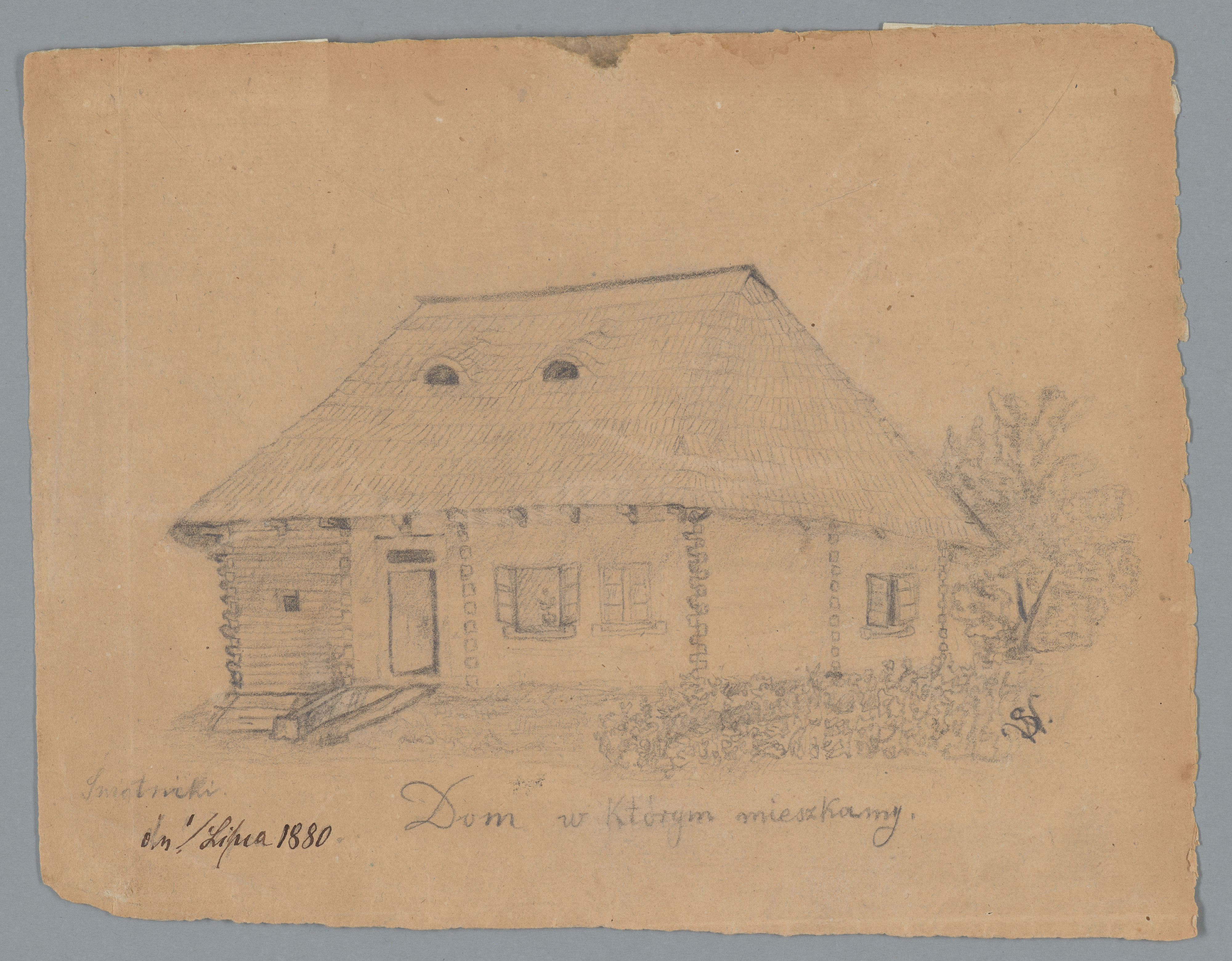
Dom w Świątnikach, 1880, Muzeum Narodowe w Krakowie
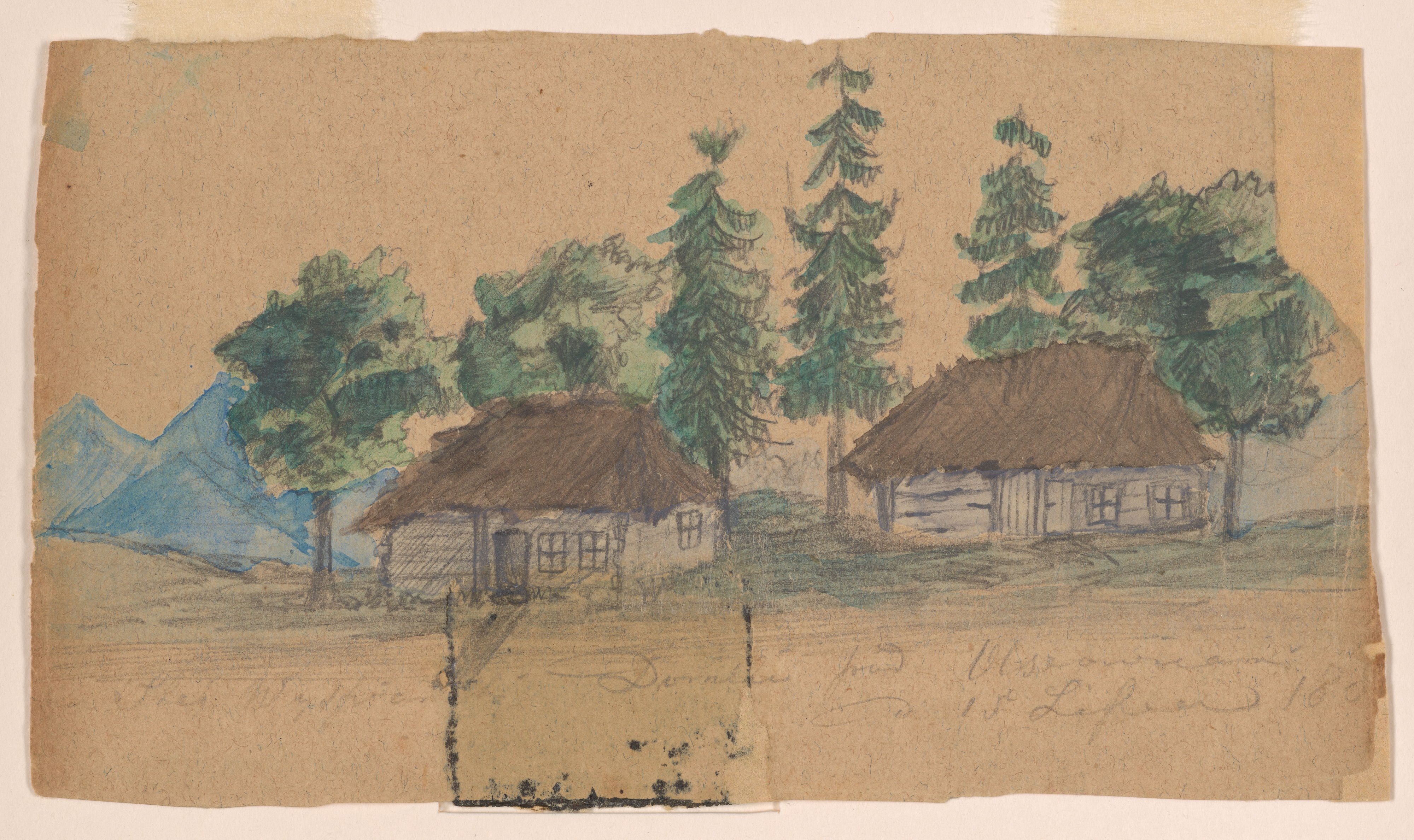
Domki pod Olszanicami, 1880, Muzeum Narodowe w Krakowie
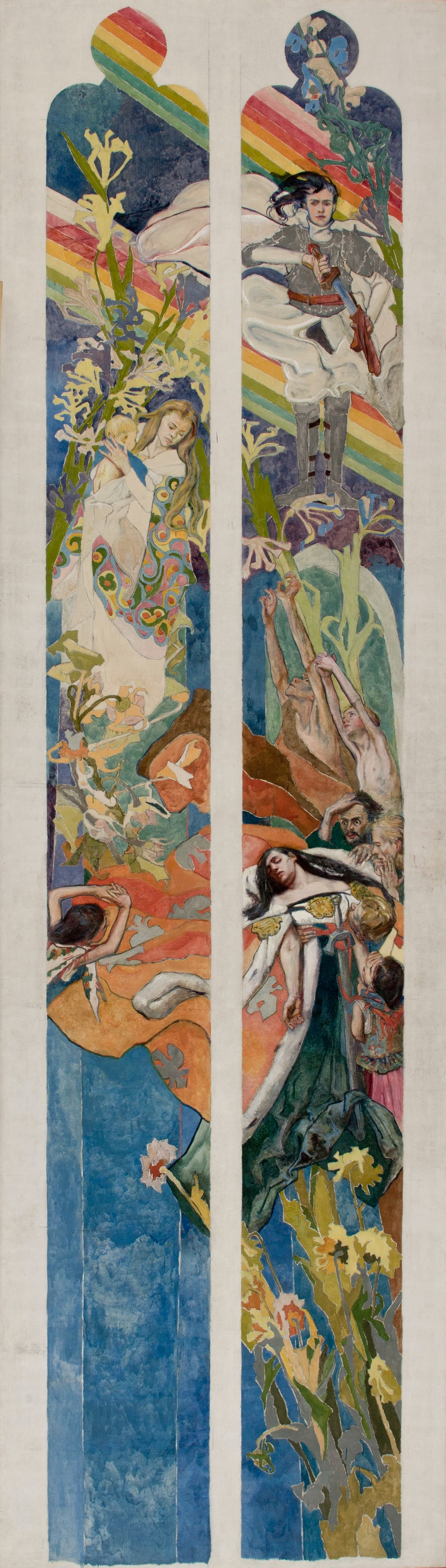
Polonia, 1884–1892, Muzeum Narodowe w Krakowie
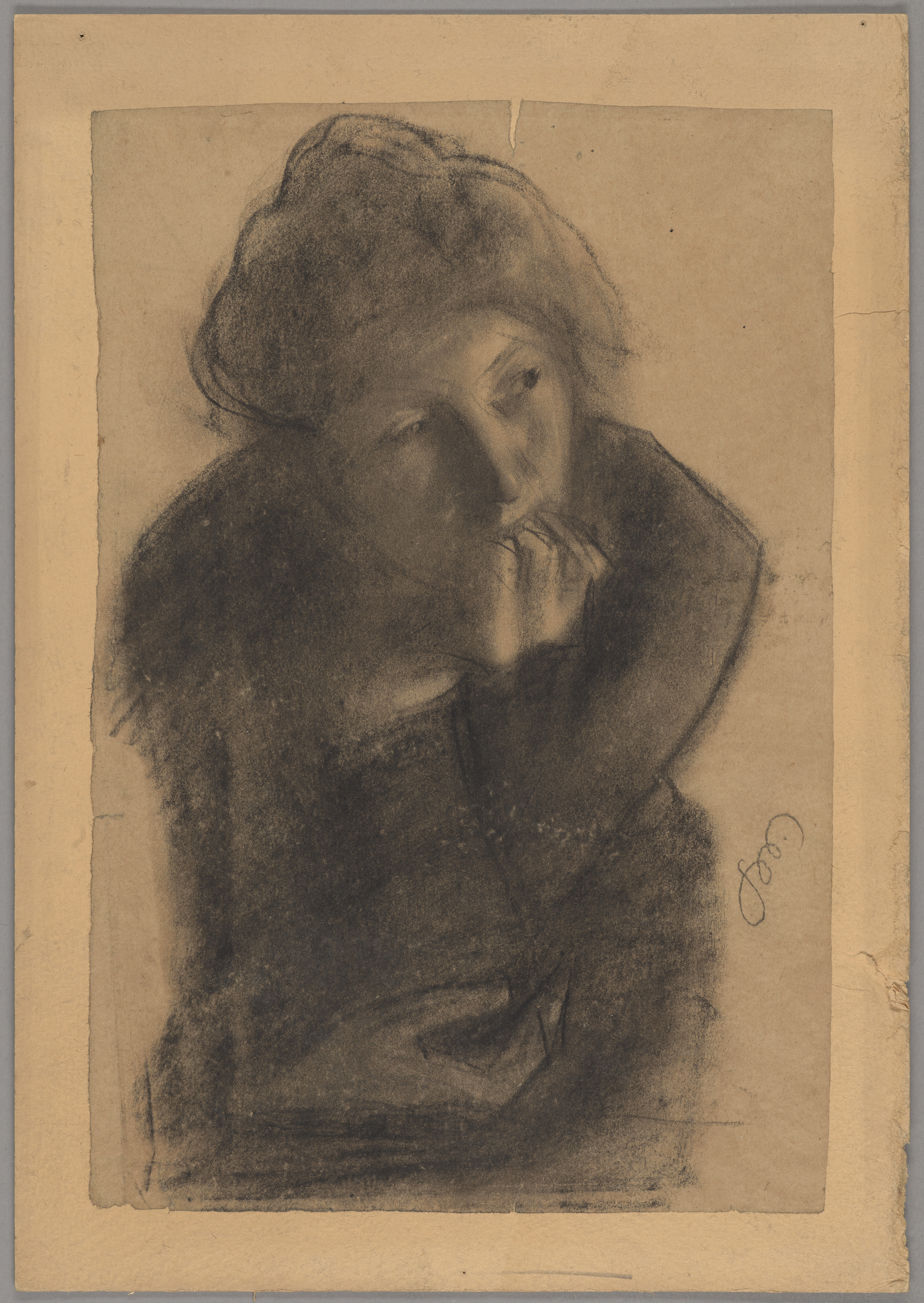
Portret kobiety, 1891–1894, Muzeum Narodowe w Krakowie
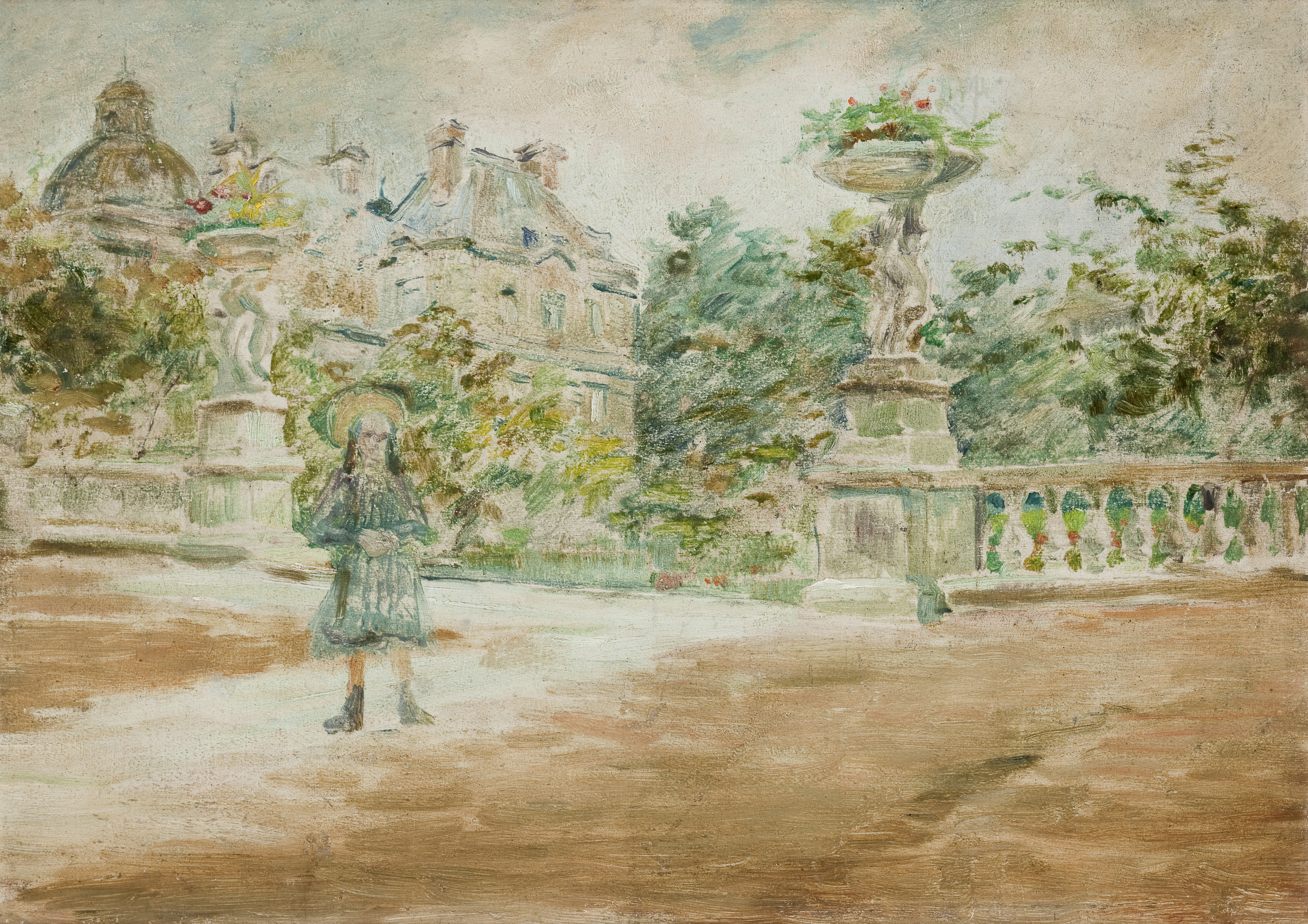
Ogród Luksemburski, 1891–1894, Muzeum Narodowe w Krakowie
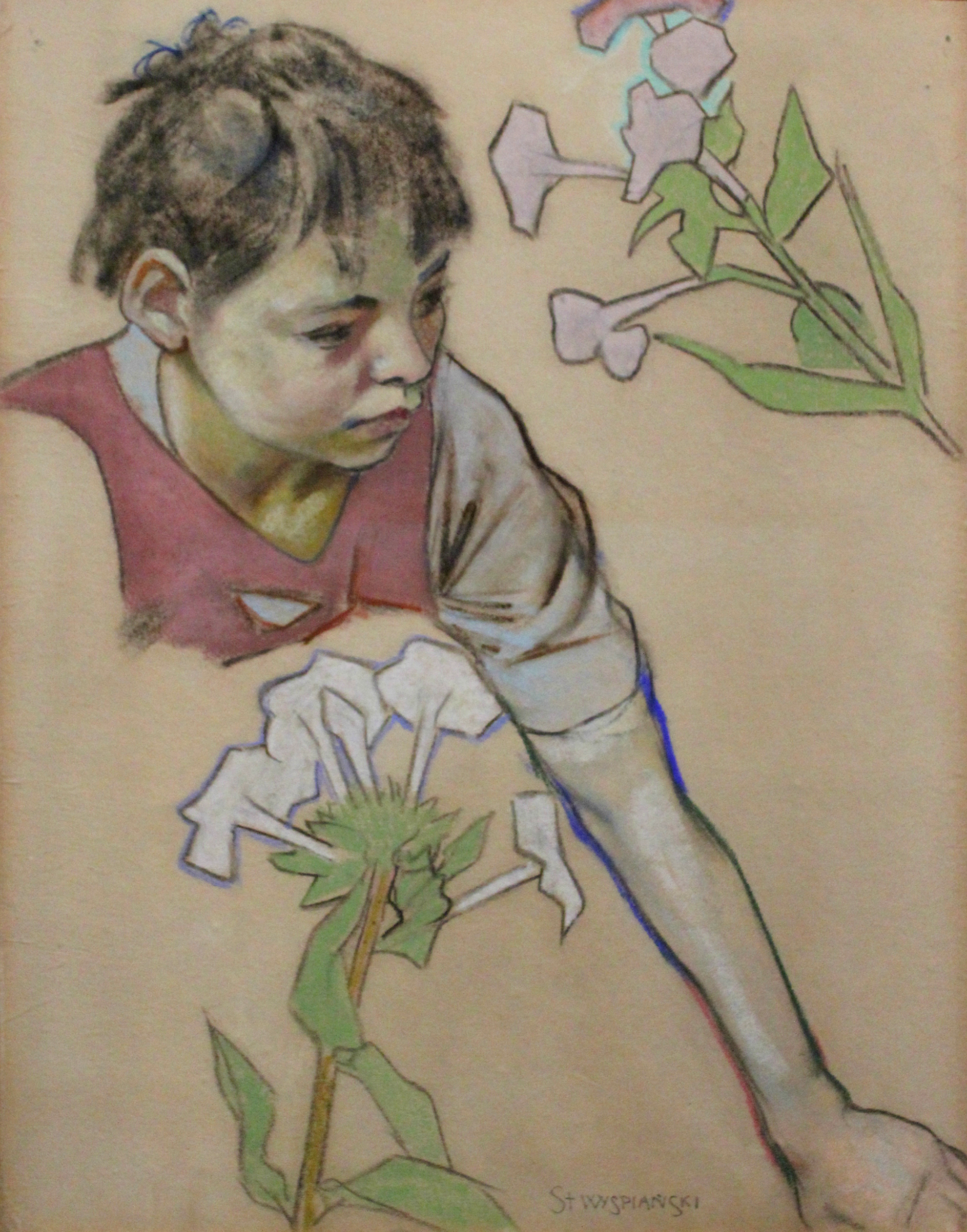
Głowa chłopca i kwiaty, ok. 1893
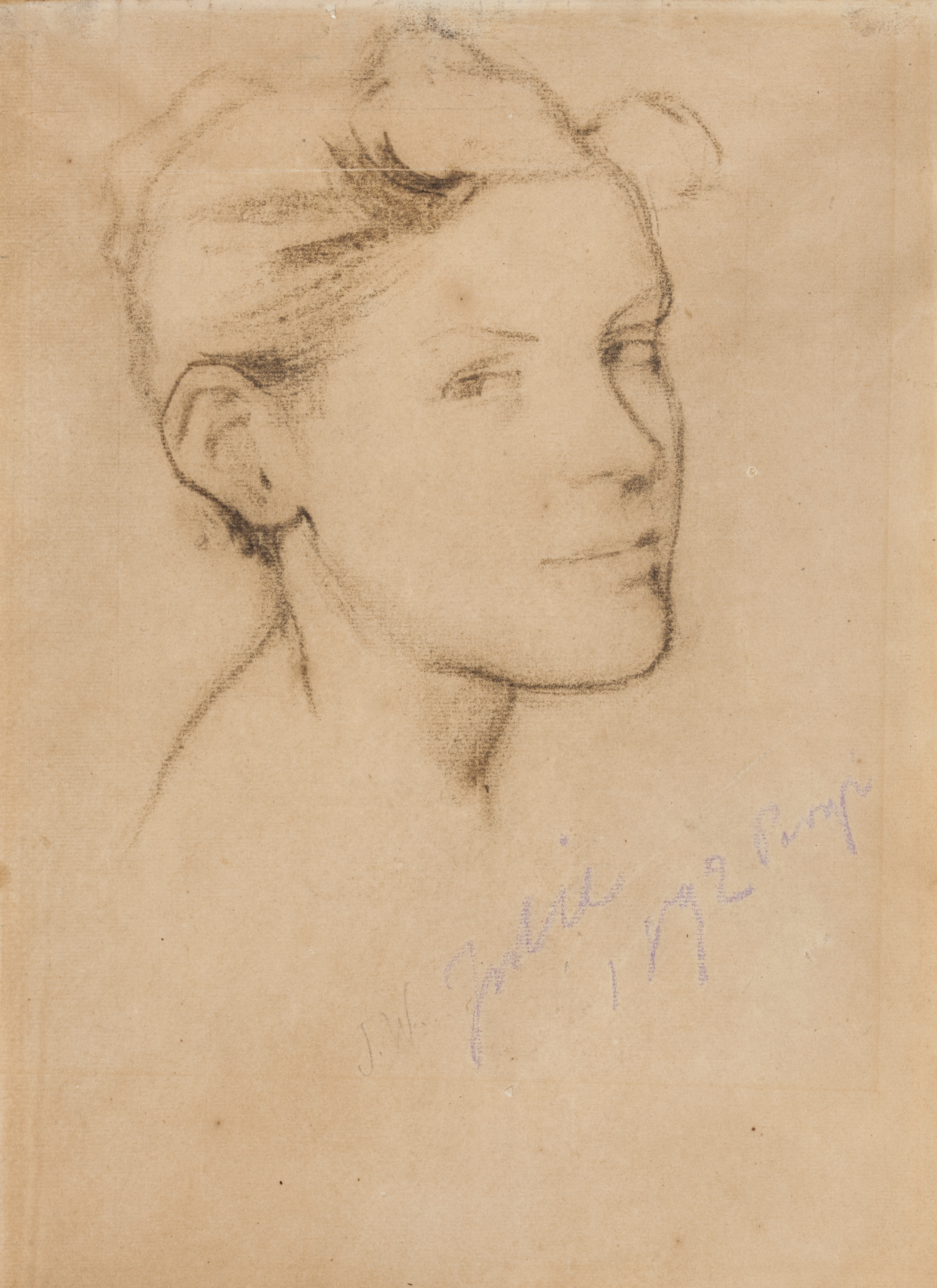
Portret Julie, 1892, Muzeum Narodowe w Krakowie
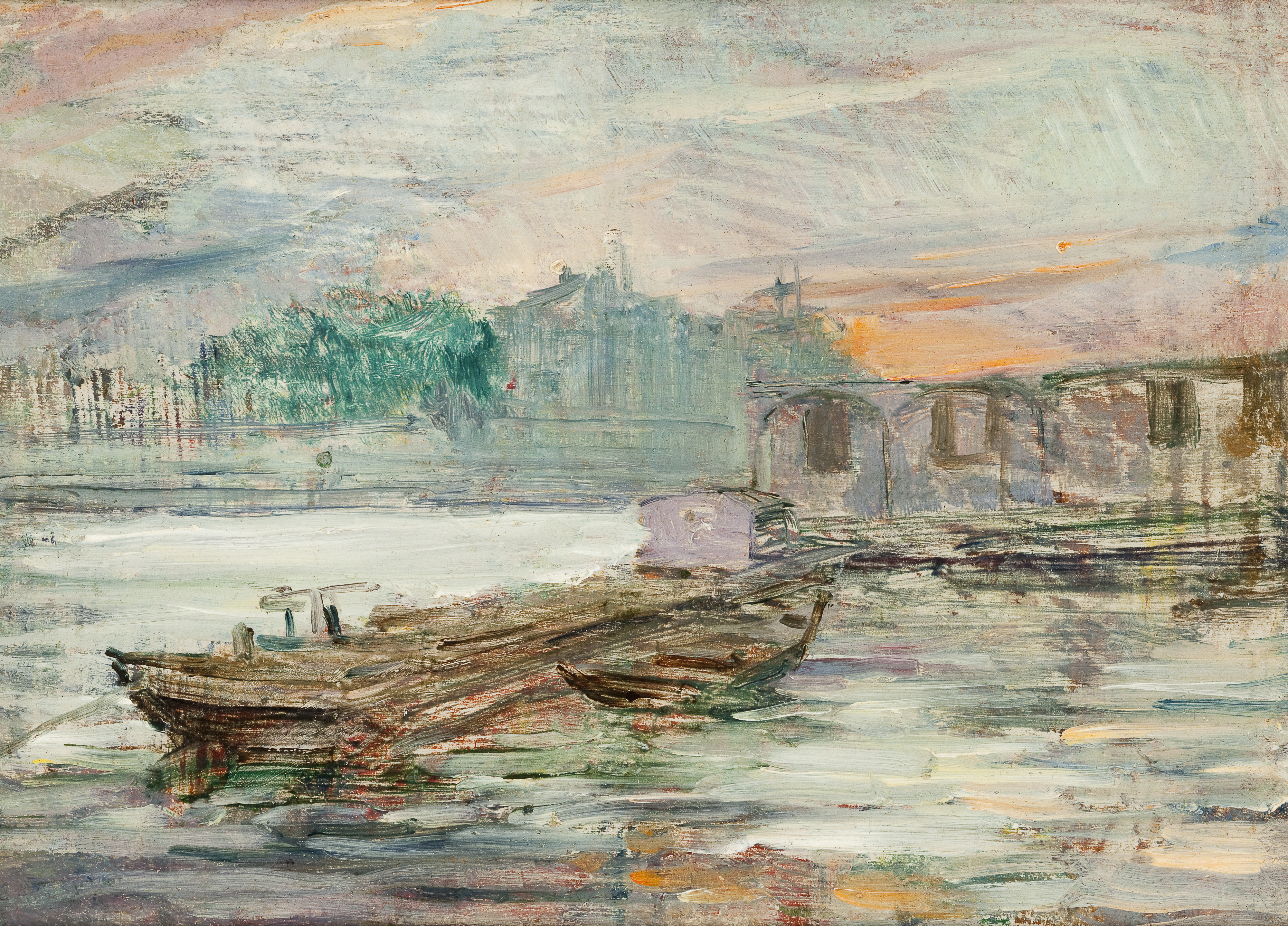
Barki na Sekwanie, 1893, Muzeum Narodowe w Krakowie
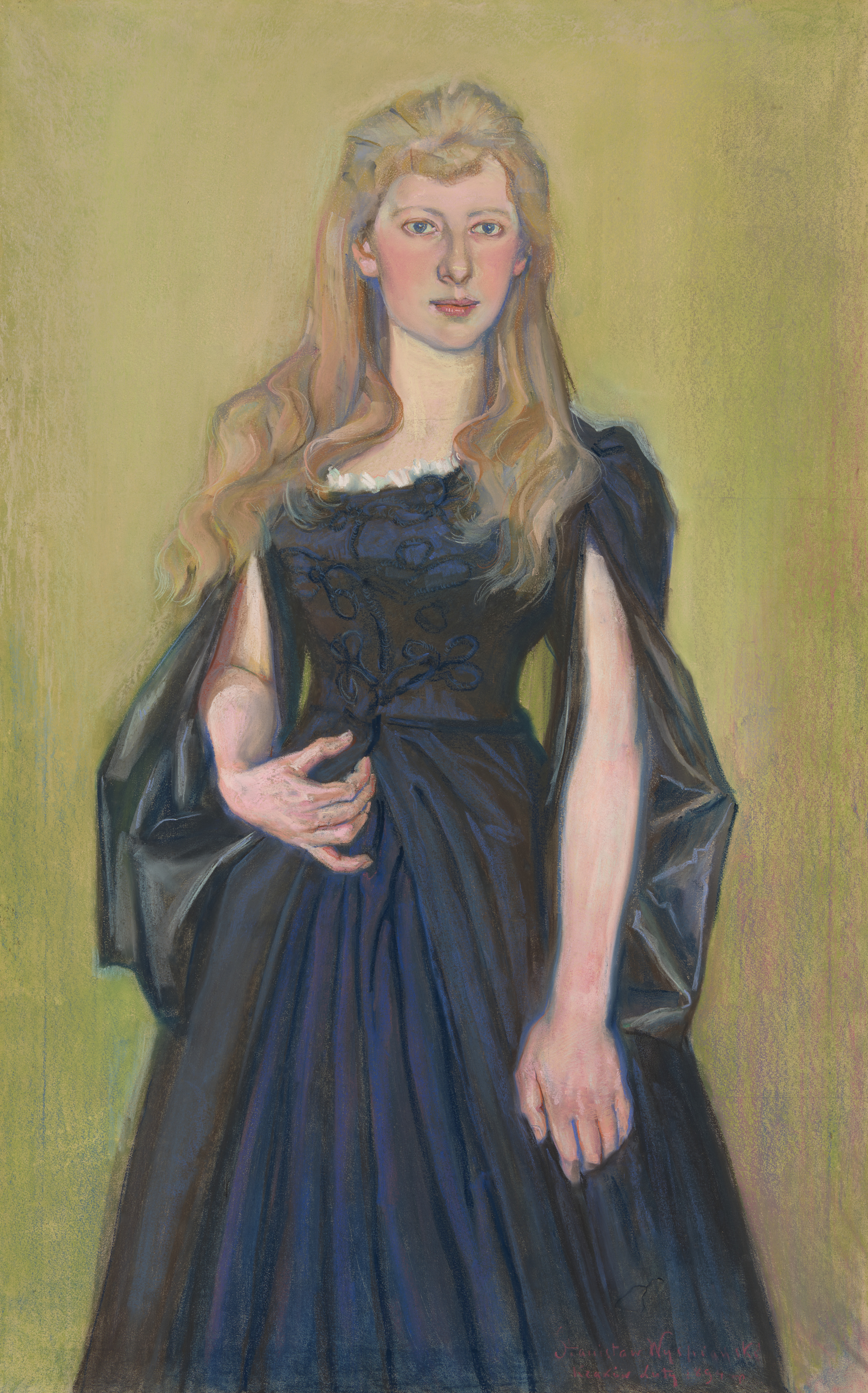
Portret młodej damy, 1894, Muzeum Narodowe w Krakowie
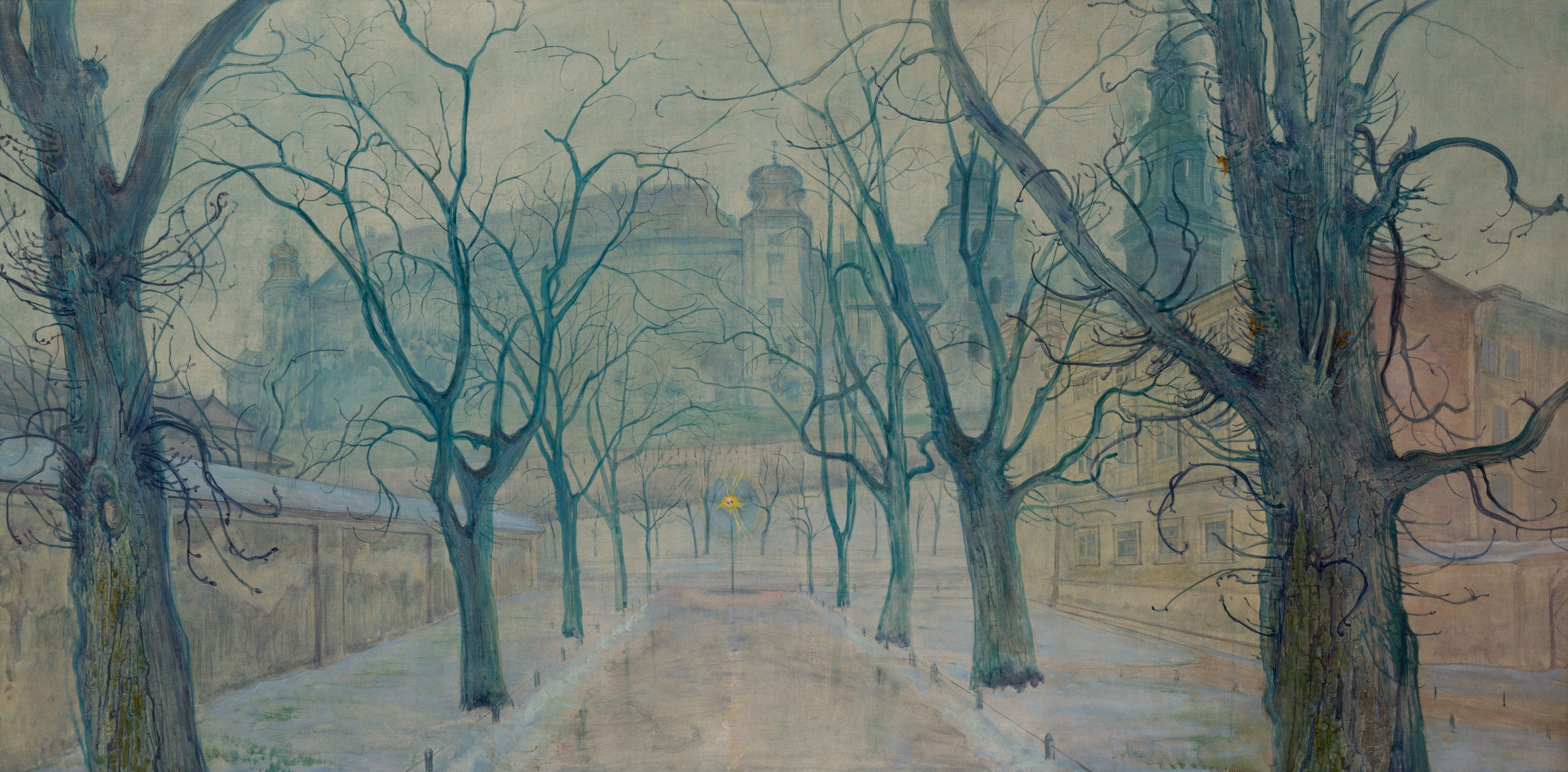
Planty o świcie, 1894, Muzeum Narodowe w Krakowie
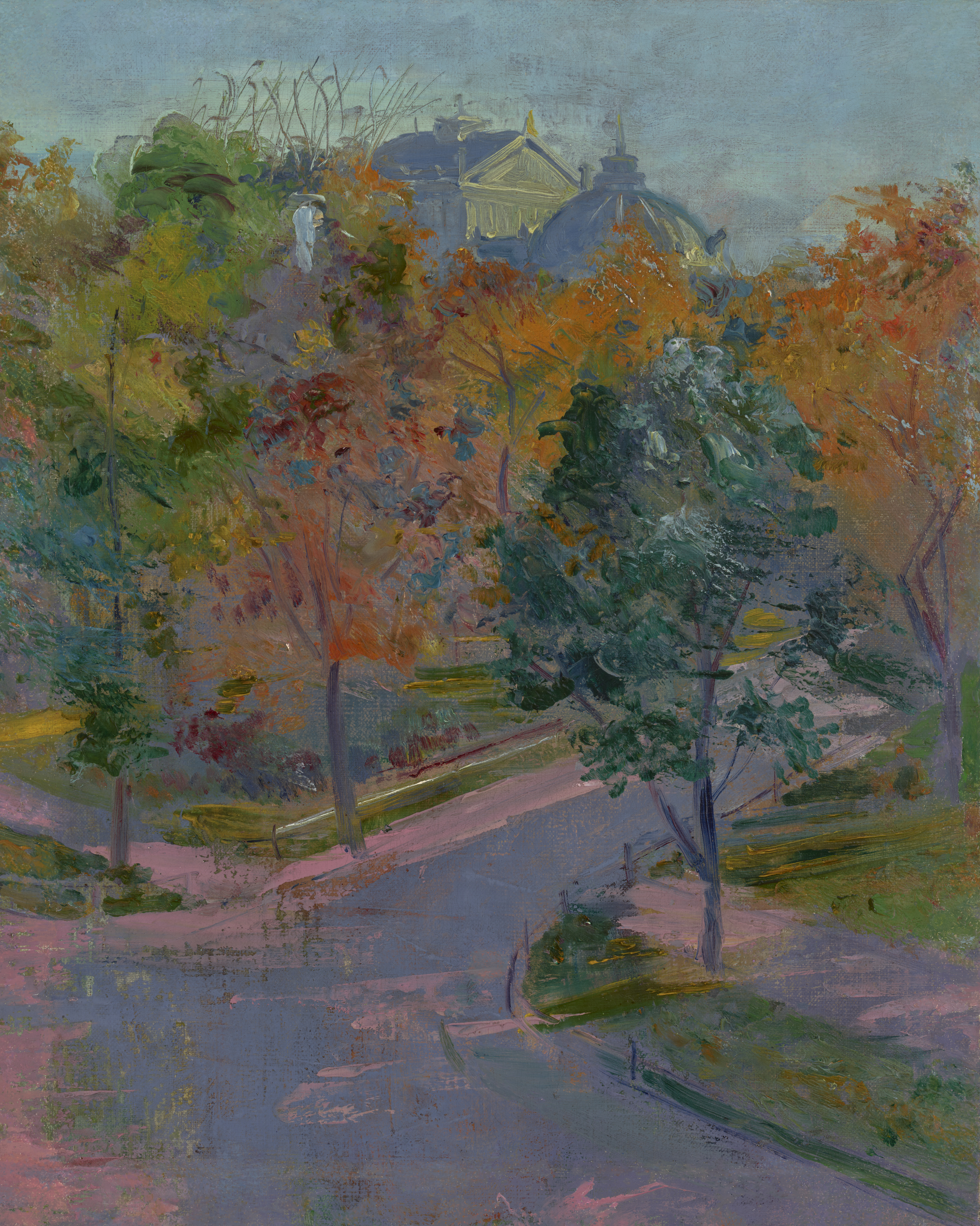
Widok na Teatr Miejski w Krakowie z ulicy Zacisze, 1894, Muzeum Narodowe w Krakowie
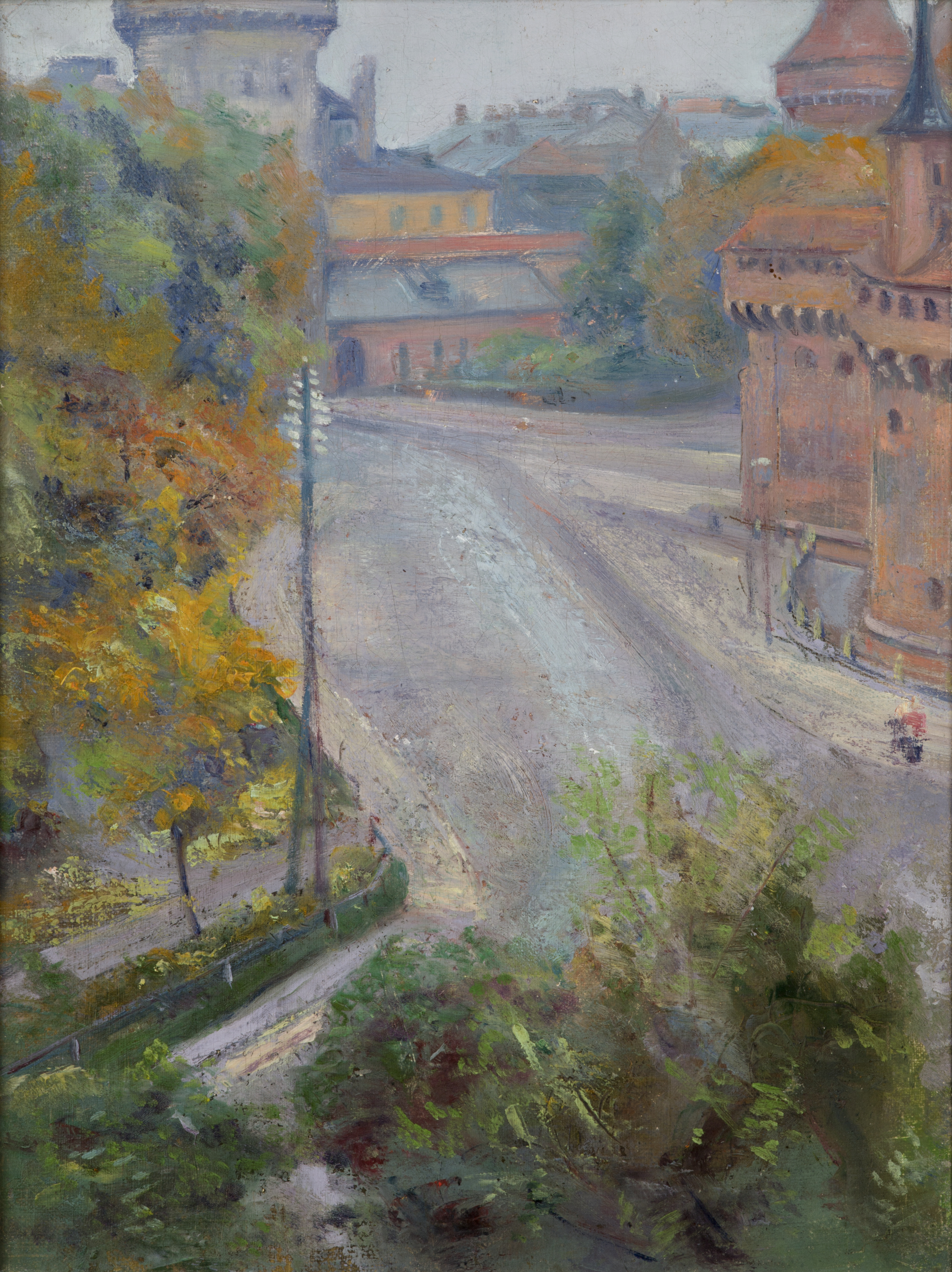
Widok na Barbakan i Bramę Floriańską z ulicy Zacisze, 1894, Muzeum Narodowe w Krakowie
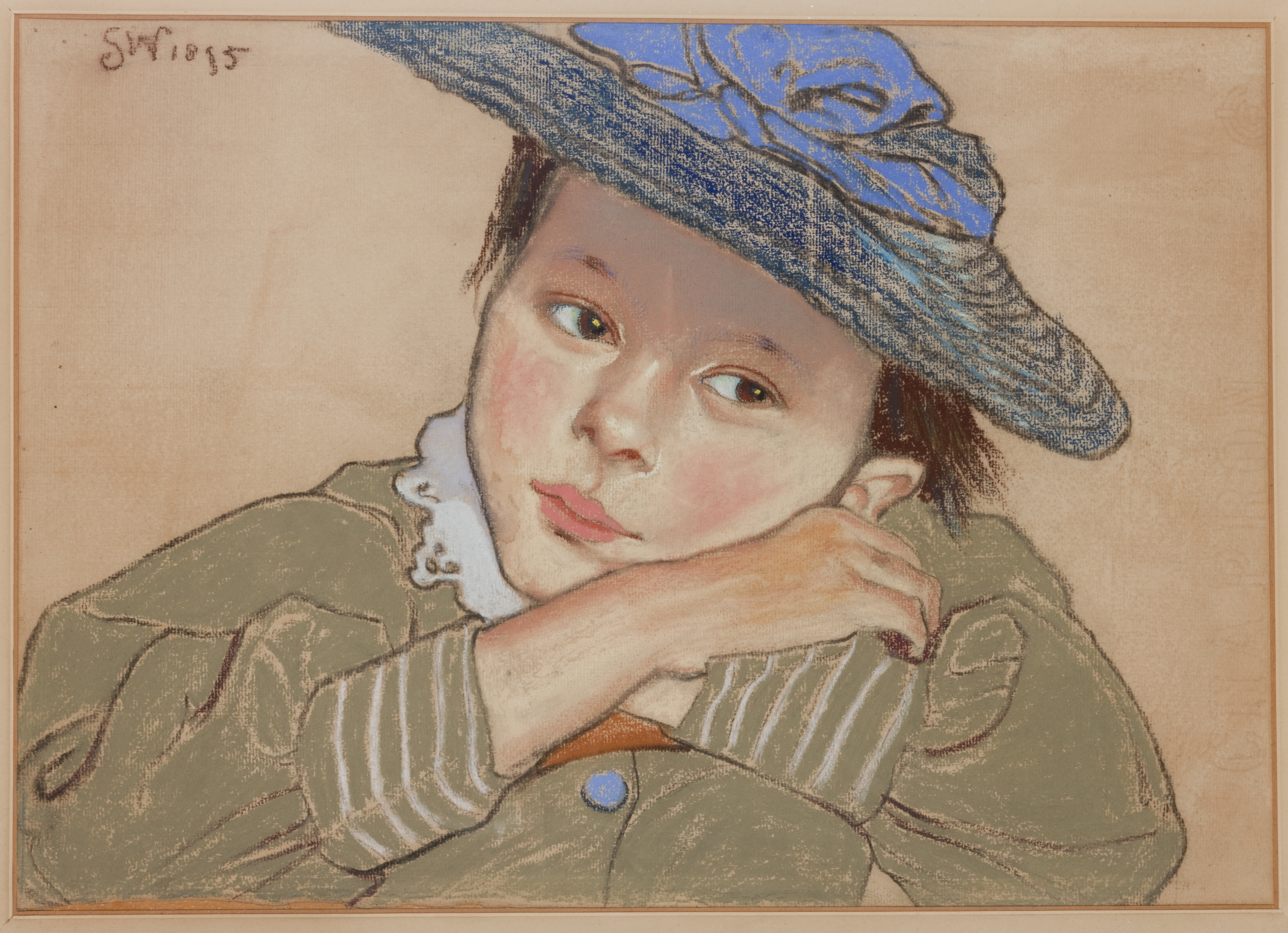
Portret dziewczynki w niebieskim kapeluszu, 1895, Muzeum Narodowe w Krakowie
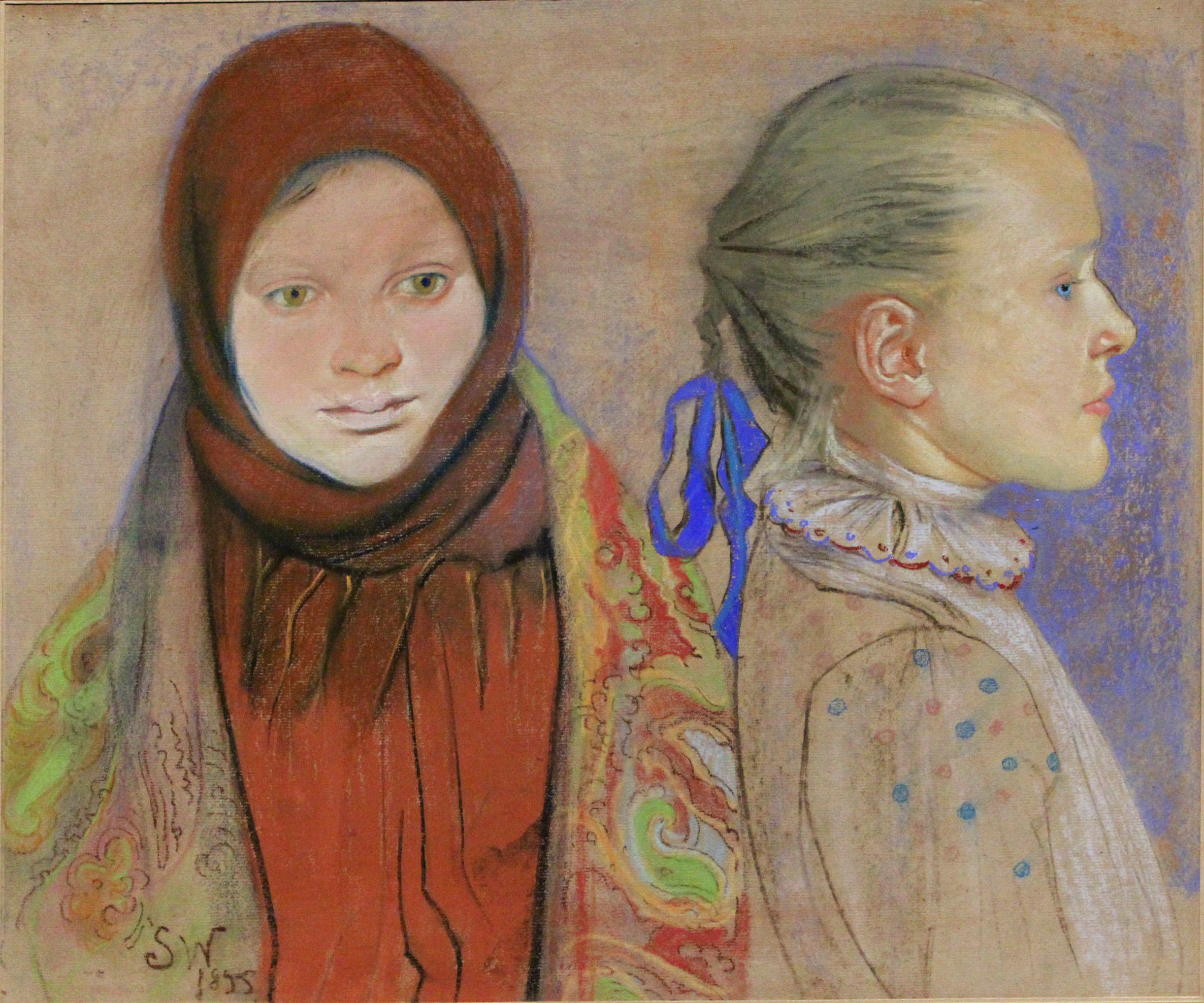
Portret dwóch dziewczynek, 1895
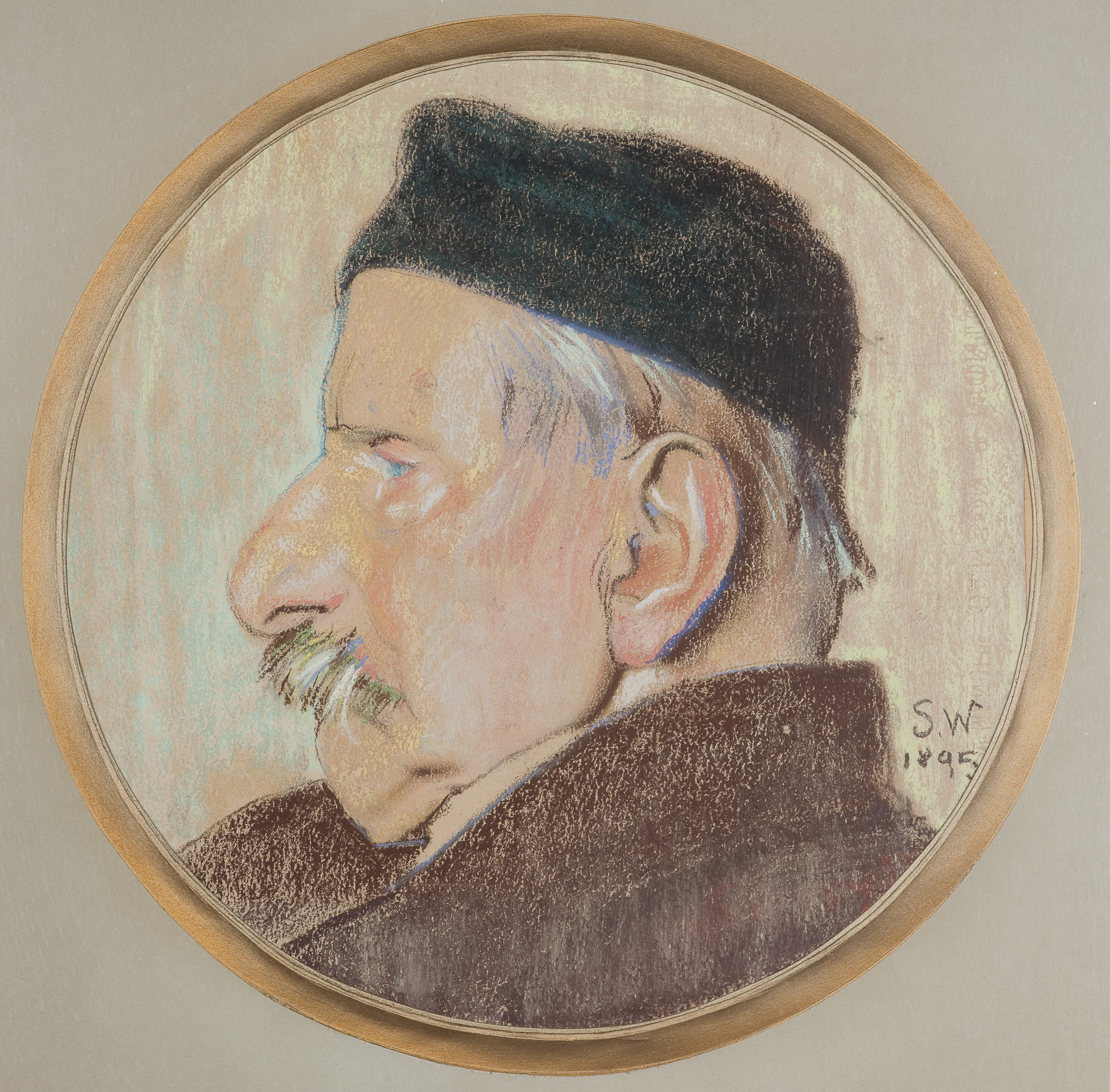
Portret Kazimierza Stankiewicza, wuja artysty, 1895, Muzeum Narodowe w Krakowie
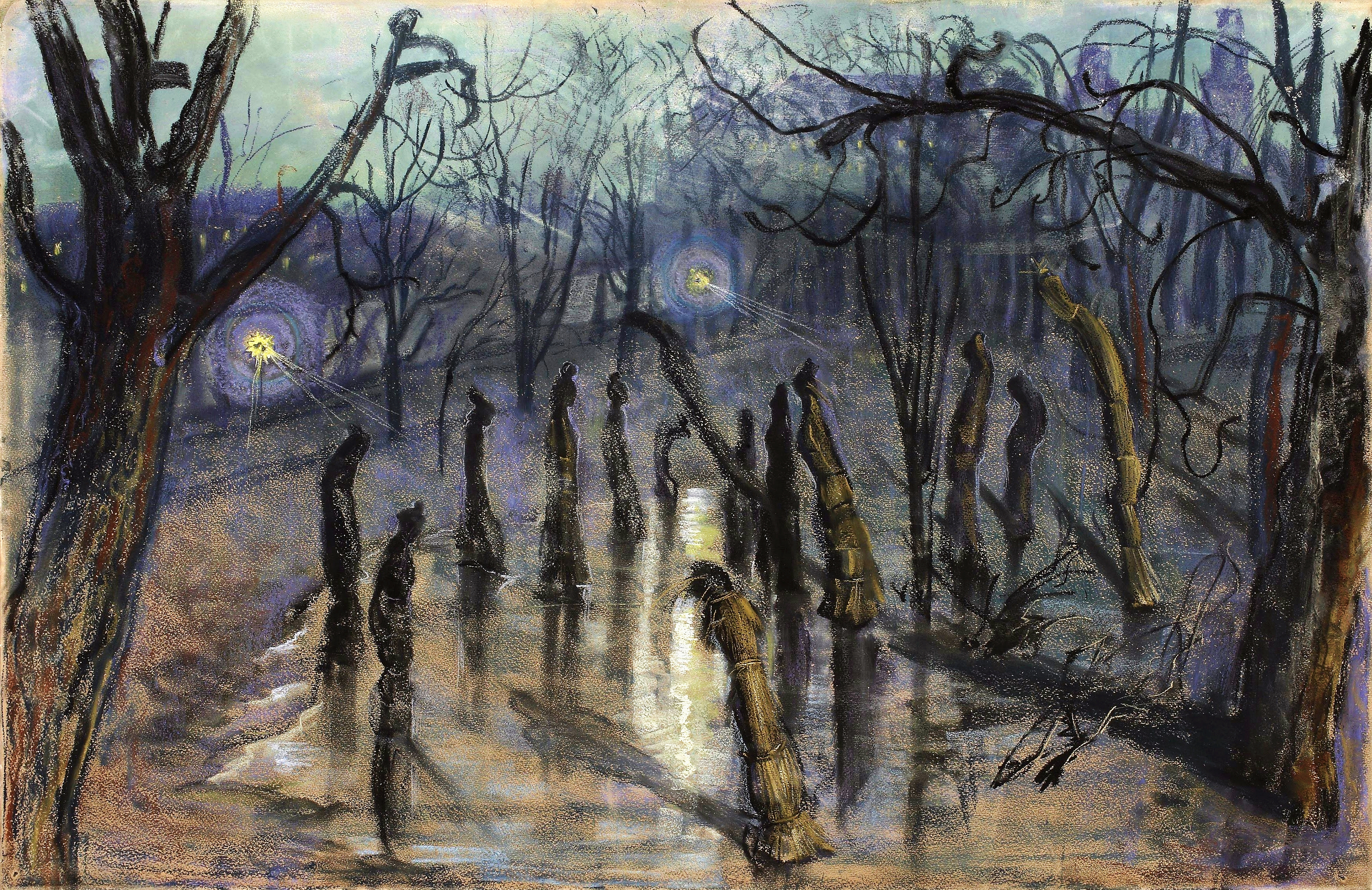
Chochoły (Planty nocą), 1898–1899, Muzeum Narodowe w Warszawie
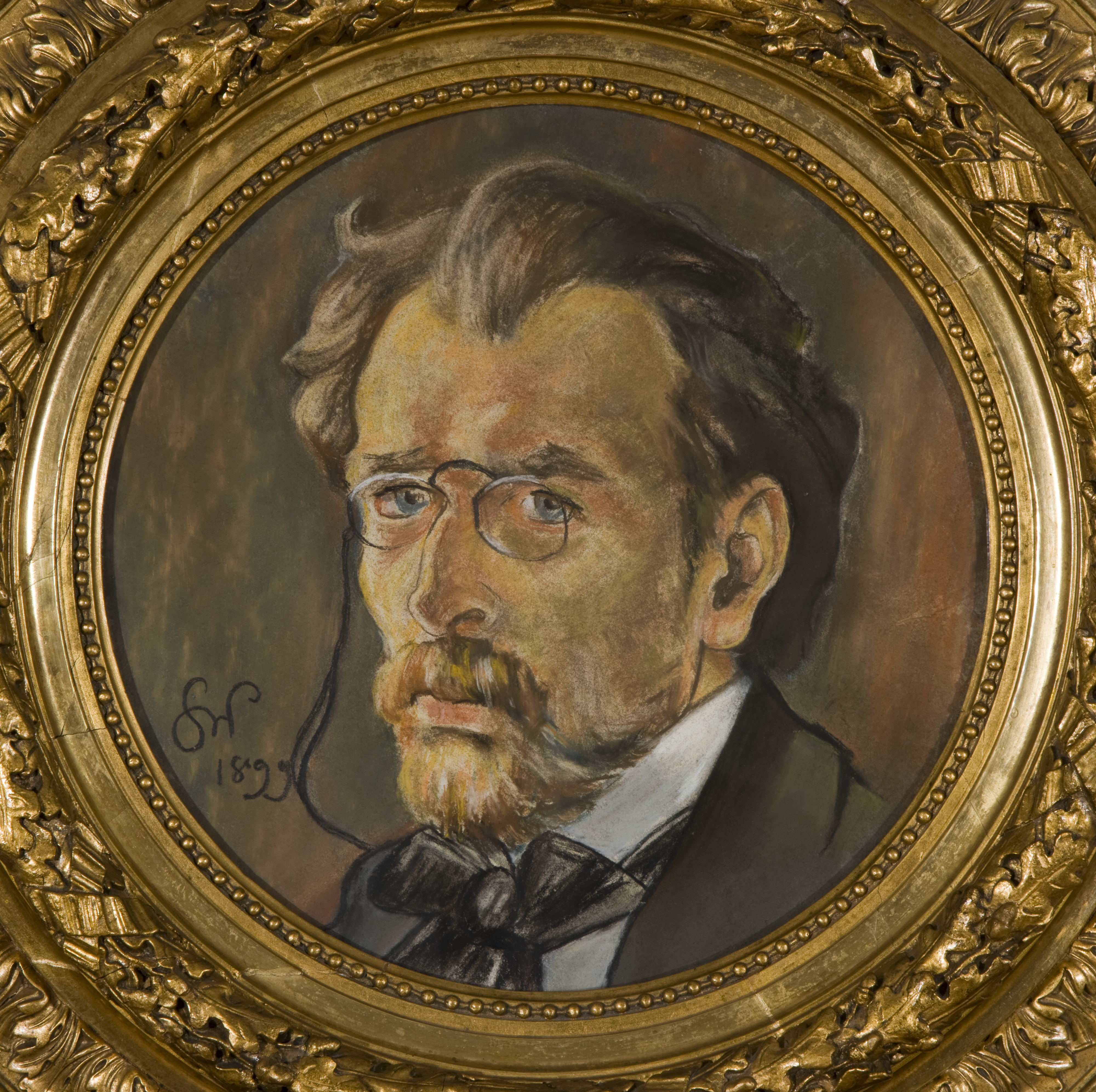
Portret Adama Chmiela, 1899, Muzeum Narodowe w Krakowie
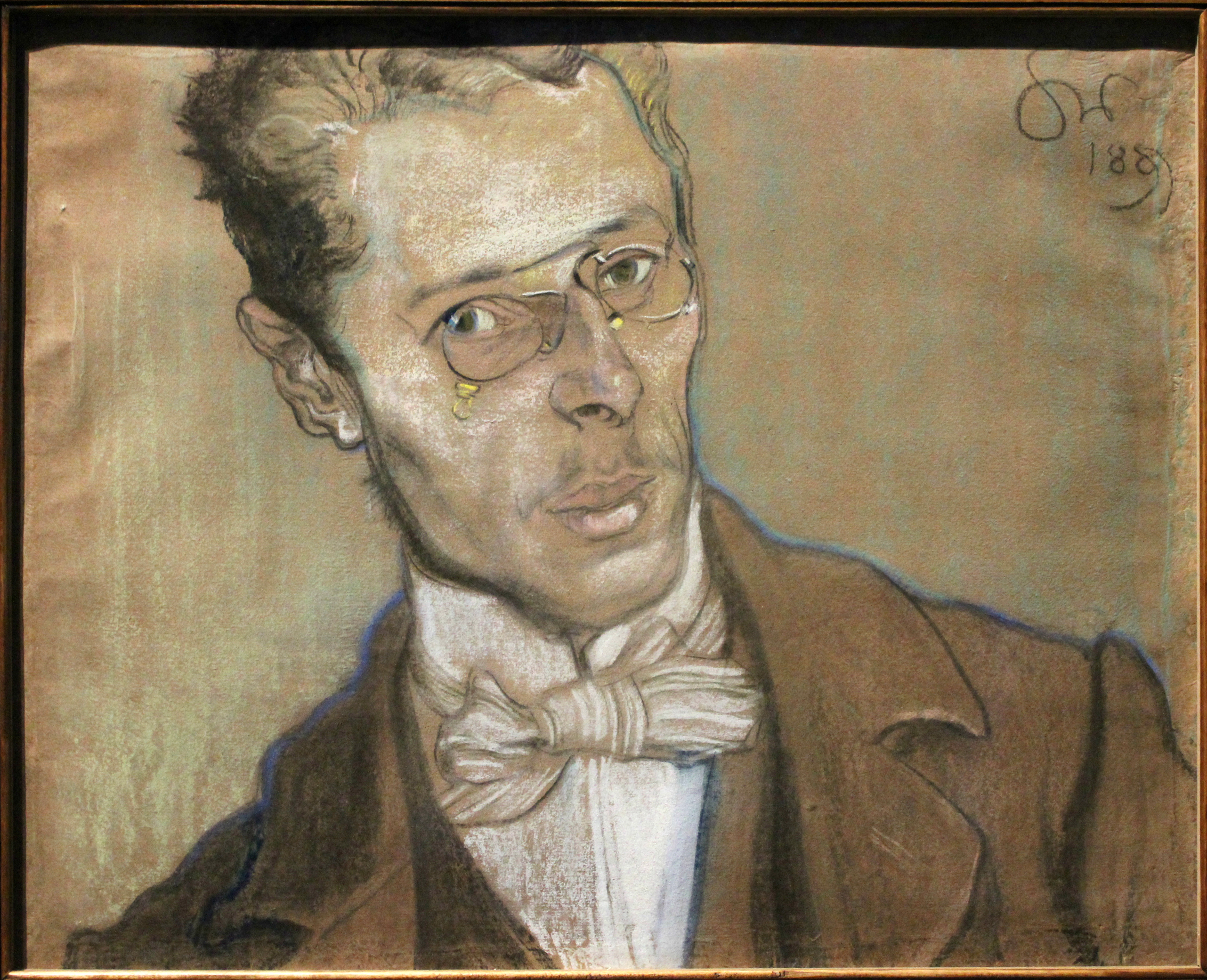
Portret Wincentego Parviego, 1899, Muzeum Narodowe w Warszawie
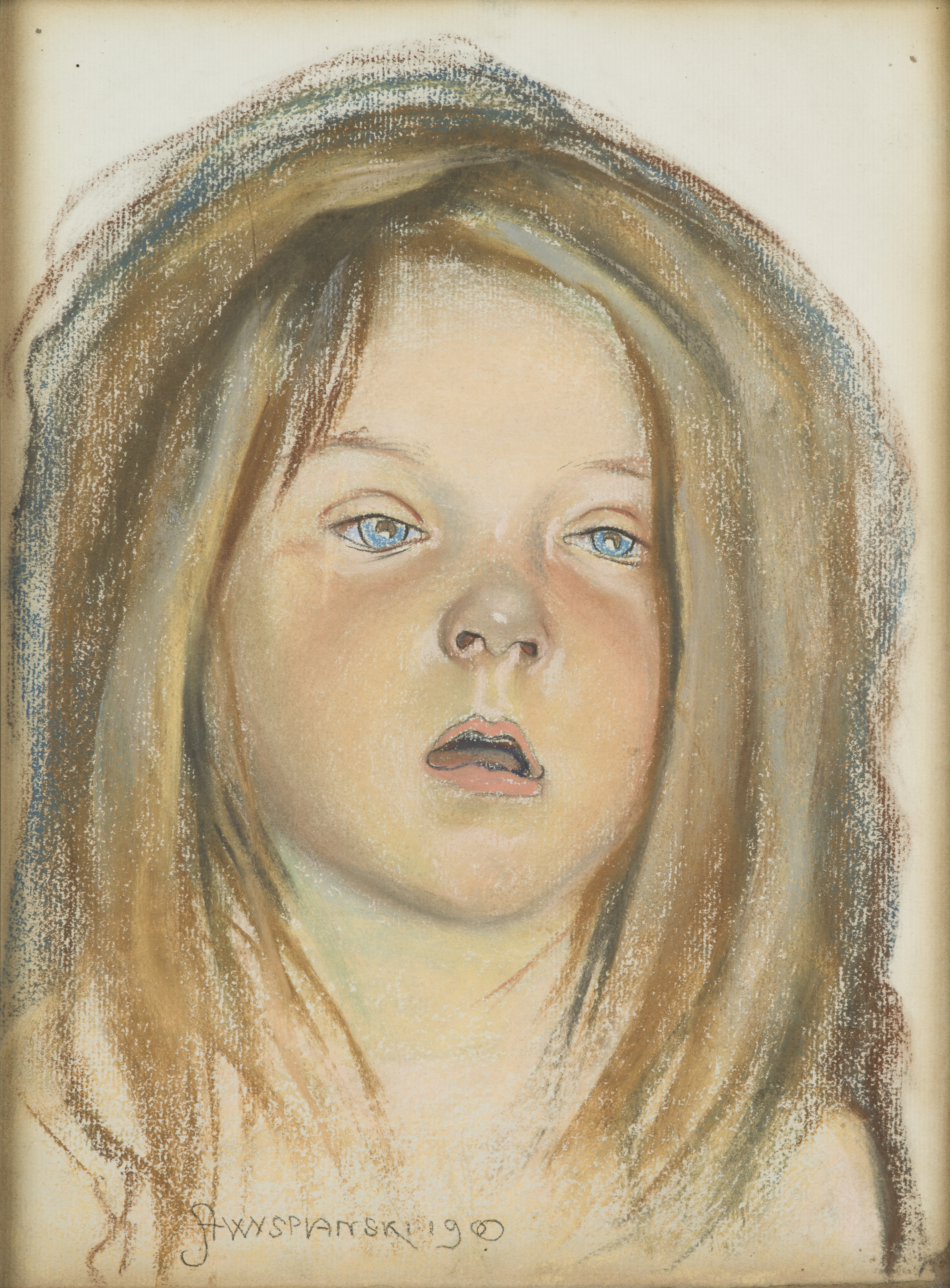
Główka Helenki, córki artysty, 1900, Muzeum Narodowe w Warszawie
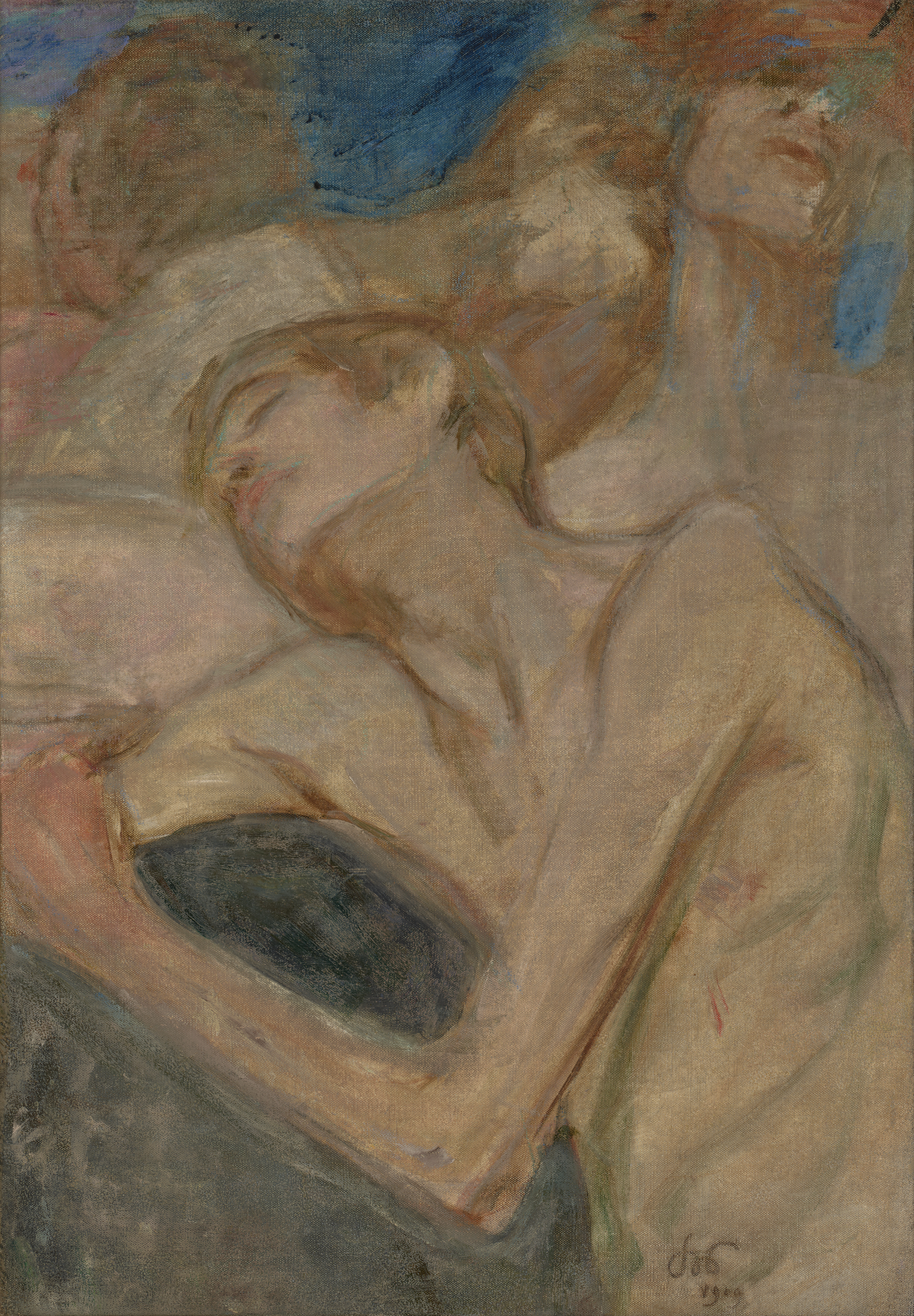
Kompozycja (Studium aktów), 1900, Muzeum Narodowe w Krakowie
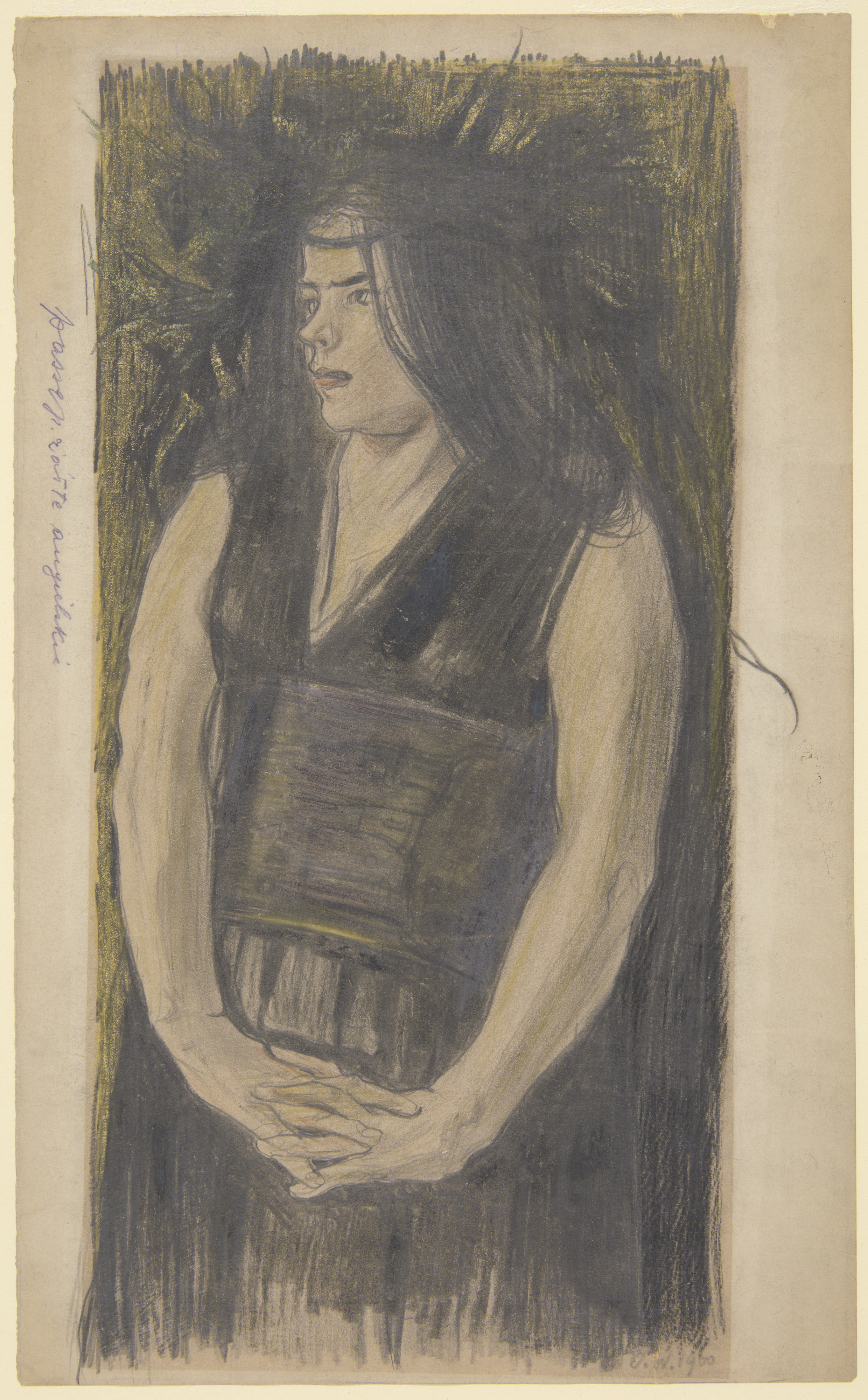
Kobieta w opasku góralskim, 1900, Muzeum Narodowe w Krakowie
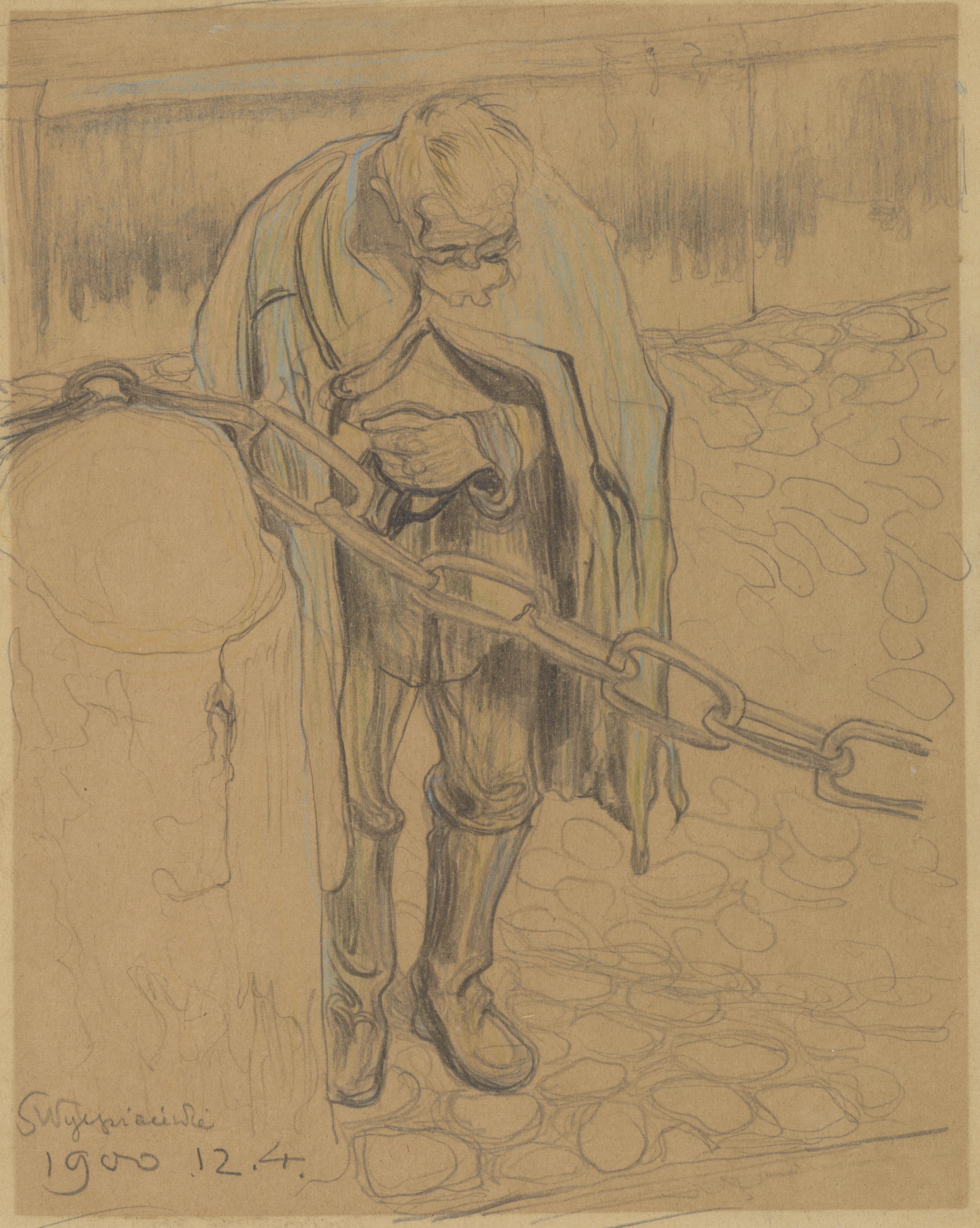
Dziad proszalny pod kościołem Mariackim w Krakowie, 1900, Muzeum Narodowe w Krakowie
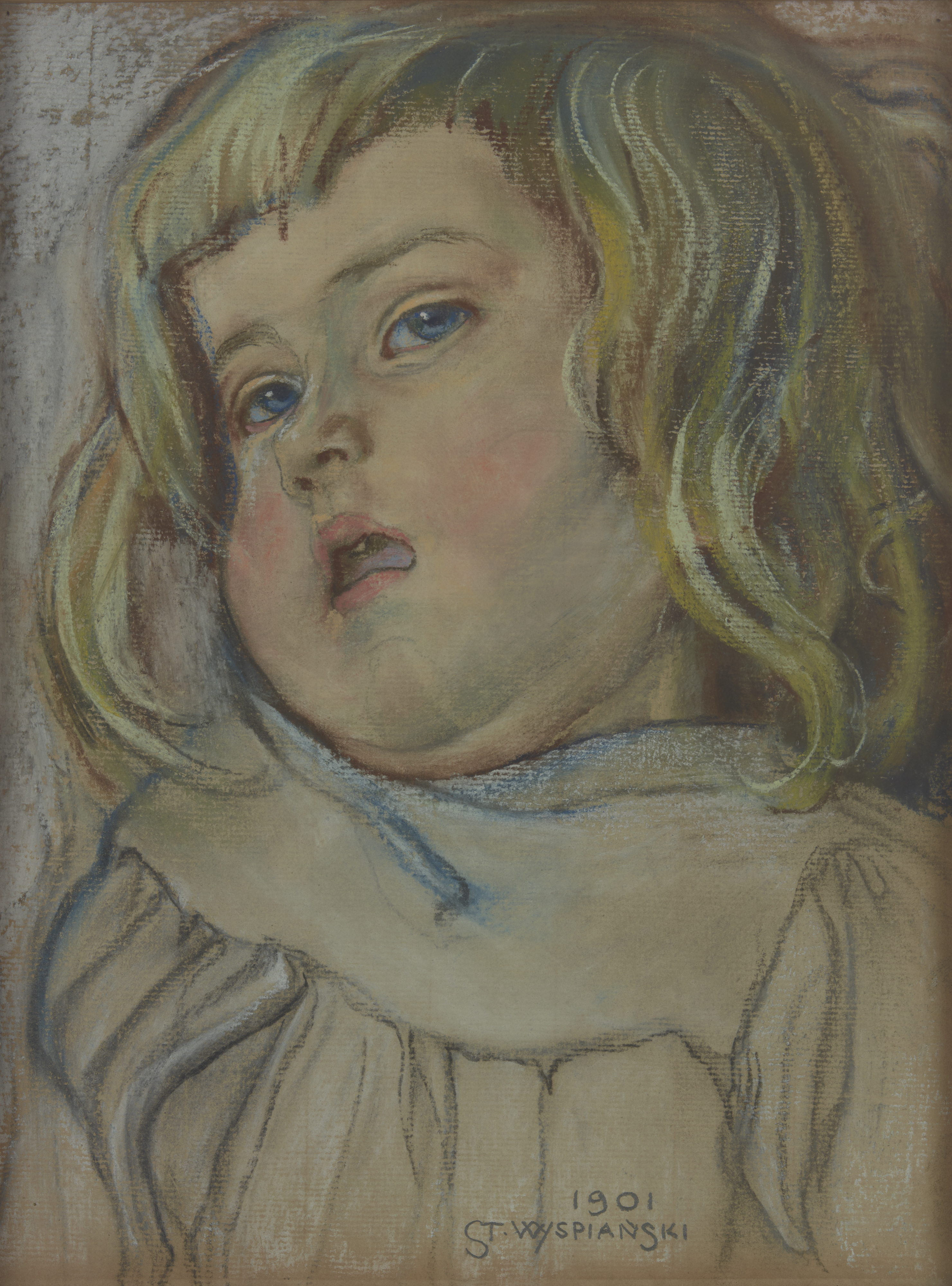
Główka Mietka, 1901, Muzeum Narodowe w Krakowie
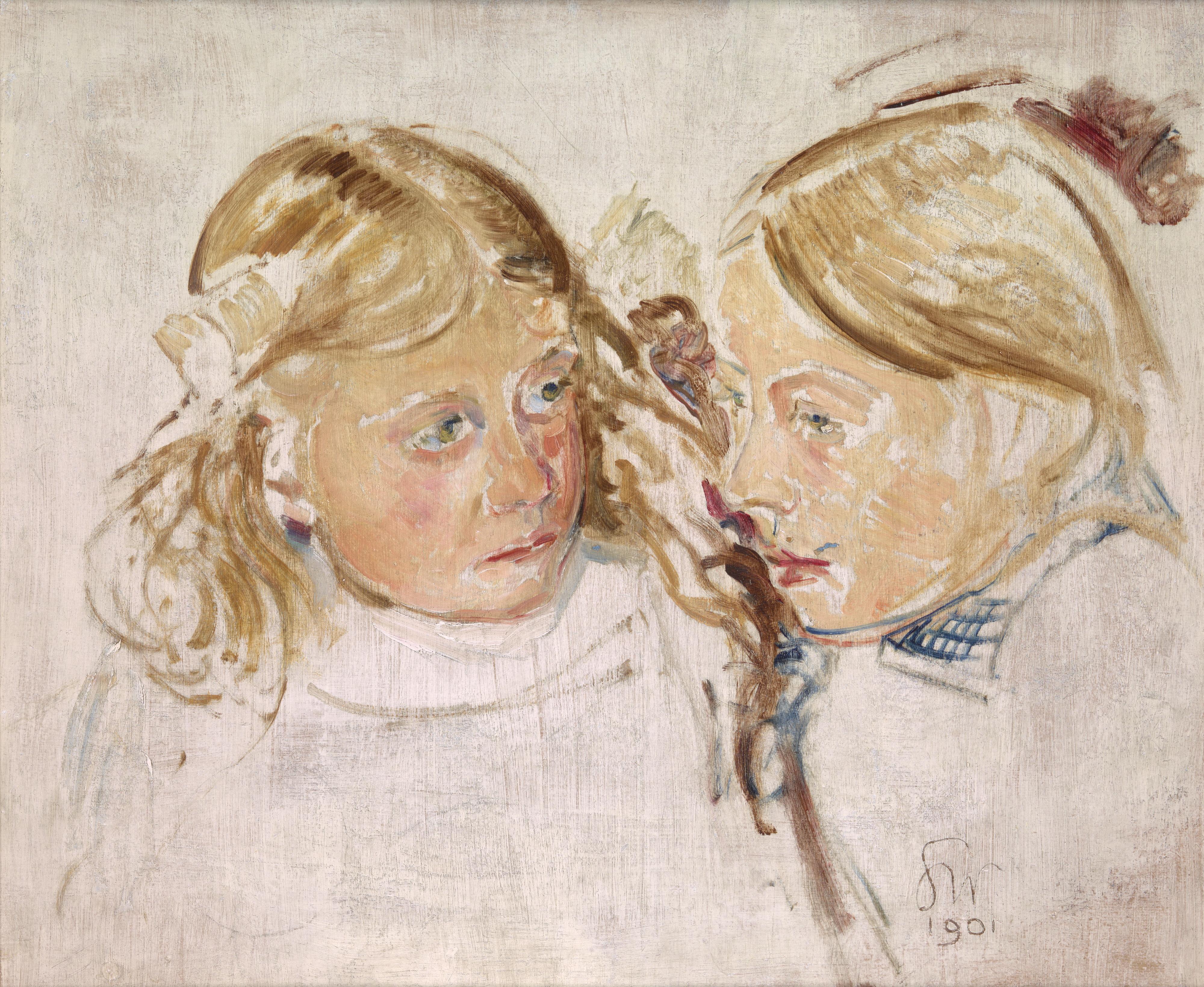
Portret podwójny, 1901, Muzeum Narodowe w Krakowie
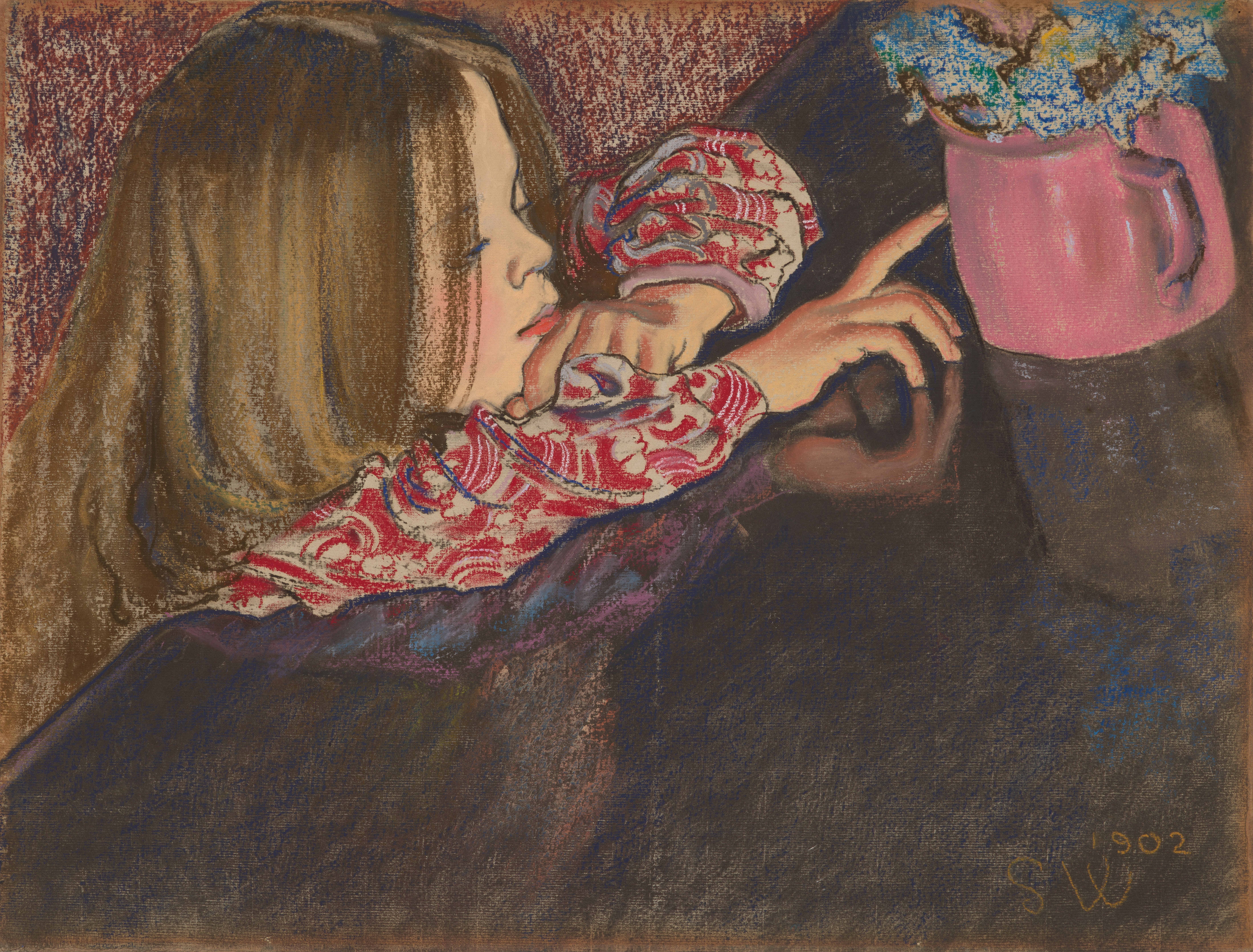
Dziewczynka z wazonem z kwiatami, 1902, Muzeum Narodowe w Krakowie
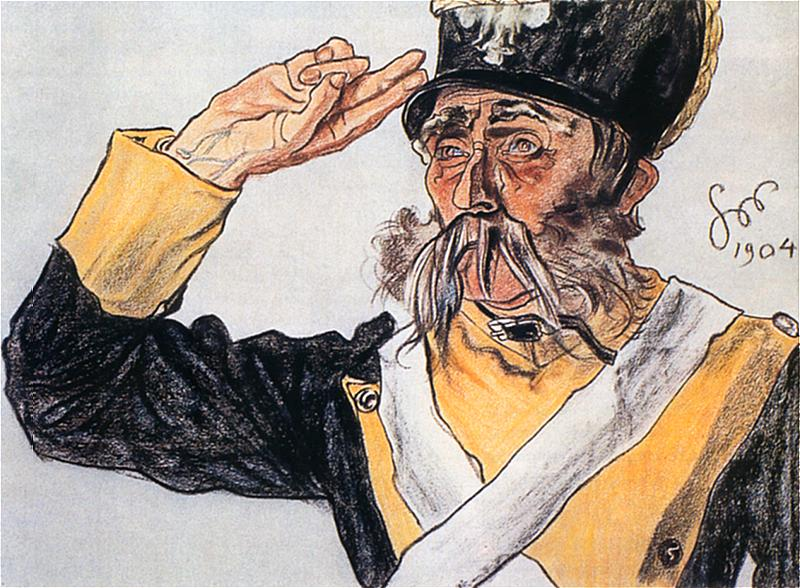
Ludwik Solski jako stary wiarus w „Warszawiance”, 1904
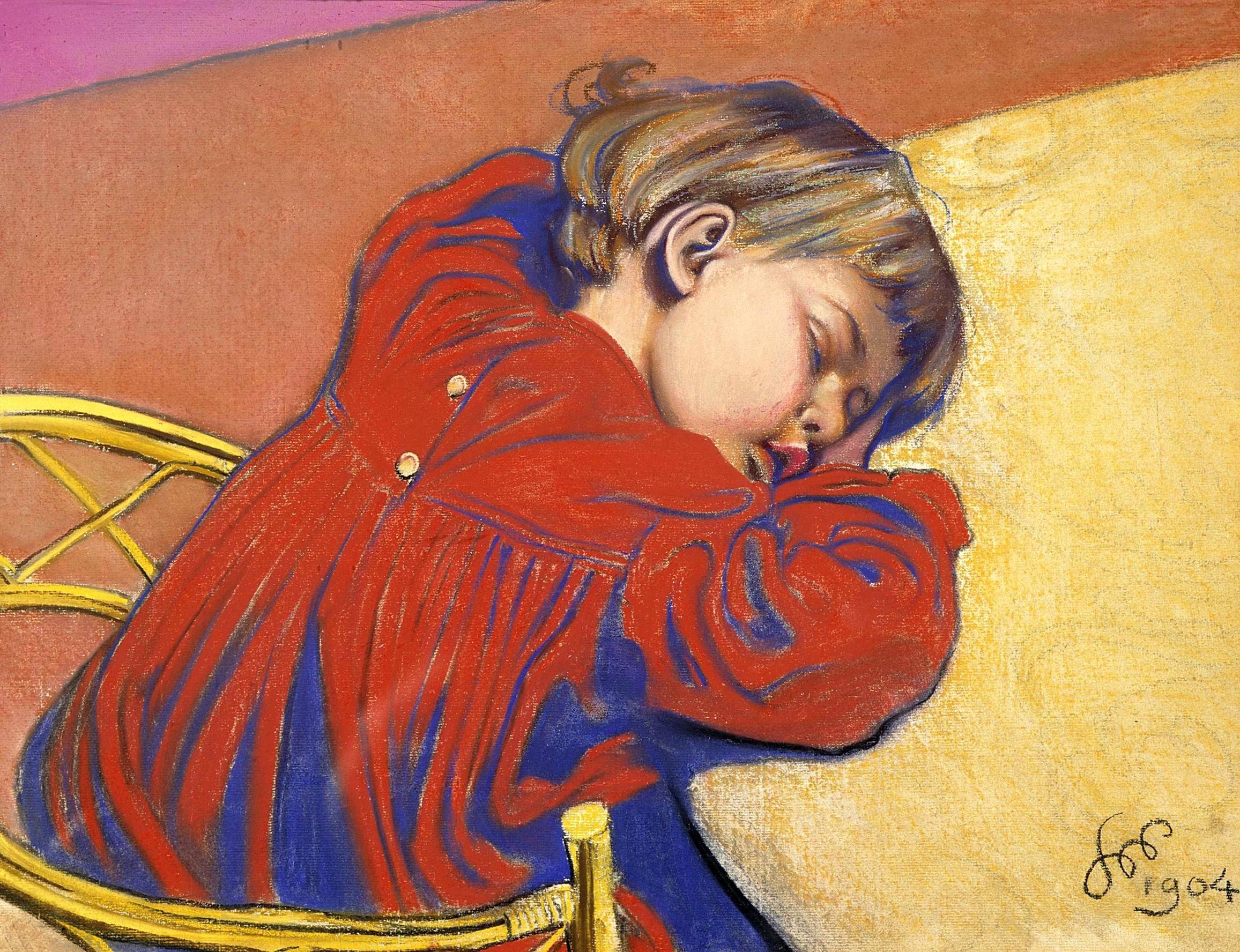
Śpiący Staś, 1904, Muzeum Narodowe w Poznaniu
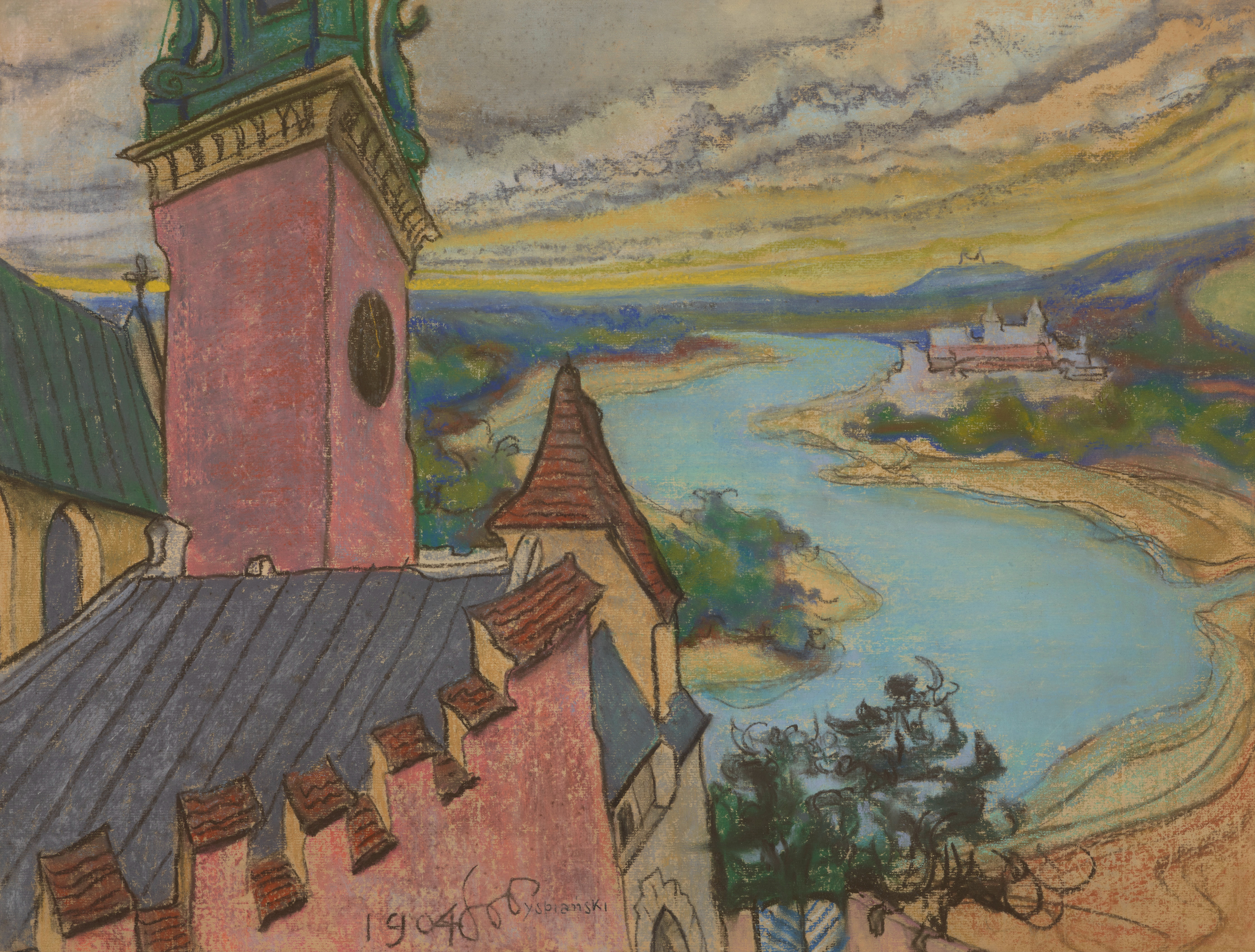
Zakola Wisły, 1904, własność prywatna
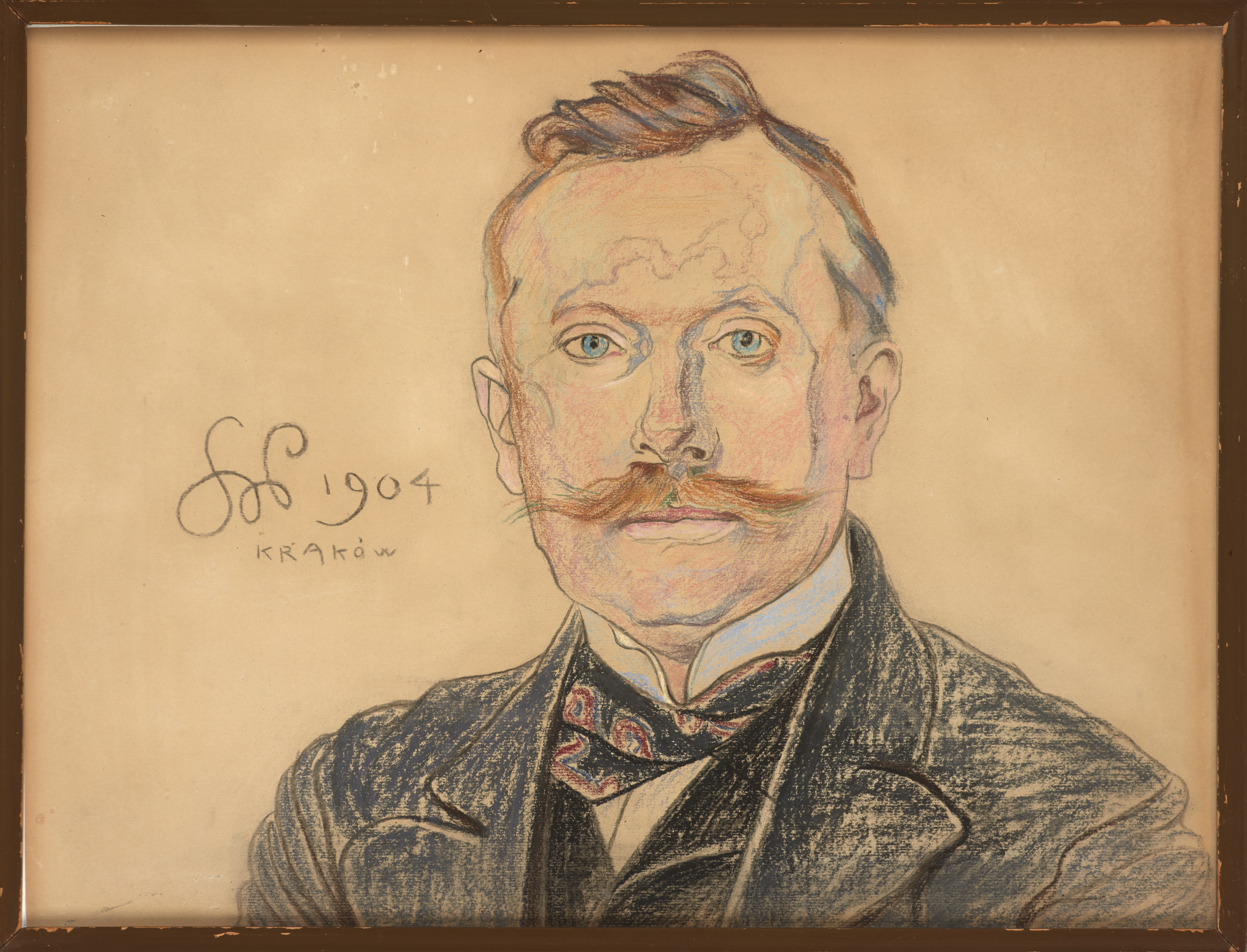
Portret doktora Jana Raczyńskiego, 1904, Muzeum Narodowe w Krakowie
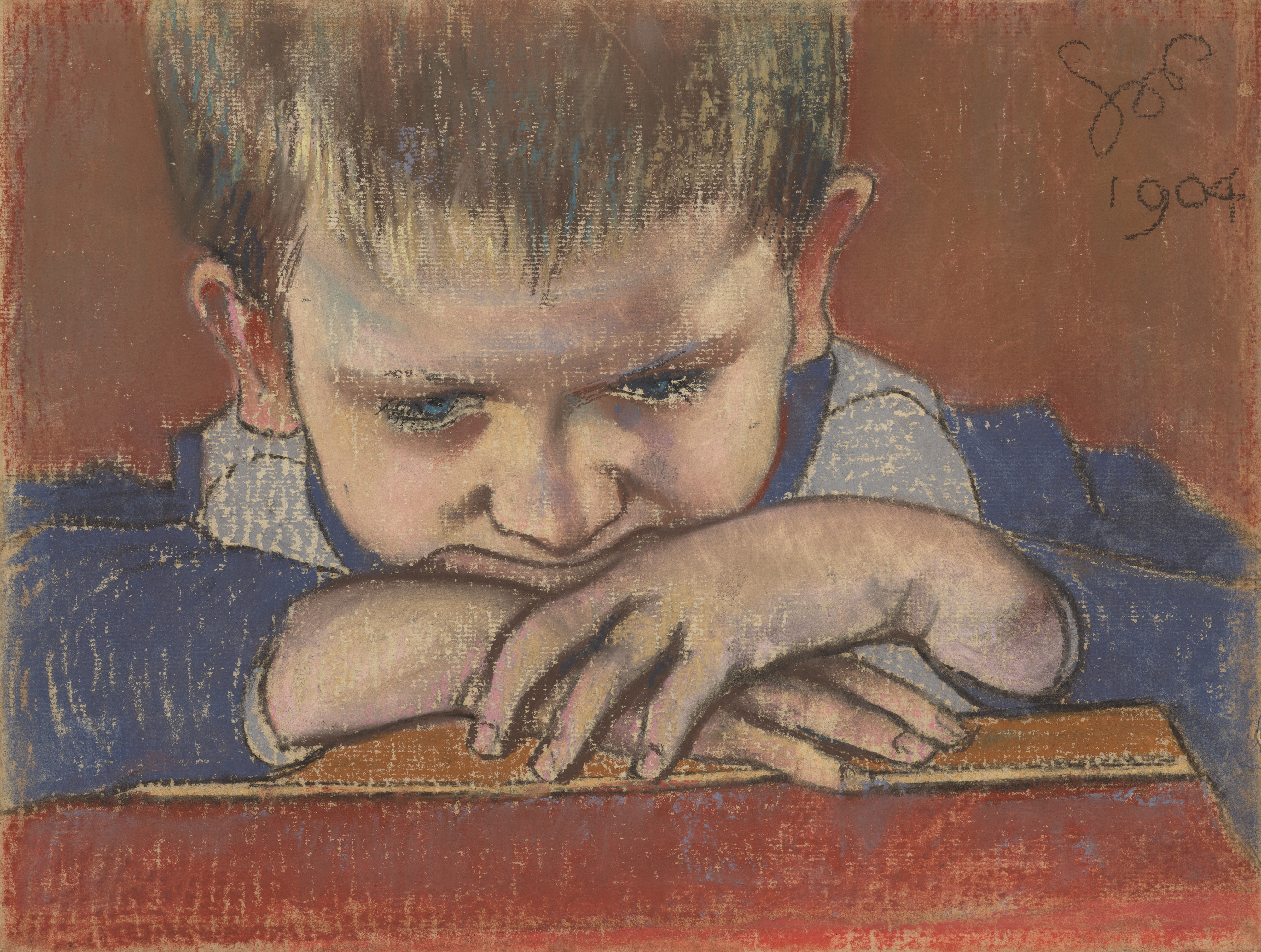
Mietek oparty na rękach, 1904, Muzeum Narodowe w Krakowie
Macierzyństwo, 1905, Muzeum Narodowe w Krakowie
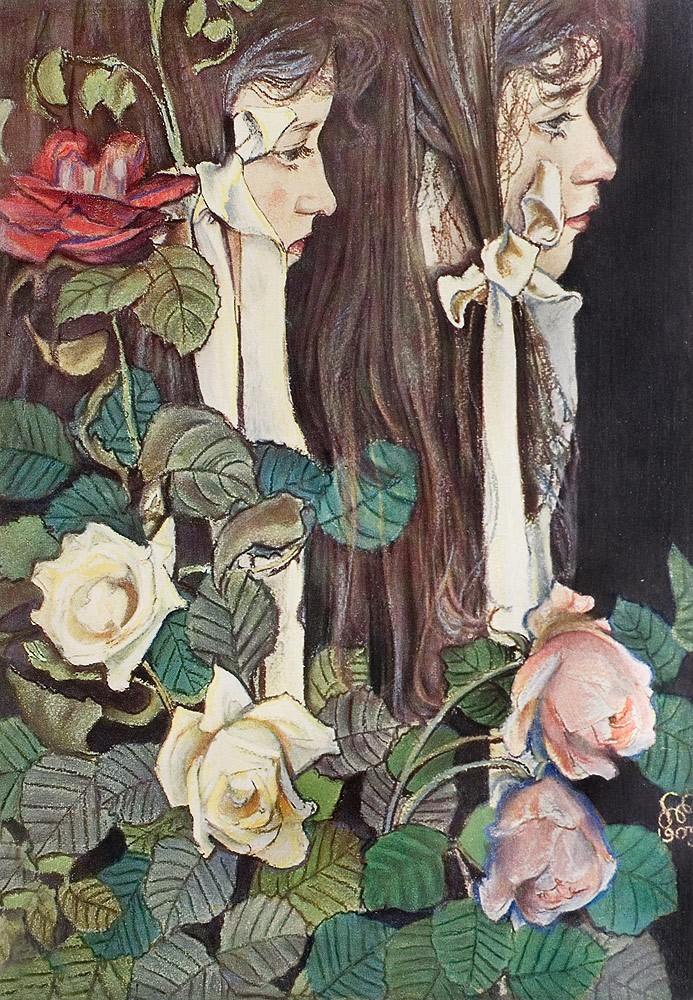
2xEliza Pareńska, 1905, Muzeum Narodowe we Wrocławiu
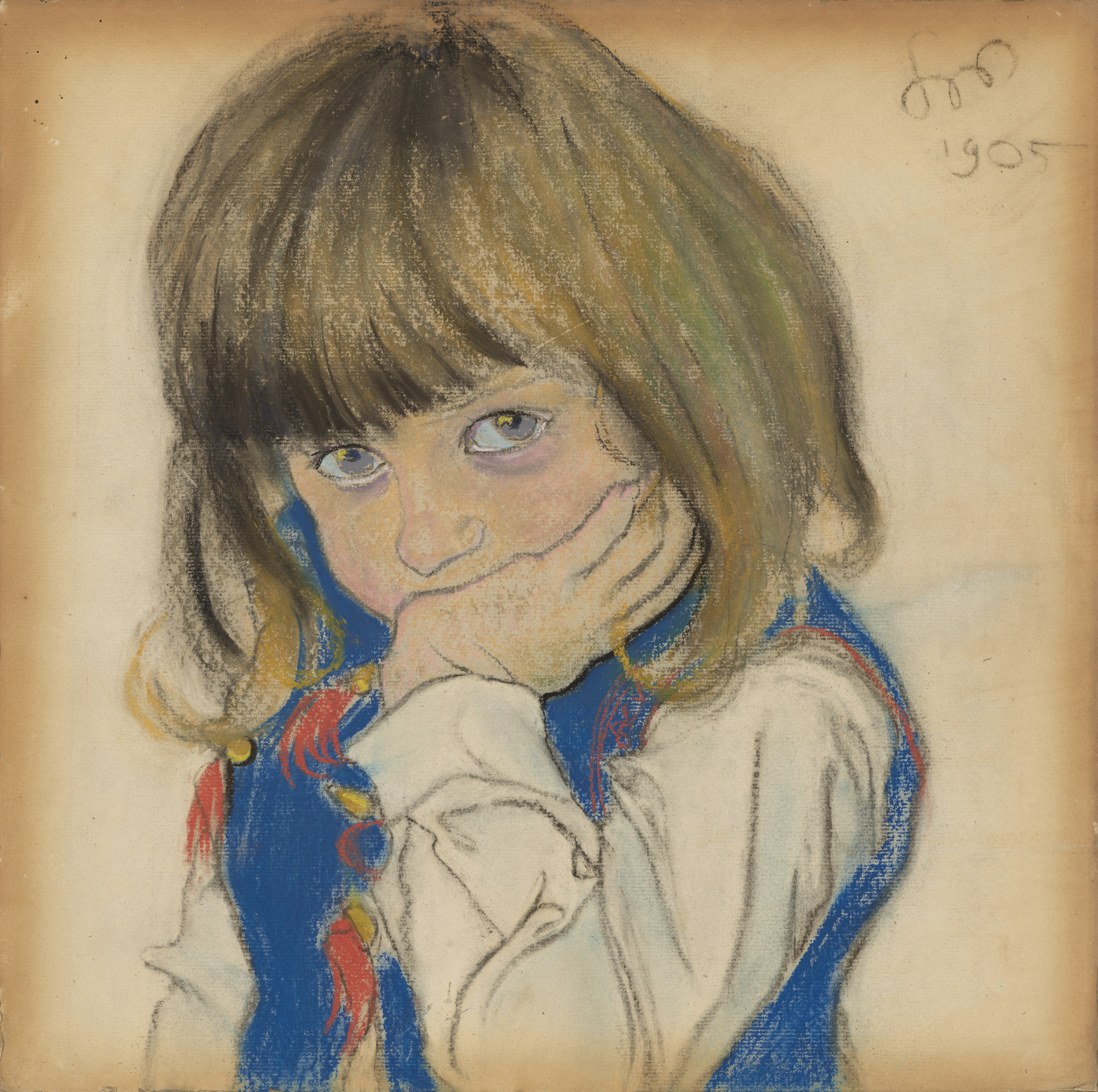
Portret chłopca, 1905, Muzeum Narodowe w Krakowie
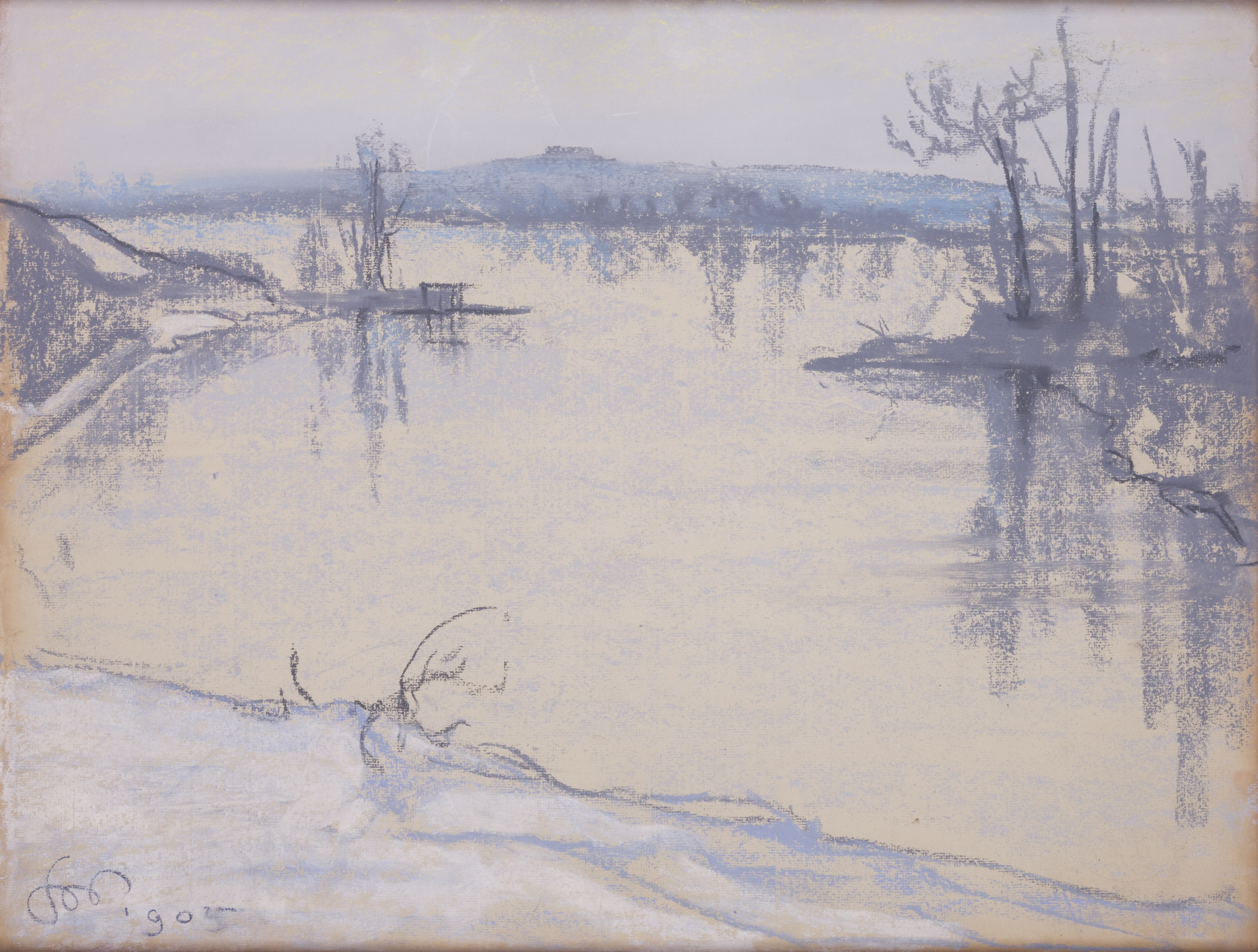
Wisła pod Krakowem, 1905, Muzeum Narodowe w Krakowie
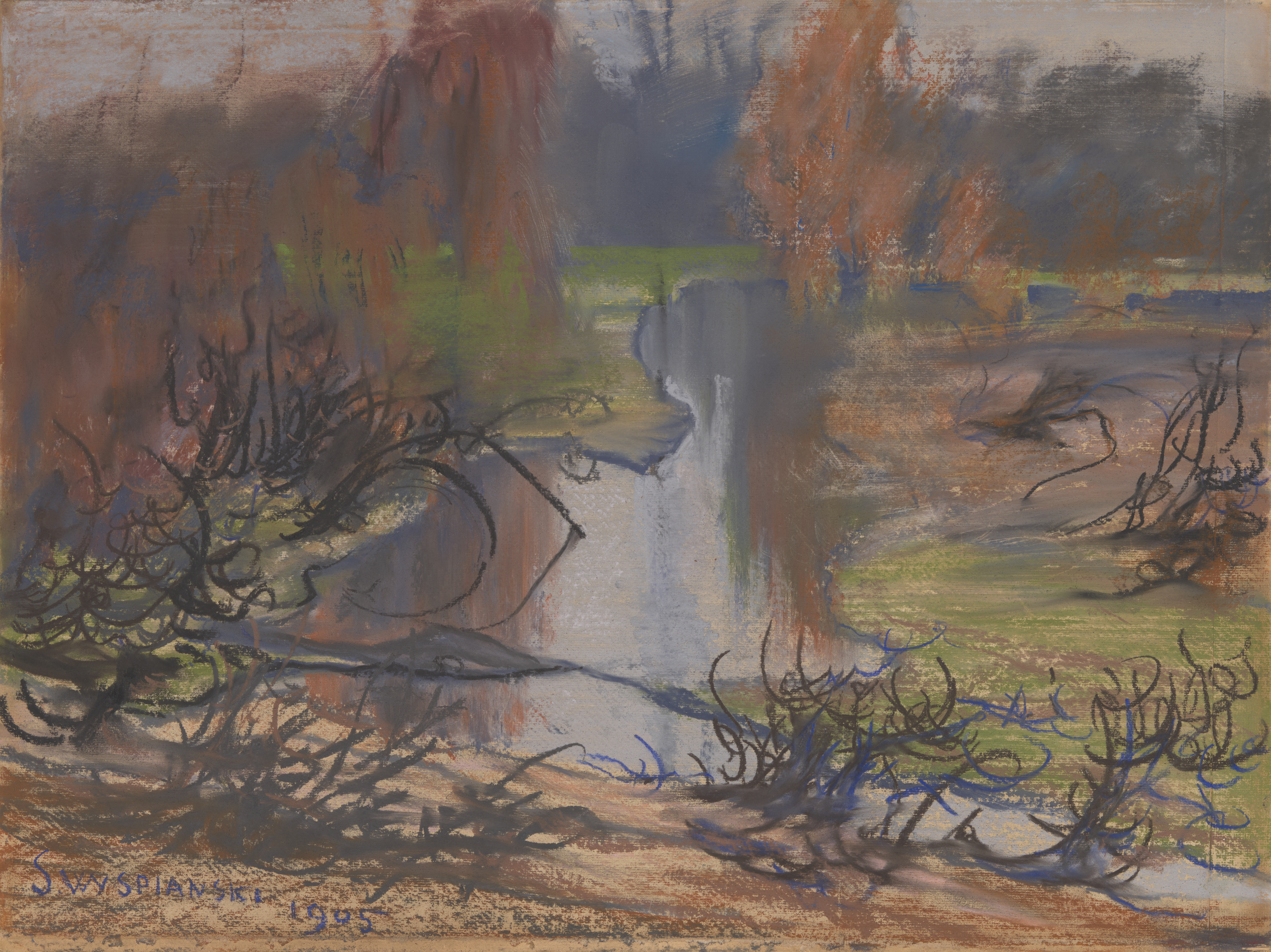
Krajobraz znad Rudawy, 1905, Muzeum Narodowe w Krakowie

### Styl literacki i teatralny
Wyspiański w twórczości dramatycznej kontynuował tradycje romantyzmu. Nazywany czwartym wieszczem narodowym, był uznawany za kontynuatora tradycji dramaturgicznej polskich pisarzy romantycznych: Adama Mickiewicza, Juliusza Słowackiego i Zygmunta Krasińskiego. Wyspiański był jednym z prekursorów polskiego dramatu symbolicznego, wzorowanego na sztukach Maurice’a Maeterlincka.
Tematyka dramatów Wyspiańskiego jest bardzo rozległa – od dziejów legendarnych i wczesnohistorycznych po powstanie listopadowe. Korzystał on z różnych epok historycznych i styli; wpływy mitologii i literatury grecko-rzymskiej przeplatały się z naśladownictwem dramatu szekspirowskiego i monumentalnego teatru Wagnera. Fantastyka baśniowa, którą doceniał artysta, nie została jednak w pełni przeń wchłonięta; przykładowo, w Akropolis anioły nie są ukazane jako pokojowo nastawione istoty; są uzbrojone, z szablami w dłoniach. Wyspiański był w swoich dramatach sceptyczny wobec bezkrytycznego „przesładzania” motywów ludowych, krytykował np. „znaczenie dziecięcego głosiku, kiedy niekoniecznie potrzeba, bo się nie gra »Cherubina«, ale biedne dziecko”.
Magdalena Popiel pisała, że utwory teatralne Wyspiańskiego cechują się nierównym poziomem artystycznym, umiejscawiają jednak autora w awangardzie modernistycznej:

Niektóre [utwory], jak Legion, Lelewel czy Achilles wydają się zbyt nasycone romantycznym epigoństwem. Inne natomiast, przede wszystkim Wyzwolenie, zaskakują swoją aktualnością i nowoczesnością środków wyrazu. Wyzwolenie z zastosowanym tu chwytem „teatru w teatrze” i błyskotliwymi dialogami wkracza swą poetyką w krąg wysokiej literatury modernizmu europejskiego.

#### Studium o „Hamlecie”
Najpełniejszą wizję teatru zawarł Wyspiański w Studium o „Hamlecie”, dotyczącym słynnej sztuki szekspirowskiej. Wyspiański został zainspirowany rozmową z grudnia 1904 z aktorem Kazimierzem Kamińskim o tym, jak należy grać postać księcia duńskiego. Już pod koniec lutego 1905 wydał Studium o „Hamlecie”. Utwór zadedykował:

Aktorom polskim, osobom działającym na scenie, na drodze przez labirynt zwany teatr, którego przeznaczeniem, jak dawniej, tak i teraz, było i jest służyć niejako za zwierciadło naturze, pokazywać cnocie własne jej rysy, złości żywy jej obraz, a światu i duchowi wieku, postać ich i piętno.

Zainteresowanie aktorami, aby grali oni wiarygodnie, zdaniem Wyspiańskiego Szekspir osiągnął poprzez zaangażowanie w ich „sferę prywatną, osobistą, pozateatralną, w obszar przyjacielskiej zażyłości” (Dorota Jarząbek). Sami aktorzy zostali podzieleni przez Wyspiańskiego na dwa typy, które jednakowo oddziałują w sztuce Shakespeare’a: aktorów boleści (nadekspresyjnych) i arcyaktorów (intelektualnych). Odpowiadają im – zdaniem Wyspiańskiego równorzędne w swym bólu – postacie Laertesa i Hamleta, a oba typy aktorstwa są ważne, jeżeli odpowiadają specyfice roli. Postać Hamleta artysta odczytywał nie jako pełną patosu, lecz kontemplatywną. Historyk Katarzyna Fazan pisze, że w optyce Wyspiańskiego: „Śmierć, zagadka umysłu przejawiającego inklinacje artystyczne, prowadzi Hamleta do rozpoznań o charakterze metafizycznym, doświadcza on tym samym przemiany, która wiedzie go od doczesności do nieskończoności”.

#### Utwory
| Tytuł                        | Rok stworzenia   | Rok wydania       | Pierwsze wystawienie                                 | Źródło        |
| ---------------------------- | ---------------- | ----------------- | ---------------------------------------------------- | ------------- |
| Legenda                      | 1897 (Legenda I) | 1898              | 1927, reż. Tadeusz Leszczyc                          | [ 66 ] [ 67 ] |
| Meleager                     | 1897             | 1898              | 1970, reż. Jerzy Goliński                            | [ 68 ]        |
| Warszawianka                 | 1898             | 1898              | 1898, reż. Ludwik Solski                             | [ 69 ]        |
| Protesilas i Laodamia        | 1899             | 1899              | 1903                                                 | [ 70 ]        |
| Lelewel                      | 1899             | 1899              | 1899, reż. Ludwik Solski (prapremiera)               | [ 71 ]        |
| Klątwa                       | 1899             | 1899              | 1909, reż. Andrzej Mielewski, Aleksander Zelwerowicz | [ 72 ]        |
| Sędziowie                    | 1900             | 1907              | 1907, reż. Nuna Młodziejowska (prapremiera)          | [ 73 ]        |
| Legion                       | 1900             | 1900              | 1911, reż. Ludwik Solski                             | [ 74 ]        |
| Wesele                       | 1901             | 1901              | 1901, reż. Ludwik Solski                             | [ 75 ]        |
| Wyzwolenie                   | 1903             | 1903              | 1903, reż. Adolf Walewski                            | [ 76 ]        |
| Bolesław Śmiały              | 1903             | 1903              | 1903, reż. Adolf Walewski                            | [ 77 ]        |
| Achilleis. Sceny dramatyczne | 1903             | 1903              | 1925, reż. Leon Schiller                             | [ 78 ]        |
| Noc listopadowa              | 1904             | 1904              | 1908                                                 | [ 79 ]        |
| Akropolis                    | 1904             | 1904              | 1926, reż. Józef Sosnowski                           | [ 80 ]        |
| Skałka                       | 1906             | 1907              | 1958, reż. Emil Chaberski                            | [ 81 ]        |
| Zygmunt August               | 1907             | 1930 (pełne)      | 1932 (pełne), reż. Konstanty Tatarkiewicz            | [ 82 ]        |
| Powrót Odysa                 | 1907             | 1907              | 1917, reż. Józef Sosnowski                           | [ 83 ]        |
| Daniel                       | 1907             | 1908 (pośmiertne) | 1932, reż. Eugeniusz Poreda                          | [ 84 ]        |

### Adaptacje nieteatralne dramatów Wyspiańskiego
Dramaty Wyspiańskiego były wielokrotnie przekładane na utwory inne niż teatralne. Na ich podstawie powstały opery: Bolesław Śmiały (1909) Ludomira Różyckiego, Wesele (1910) Karola Pawła Rostworowskiego (1910), Warszawianka (1929) Alfreda Stadlera, Balthazar (2001) Zygmunta Krauzego na podstawie dramatu Daniel, wreszcie Ofelia (2018) Jerzego Fryderyka Wojciechowskiego według Śmierci Ofelii.
W 1911 Sędziów na język filmu przełożył Stanisław Knake-Zawadzki (film zaginął), w 1974 ten sam dramat sfilmował Konrad Swinarski (Sędziowie. Tragedya). Za najsłynniejszą adaptację filmową Wyspiańskiego uchodzi jednak Wesele (1972) Andrzeja Wajdy.

## Upamiętnienie
- Wizerunek Wyspiańskiego widniał na banknocie o nominale 10 000 zł, będącym w obiegu w latach 1987–1996[91].
- W 2004 r. Narodowy Bank Polski wydał upamiętniającą Stanisława Wyspiańskiego srebrną monetę kolekcjonerską o nominale 20 złotych oraz towarzyszącą jej monetę okolicznościową ze stopu nordic gold o nominale 2 złotych. Obie monety są częścią serii „Polscy Malarze XIX/XX wieku”[92].
- Uchwałą z 7 grudnia 2006 Sejm RP zdecydował o ustanowieniu roku 2007 Rokiem Stanisława Wyspiańskiego[93].
- Praprawnukiem Wyspiańskiego jest muzyk hip-hopowy Wojciech Sosnowski[94], który upamiętnił przodka, wykonując utwór do wiersza „Niech nikt nad grobem mi nie płacze”, opublikowany w albumie Poeci grupy producenckiej WhiteHouse w 2009[95].
- W Krakowie przy placu Wszystkich Świętych 2 wzniesiono Pawilon Wyspiańskiego, w którego oknach umieszczone są trzy witraże Wyspiańskiego, niezrealizowane za jego życia[96].
- Przed Gmachem Głównym Muzeum Narodowego w Krakowie przy al. 3 Maja 1, znajduje się pomnik Stanisława Wyspiańskiego autorstwa Mariana Koniecznego[97].
- Teatr Śląski im. Stanisława Wyspiańskiego w Katowicach – teatr, instytucja kultury województwa śląskiego, istniejąca od 1907 w Katowicach[98].
- Stanisław Wyspiański patronuje II Liceum Ogólnokształcącemu w Legnicy, jednej z najstarszych szkół licealnych w tym mieście, VIII Liceum Ogólnokształcącego w Krakowie, III Liceum Ogólnokształcącemu w Tychach oraz Szkole Podstawowej w Bibicach[c][99] i Szkole Podstawowej w Żabnie. Jest też patronem liceum oraz szkoły podstawowej w Rymanowie[100].
- Wizerunek Wyspiańskiego znalazł się na srebrnej, 10-złotowej monecie kolekcjonerskiej wydanej przez NBP w 2018 r. z okazji 125. rocznicy powstania Teatru im. Juliusza Słowackiego w Krakowie[101].
- Z okazji 150. rocznicy urodzin artysty w 2019 Poczta Polska wydała znaczek pocztowy nr 4933 przedstawiający obraz „Autoportret” Stanisława Wyspiańskiego z 1897, ze zbiorów Muzeum Narodowego w Krakowie[102].
- W Krakowie 2 grudnia 2021 otworzono nowy oddział Muzeum Narodowego – Muzeum Stanisława Wyspiańskiego. Muzeum ma siedzibę przy pl. Sikorskiego 6 w budynku Starego Spichlerza, gdzie poprzednio znajdował się Ośrodek Kultury Europejskiej „Europeum”[103].
- W lipcu 2022 na ścianie od ul. Łobzowskiej, szpitala w którym zmarł Wyspiański namalowano mural. „Caritas" albo „Madonna z Dzieciątkiem” to projekt Stanisława Wyspiańskiego z 1904, fragment niezrealizowanego witrażu Polonia zaprojektowanego dla katedry we Lwowie. Twórcami muralu są Natalia Kuczma i Antoni Paprotny[104].
- 9 maja 2024 na ścianie budynku Akademii Sztuk Teatralnych od strony ul. Straszewskiego, odsłonięto mural poświęcony Wyspiańskiemu, patronowi Uczelni. Mural zaprojektował dr hab. Dariusz Vasina z krakowskiej ASP, wykonali go: Dawid Skowronek, Krzysztof Czarnecki i Łukasz Stec.

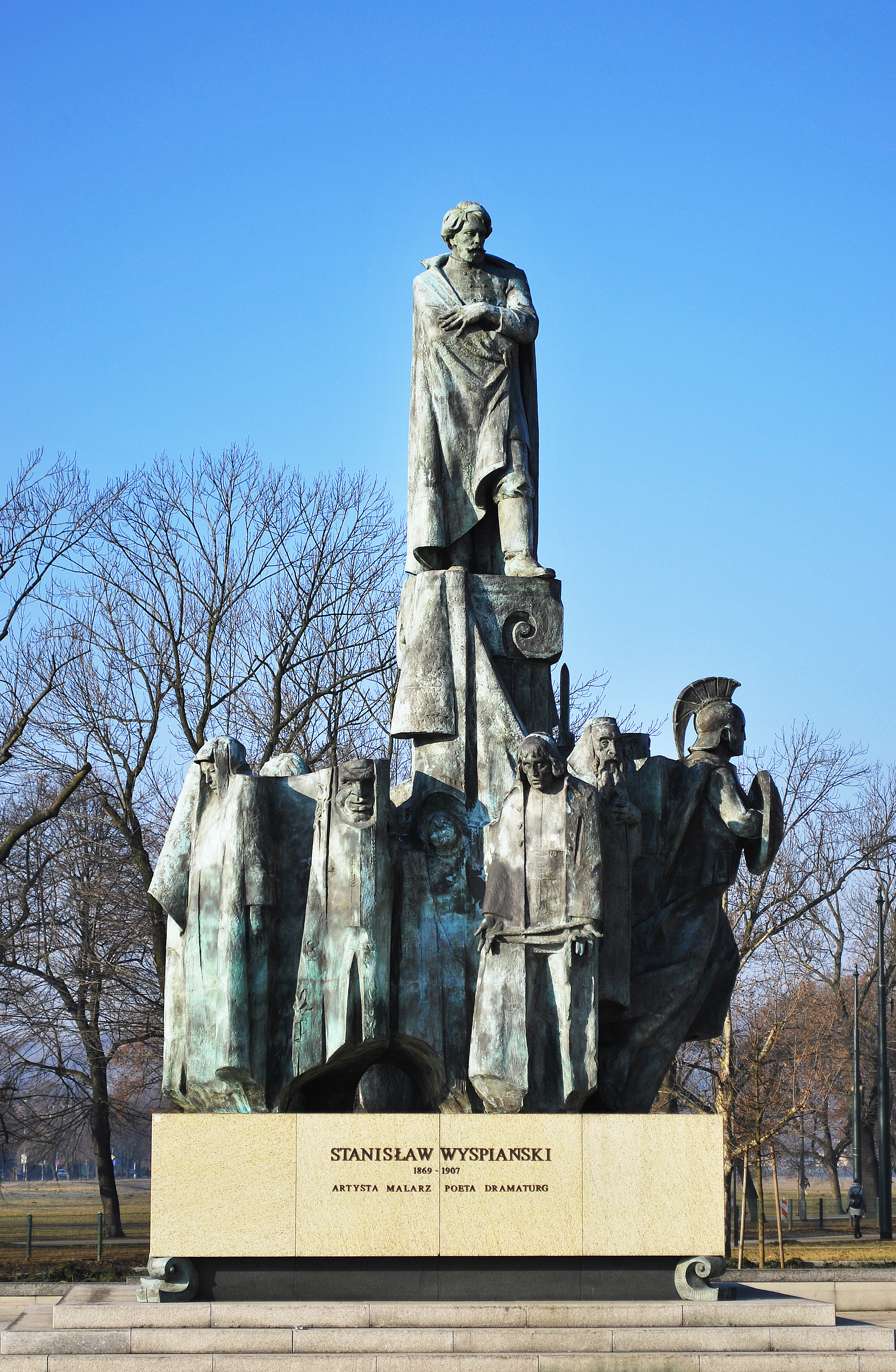
Pomnik Stanisława Wyspiańskiego w Krakowie
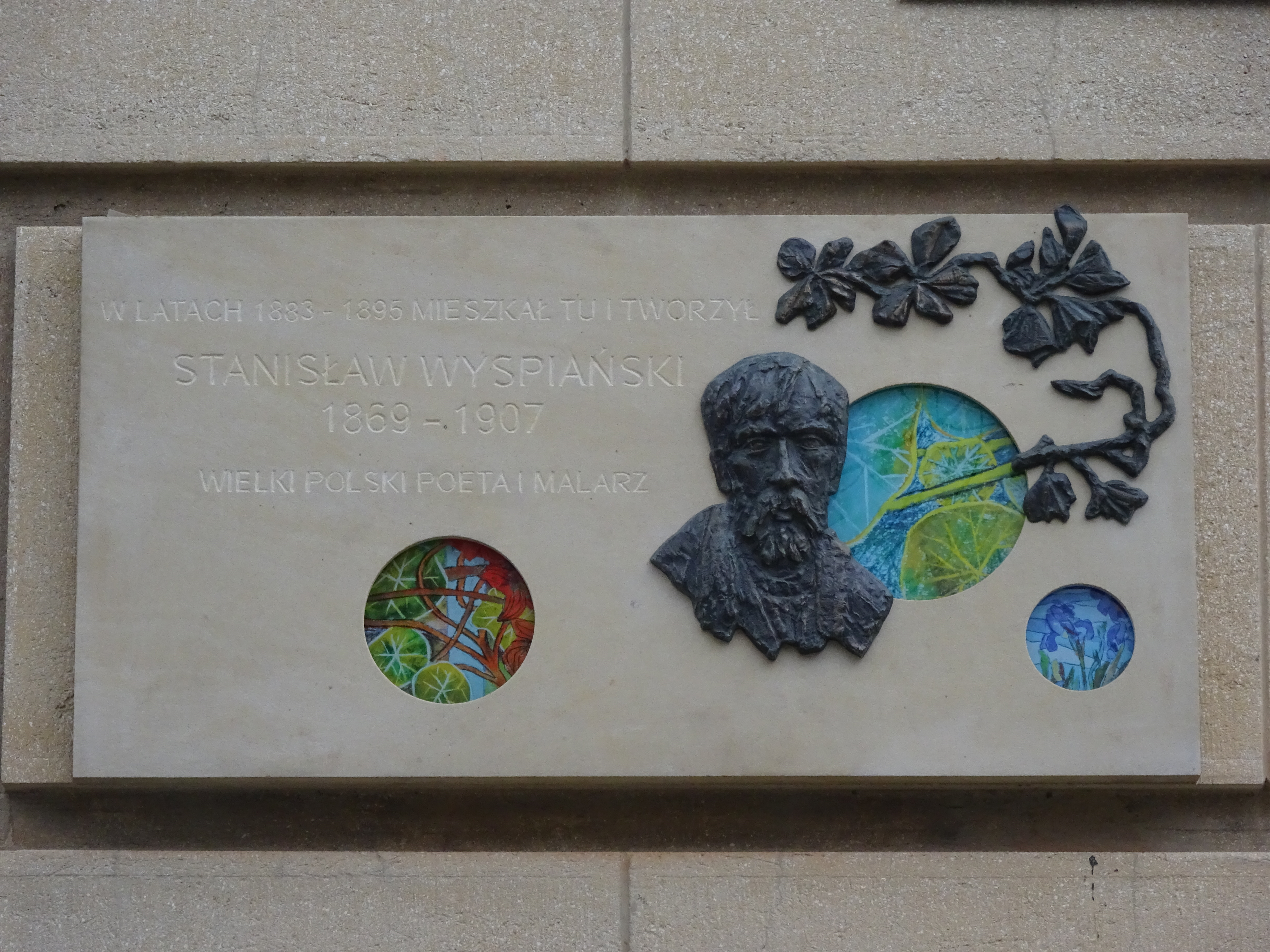
Tablica na elewacji gmachu Narodowego Banku Polskiego w Krakowie
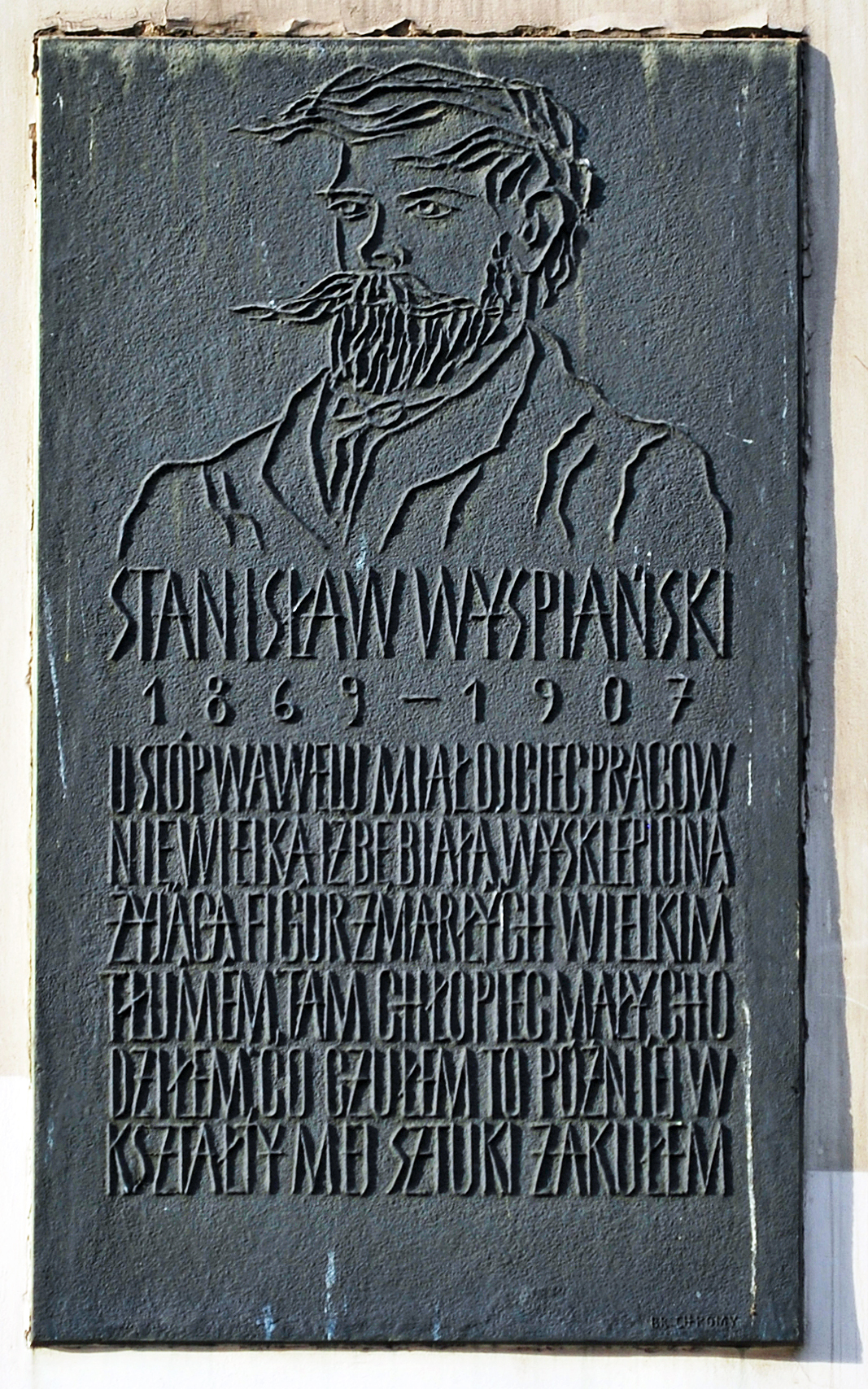
Dom Długosza w Krakowie. Tablica pamiątkowa, W tym domu mieszkał i tu pracownię miał jego ojciec
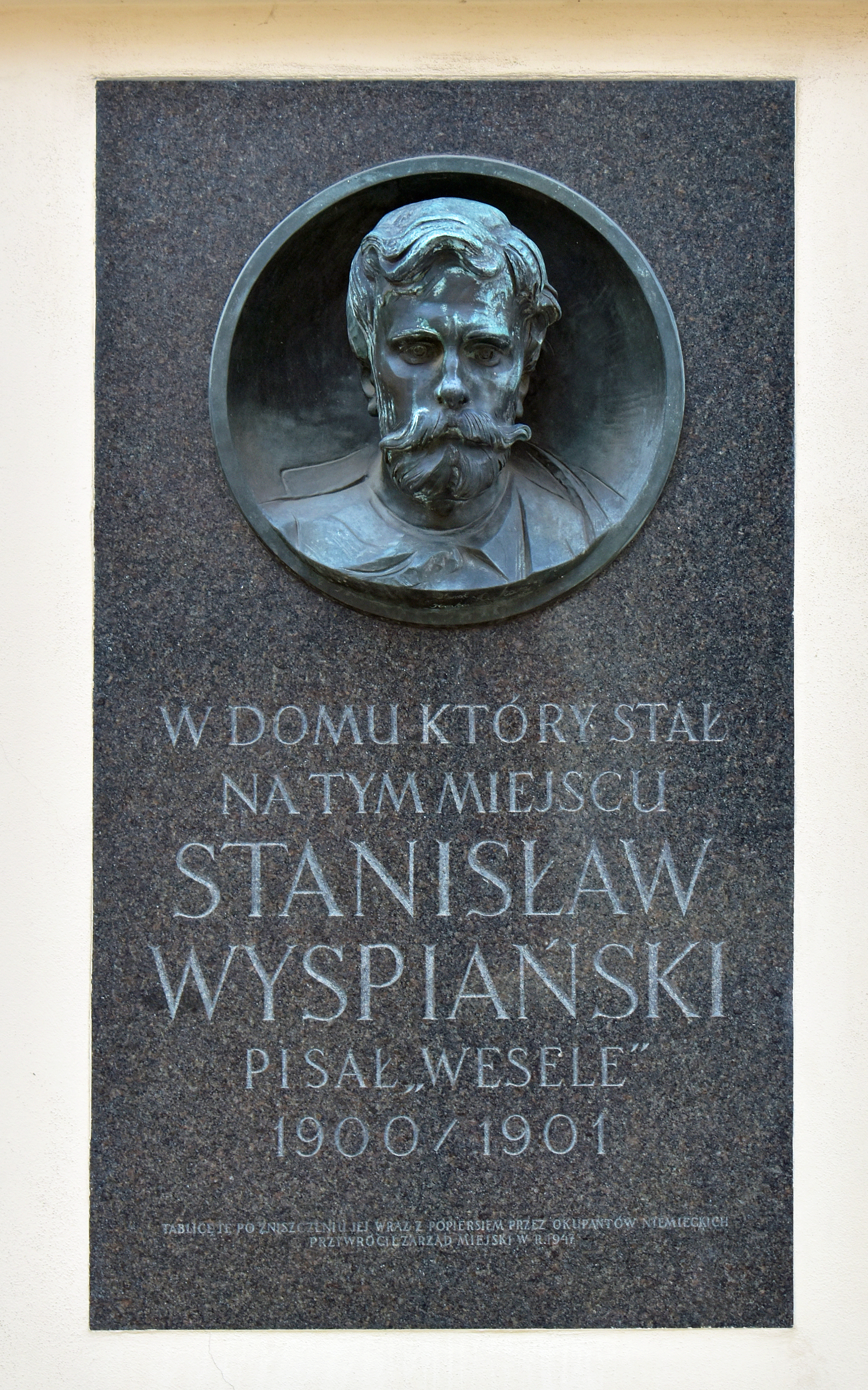
Kamienica Czyncielów w Krakowie. Tablica upamiętniająca powstanie „Wesela”
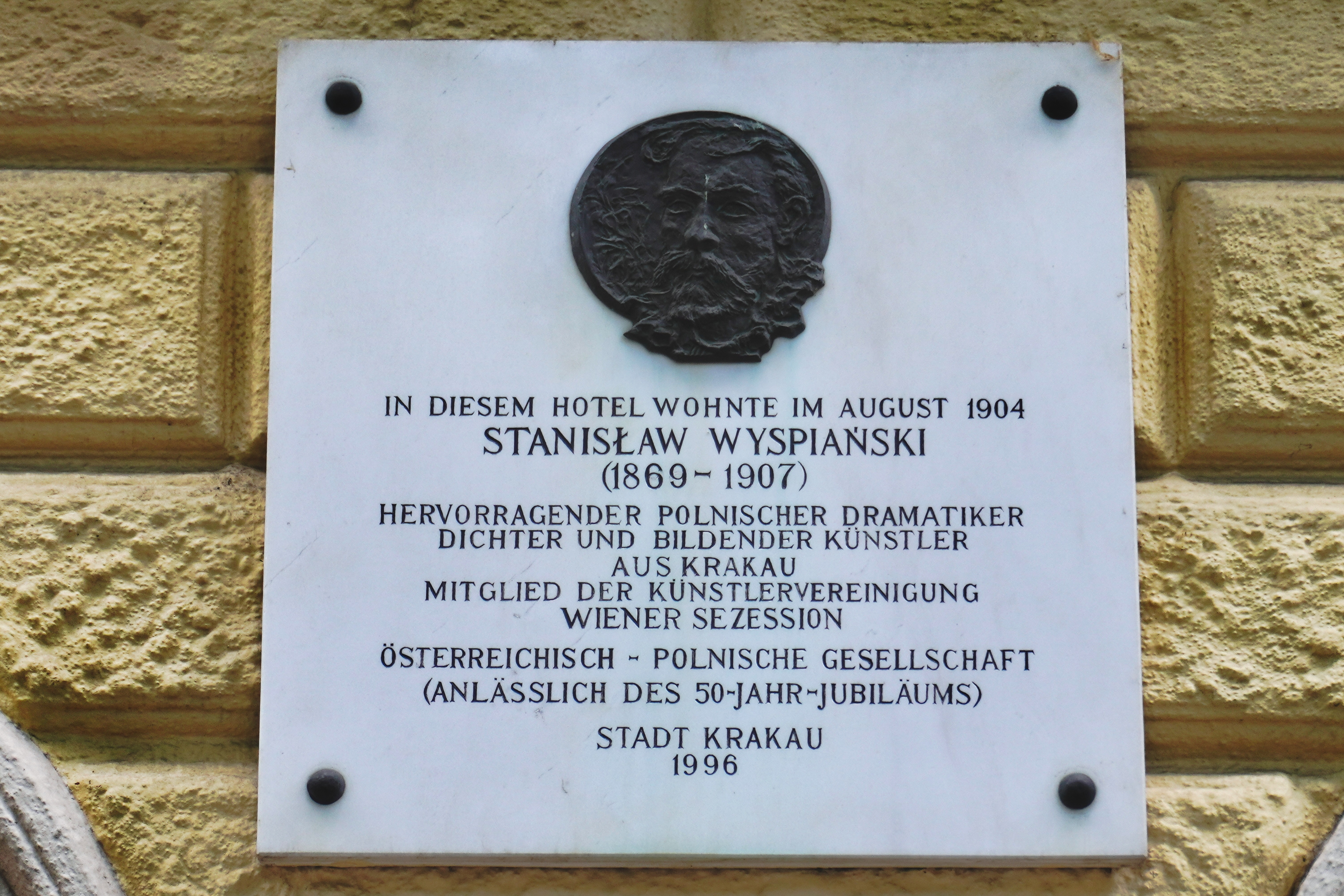
Austria Classic Hotel Wien (dawniej Hotel Nordbahn) – Praterstraße 72 w Wiedniu. Tablica upamiętniająca zatrzymanie się Wyspiańskiego w owym hotelu w sierpniu 1904
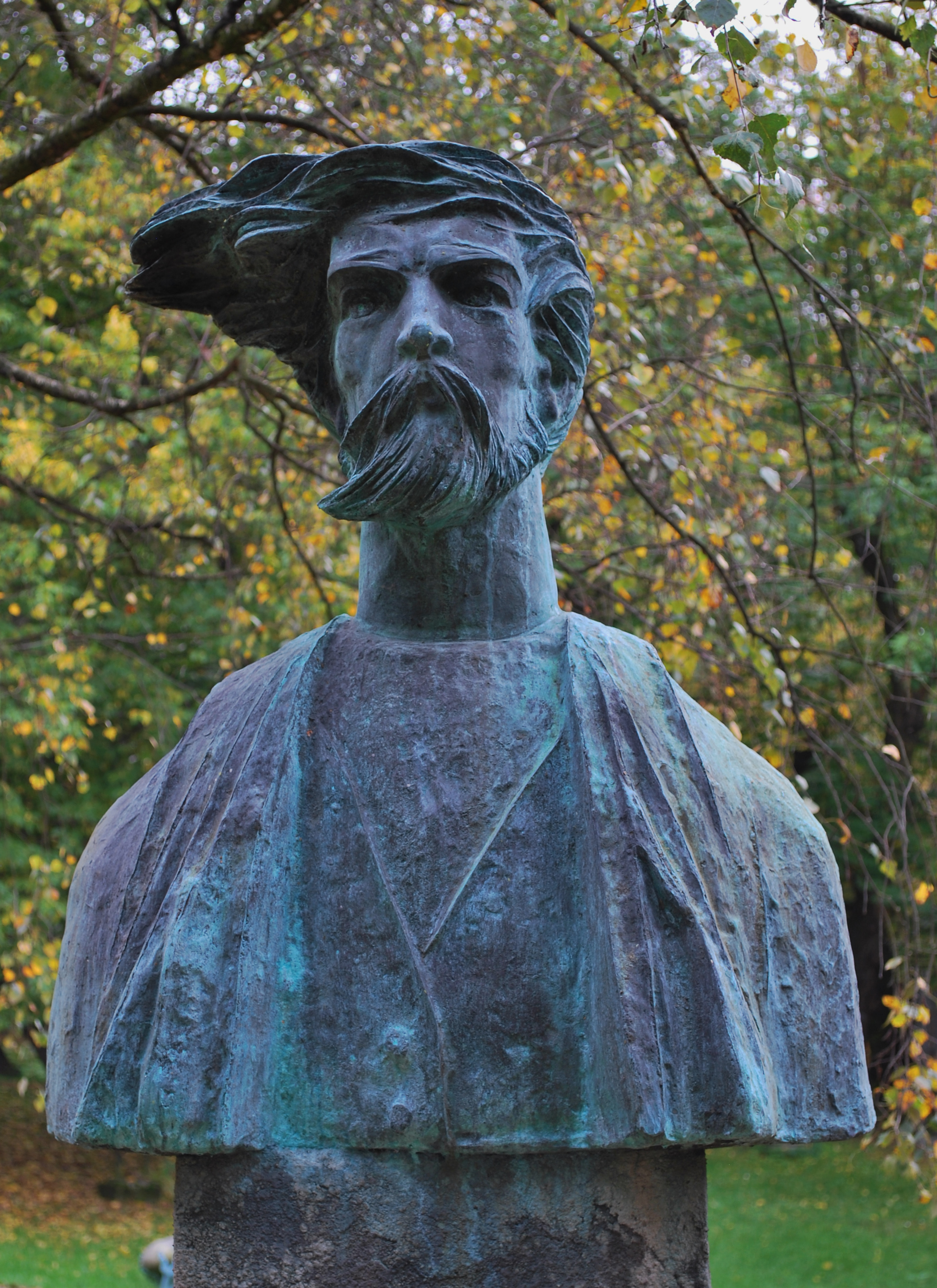
Popiersie autorstwa Bronisława Chromego w Parku Decjusza
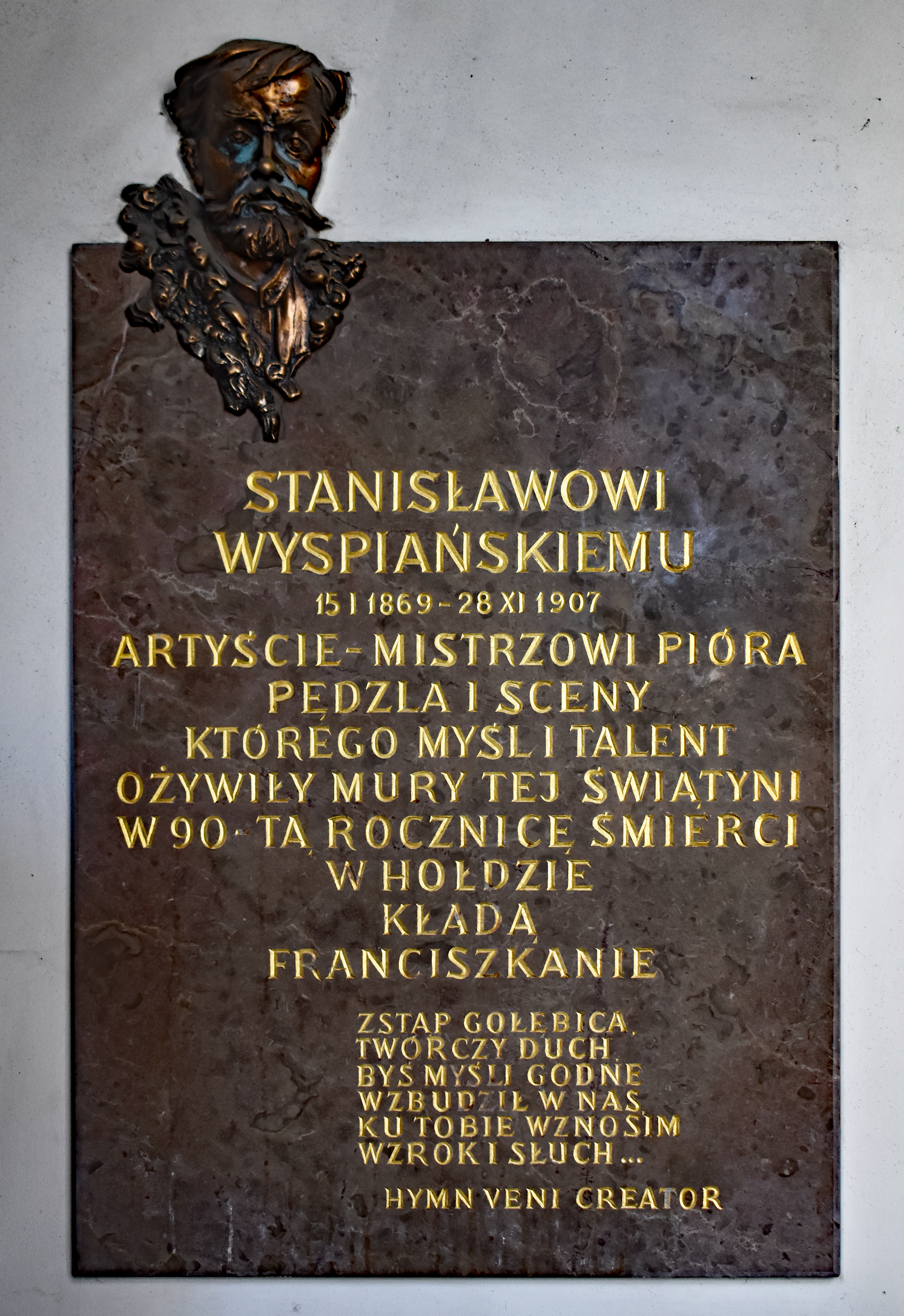
Tablica pamiątkowa w kościele franciszkanów
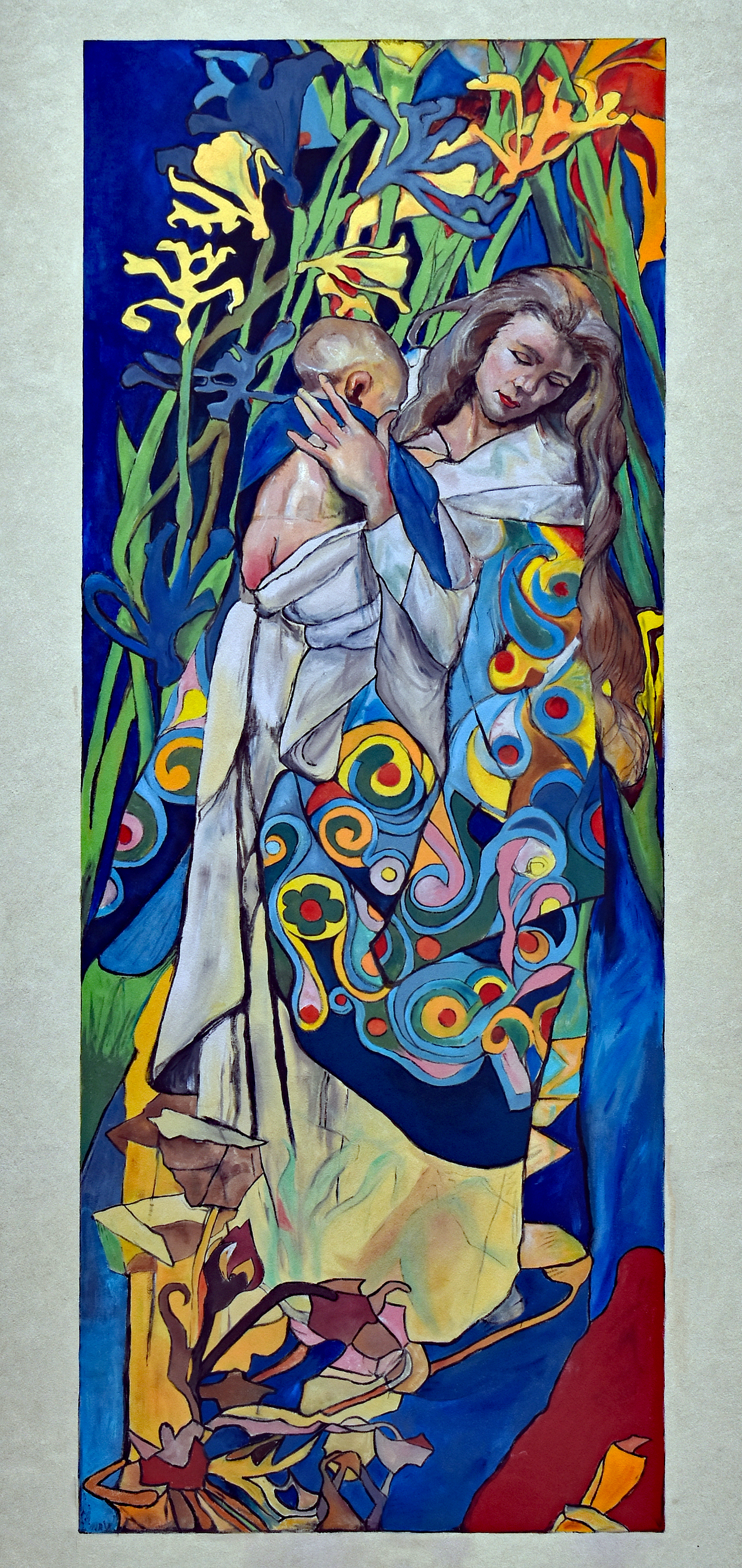
Mural na budynku szpitala na Siemiradzkiego, gdzie Wyspiański zmarł.
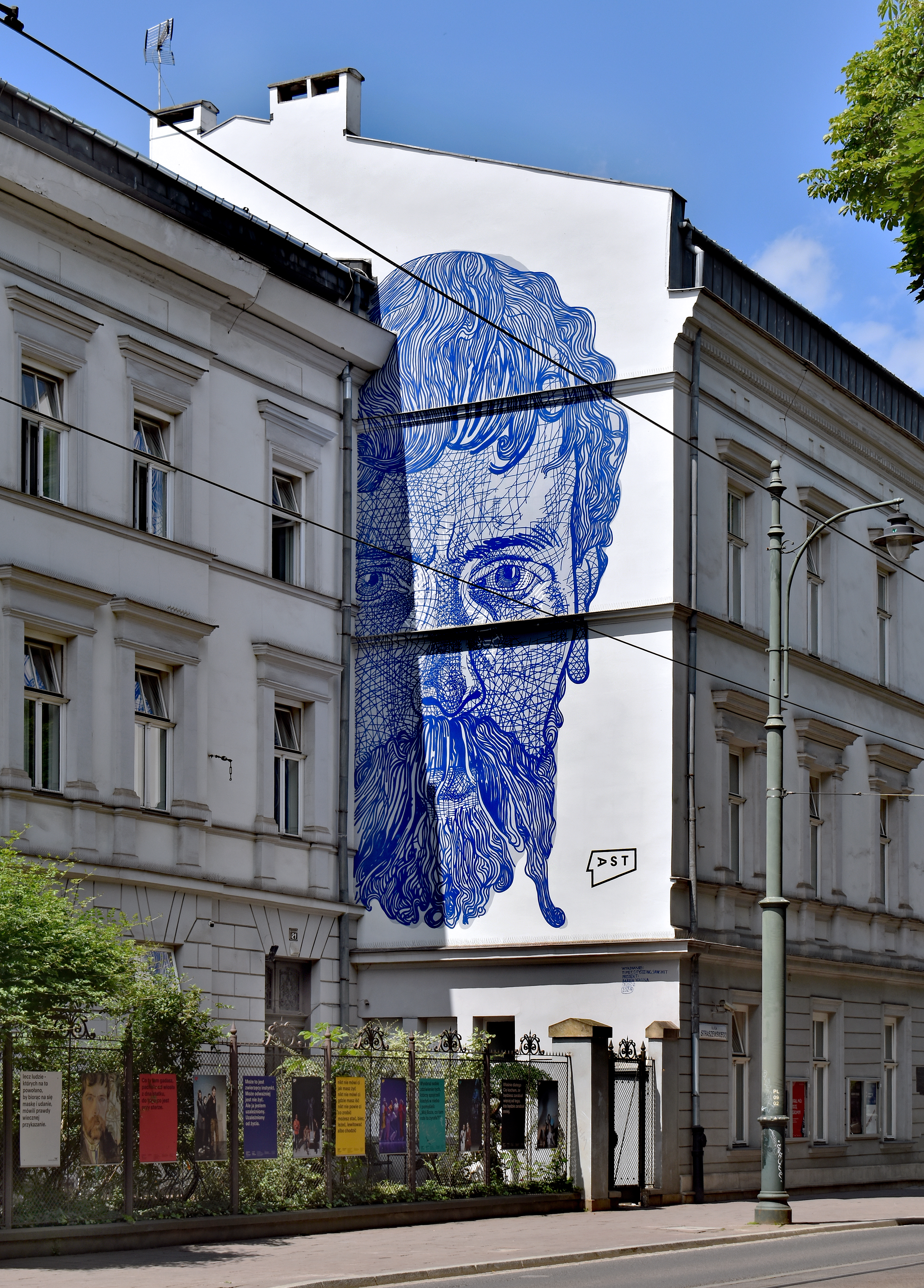
Mural na budynku AST. Kraków ul. Straszewskiego 21-22.

### Książki i rozdziały prac zbiorowych
- Justyna Bajda, Małgorzata Łoboz, Młoda Polska, Wrocław: Wyd. Dolnośląskie, 2003.
- Wojciech Bałus, Stanisław Wyspiański – narodowy czy europejski?, [w:] Mateusz Bourkane Małgorzata Okulicz-Kozaryn, Michał Haake (red.), Przemyśleć wszystko... Stanisława Wyspiańskiego modernizacja wyobraźni zbiorowej, Poznań 2009, s. 11–38 [dostęp 2023-07-28].
- Elwira Buszewicz, Słownik pisarzy polskich, Kraków: Wydawnictwo Zielona Sowa, 2003, ISBN 978-83-7220-574-2 [dostęp 2023-07-11].
- Katarzyna Fazan, „Hamlet” Wyspiańskiego. Scena grozy jako dramat absolutny, [w:] Joanna Zach, Agnieszka Ziołowicz (red.), Sztuka słowa – sztuka obrazu. Prace dla Ewy Miodońskiej-Brookes, Kraków: Wydawnictwo Uniwersytetu Jagiellońskiego, 2009, s. 83–100, ISBN 978-83-233-2702-8 [dostęp 2023-07-21].
- Dorota Jarząbek-Wasyl, Stanisława Wyspiańskiego spotkanie z aktorem, [w:] Anna Czabanowska-Wróbel (red.), Stanisław Wyspiański. W labiryncie świata, myśli i sztuki, Kraków: Wydawnictwo Uniwersytetu Jagiellońskiego, 2009, s. 307–318, ISBN 978-83-233-2701-1 [dostęp 2023-07-22].
- Karel Krejčí, Dějiny polské literatury, wyd. 1, Praga: Československý spisovatel, 1953 (cz.).
- Kornel Michałowski, Opery polskie, Warszawa: PWM, 1954.
- Wojciech Natanson, Stanisław Wyspiański, Warszawa: Państwowe Wydawnictwo Naukowe, 1976.
- Halina Nelken, Stanisław Wyspiański, Warszawa: Arkady, 1959 [dostęp 2023-07-11].
- Grzegorz Niziołek, „Skałka”: wymazywanie, [w:] Joanna Zach, Agnieszka Ziołowicz (red.), Sztuka słowa – sztuka obrazu. Prace dla Ewy Miodońskiej-Brookes, Kraków: Wydawnictwo Uniwersytetu Jagiellońskiego, 2009, s. 71–82, ISBN 978-83-233-2702-8 [dostęp 2023-07-21].
- Jan Nowakowski, Wyspiański: studia o dramatach, Wydawnictwo Literackie, 1972 [dostęp 2023-07-19].
- Waldemar Okoń, Stanisław Wyspiański, Wrocław: Wydawnictwo Dolnośląskie, 2001, ISBN 978-83-7023-841-4 [dostęp 2023-07-11].
- Maria Podraza-Kwiatkowska, Dlaczego „Róża” nie zaćmiła „Wesela”. O przyczynach powodzenia dzieła Wyspiańskiego, [w:] Jan Michalik, Anna Stafiej (red.), Magia „Wesela”, Kraków: Księgarnia Akademicka, 2003, s. 73–84, ISBN 978-83-7188-573-0 [dostęp 2023-07-20].
- Maria Podraza-Kwiatkowska, Z rekwizytorni Stanisława Wyspiańskiego. Latające, goniące i chodzące trumny, [w:] Jacek Popiel (red.), Antreprener, Kraków: Wydawnictwo Uniwersytetu Jagiellońskiego, 2009, s. 203–218, ISBN 978-83-233-2724-0 [dostęp 2023-07-21].
- Jadwiga Puciata-Pawłowska, Józef Mehoffer i Stanisław Wyspiański: dzieje przyjaźni artystów, Poznań: Państwowe Wydawnictwo Naukowe, Oddział w Poznaniu, 1970 [dostęp 2023-07-11] (pol.).
- Michał Rożek, Urbs celeberrima. Przewodnik po zabytkach Krakowa, wyd. 2, WAM, 2012, ISBN 83-7318-730-8.
- Marta Rusek, Wokół Achilleis Stanisława Wyspiańskiego, [w:] Anna Czabanowska-Wróbel (red.), Stanisław Wyspiański. W labiryncie świata, myśli i sztuki, Kraków: Wydawnictwo Uniwersytetu Jagiellońskiego, 2009, s. 243–253 [dostęp 2023-07-21].
- Rozalia Wojkiewicz, W spektrum Wyspiańskiego. Witraż w poezji Młodej Polski, Warszawa: Instytut Badań Literackich, 2022, ISBN 978-83-66898-78-3.

### Artykuły naukowe i specjalistyczne
- Wojciech Bałus, Wyspiański i tradycja. Na przykładzie witrażu ze św. Franciszkiem, „Teksty Drugie” (nr 4), 2004, s. 97–114 [dostęp 2023-07-31].
- Wojciech Bałus, Wielka inicjacja. O znaczeniu podróży do Francji w roku 1890 dla poglądów i postawy artystycznej Stanisława Wyspiańskiego, „Przestrzenie Teorii” (nr 8), 2007, s. 71–88 [dostęp 2023-07-27].
- Wojciech Bałus, Do granic tożsamości. O portretach zdwojonych Stanisława Wyspiańskiego, „Przestrzenie Teorii”, t. 9, 2008, s. 19–28 [dostęp 2023-07-20].
- Anna Baranowa, Wagner, Gesamtkunstwerk i moderniści. W kręgu utopii języka uniwersalnego, „Roczniki Humanistyczne”, t. 46 (nr 4), 1998, s. 89–121 [dostęp 2023-07-20].
- Bojan Biołczew, Stanisław Wyspiański i dawna polska historia, „Postscriptum Polonistyczne”, 12 (2), 2013, s. 101–111, ISSN 1898-1593 [dostęp 2023-07-21].
- Antoni Chojnacki, Wyspiański: sztuka i towar, „Literaturoznawstwo” (nr 5), 2011, s. 45–63.
- Irena Fedorovič, Dramaty Stanisława Wyspiańskiego na scenie teatru polskiego w Wilnie na początku XX wieku, „Slavistica Vilnensis”, t. 61, 2016, s. 173–186, ISSN 2351-6895 [dostęp 2023-07-21].
- Marta Graczyńska, Szafirowa pracownia, „Alma Mater” (nr 97), 2007, s. 22–23 [dostęp 2017-06-08] [zarchiwizowane 2017-09-22].
- Wojciech Kaczmarek, Dramat modernistyczny wobec kryzysu antropologicznego przełomu XIX i XX w., „Roczniki Humanistyczne”, t. 52 (nr 1), 2004, s. 33–54 [dostęp 2023-07-31].
- Aleksander Władimirowicz Lipatow, Wpływy literackie a wspólność typologiczna, „Pamiętnik Literacki”, t. 72 (nr 2), 1981, s. 127–146 [dostęp 2023-07-23].
- Aniela Łempicka, Problemy „Wyzwolenia”, „Pamiętnik Literacki”, t. 52 (nr 2), 1961, s. 301–338 [dostęp 2023-07-20].
- Zbigniew Mich, Stasia Wyspiańskiego zabawy w teatr, „Didaskalia. Gazeta Teatralna” (151–152), 2019, s. 86–98, ISSN 2720-0043 [dostęp 2023-07-11].
- Wiesna Mond-Kozłowska, Acropolis according to Wyspiański by Grotowski: new interpretation and another understanding of the European cultural archetype, „Meno istorija ir kritika” (nr 2), 2006, s. 97–100, ISSN 1822-4547 [dostęp 2023-07-21] (ang.).
- Żaneta Nalewajk, Dramat i teatr na granicy światów. Spotkanie Piotra Tomaszuka i teatru Wierszalin ze Stanisławem Wyspiańskim, „Konteksty”, 330 (nr 3), 2020, s. 205–214, ISSN 1230-6142 [dostęp 2023-07-20].
- Ewa Piotrowska, Biblioteka nauczycielska w Gimnazjum św. Anny w Krakowie (1850–1914), „Annales Universitatis Paedagogicae Cracoviensis | Studia ad Bibliothecarum Scientiam Pertinentia”, 14 (0), 2017, s. 290–304, DOI: 10.24917/20811861.14.19, ISSN 2300-3057 [dostęp 2023-07-11].
- Magdalena Popiel, „Hamlet” Wyspiańskiego. Czytanie, pisanie, czyli o wędrowaniu w labiryncie świata, „Teksty Drugie” (nr 4), 2002, s. 230–240 [dostęp 2023-07-22] (ang.).
- Magdalena Popiel, Stanisław Wyspiański. Artysta jako budowniczy świata, „Romanoslavica”, XLIII (1), 2008, s. 172–179 [dostęp 2023-07-31].
- Andrzej Rajch, Zbiory Muzeum Stanisława Wyspiańskiego w kamienicy Szołayskich w Krakowie ze szczególnym uwzględnieniem portretów dziecięcych, „Rocznik Muzeum Narodowego w Kielcach”, 23, 2007, s. 317–328.
- Tomasz Szybisty, Kilka uwag o witrażach projektu Stanisława Wyspiańskiego i Józefa Mehoffera w oknie zachodnim kościoła Mariackiego w Krakowie, „Sacrum et Decorum. Materiały i studia z historii sztuki sakralnej” (3), 2010, s. 127–142 [dostęp 2023-07-31].
- Teresa Walas, Wyspiański jako problem polskiego modernizmu, „Teksty Drugie”, nr 3, 2008, s. 11–26 [dostęp 2023-07-20].
- Rozalia Wojkiewicz, Sonet siostrzany. „Kinga i Johelet” Kazimiery Zawistowskiej a „Błogosławiona Salomea” Stanisława Wyspiańskiego, „Wiek XIX. Rocznik Towarzystwa Literackiego im. Adama Mickiewicza”, XLVII (1), 2012, s. 189–211, ISSN 2080-0851 [dostęp 2023-07-19].